# Rom

Satellitenaufnahme von Rom

Lage von Rom in der Metropolitanstadt Rom

Rom (lateinisch Rōma; italienisch Romaⓘ [ˈro.ma], amtlich Roma Capitale) ist die Hauptstadt Italiens, Hauptort der Region Latium und historische Hauptstadt des Römischen Reichs und des Kirchenstaats. Die Stadt liegt etwa in der Mitte der Apenninhalbinsel am Fluss Tiber. Mit etwa drei Millionen Einwohnern im Stadtgebiet bzw. rund vier Millionen Einwohnern in der Agglomeration ist sie die größte Stadt Italiens sowie die drittgrößte der Europäischen Union. Außerdem ist Rom mit einem Gemeindegebiet von 1287,36 km² auch die flächenmäßig ausgedehnteste Stadt des Landes.
Rom wurde erstmals im 1. Jahrhundert v. Chr. vom Dichter Tibull Ewige Stadt genannt. Diese Bezeichnung, ursprünglich eine Antonomasie, wurde zu einem Ehrennamen für die Stadt wegen der Bedeutung in ihrer bis heute drei Jahrtausende umspannenden Geschichte. Der von den Römern praktizierten Legende nach wurde Rom im Jahre 753 v. Chr. gegründet, ist jedoch wahrscheinlich älter. Nach der Abschüttelung des Einflusses der Etrusker etablierte sich Rom als ein unabhängiger Stadtstaat, welcher im Laufe der Jahrhunderte Italien und daraufhin den größten Teil des antiken Mittelmeerraums in Besitz nehmen konnte. Das in der Stadt Rom entstandene Latein, gesprochener lokaler Dialekt und italische Sprache, hat sich durch die römische Expansion über ganz Italien vor allem im südwestlichen Mittelmeerraum verbreitet und dort die lokalen Sprachen fundamental beeinflusst, was zur Entstehung der romanischen Sprachen geführt hat. Das klassische Latein hat sich als lingua franca der Wissenschaft, Philosophie, Kunst, Theologie, Politik und Diplomatie bis in die Neuzeit halten können. Das antike römische Stadtrecht hat bis heute einen bedeutenden Einfluss in den europäischen Rechtsordnungen hinterlassen.
Noch vor dem Niedergang des Weströmischen Reiches verlor Rom an Bevölkerung und politischem Einfluss, war aber durch das Mittelalter und die Neuzeit hinweg ein Zentrum der christlichen Religion und bildet bis heute eines der Zentren des Abendlandes. Nach der Eroberung durch italienische Truppen ist Rom seit 1871 wieder Teil eines vereinigten Italiens bis hin zu den Alpen. Abgeordnetenkammer, Senat, Präsident, Regierung und der Verfassungsgerichtshof der italienischen Republik haben ihren Sitz in Rom, es ist heute auch Sitz der Verwaltung der Region Latium und der Metropolitanstadt Rom, die 2015 die vorherige Provinz Rom ersetzte. Rom ist in 15 municipi aufgeteilt.
Roma capitale (Rom Hauptstadt) hat einen besonderen Status als Gemeinde. Innerhalb der Stadtgrenzen befindet sich der Staat (der) Vatikanstadt. Er ist ein unabhängiger Binnenstaat und Sitz des Papstes, also des Bischofs von Rom. Dieser ist Oberhaupt der römisch-katholischen Kirche sowie des Heiligen Stuhls; Letzterer bildet ein eigenständiges Völkerrechtssubjekt, womit die Stadt Rom seit 1834 (Etablierung des Sitzes des Malteser-Ritterordens) zwei von drei nichtstaatlichen Völkerrechtssubjekten beherbergt. Außerdem haben dort die UNO-Unterorganisationen FAO, der IFAD und das WFP ihren Sitz.
Rom ist außerordentlich reich an bedeutenden Bauten und Museen und Ziel zahlreicher Touristen. Die Altstadt von Rom, der Petersdom und die Vatikanstadt wurden von der UNESCO im Jahr 1980 zum Weltkulturerbe erklärt.

## Name

### Etymologie

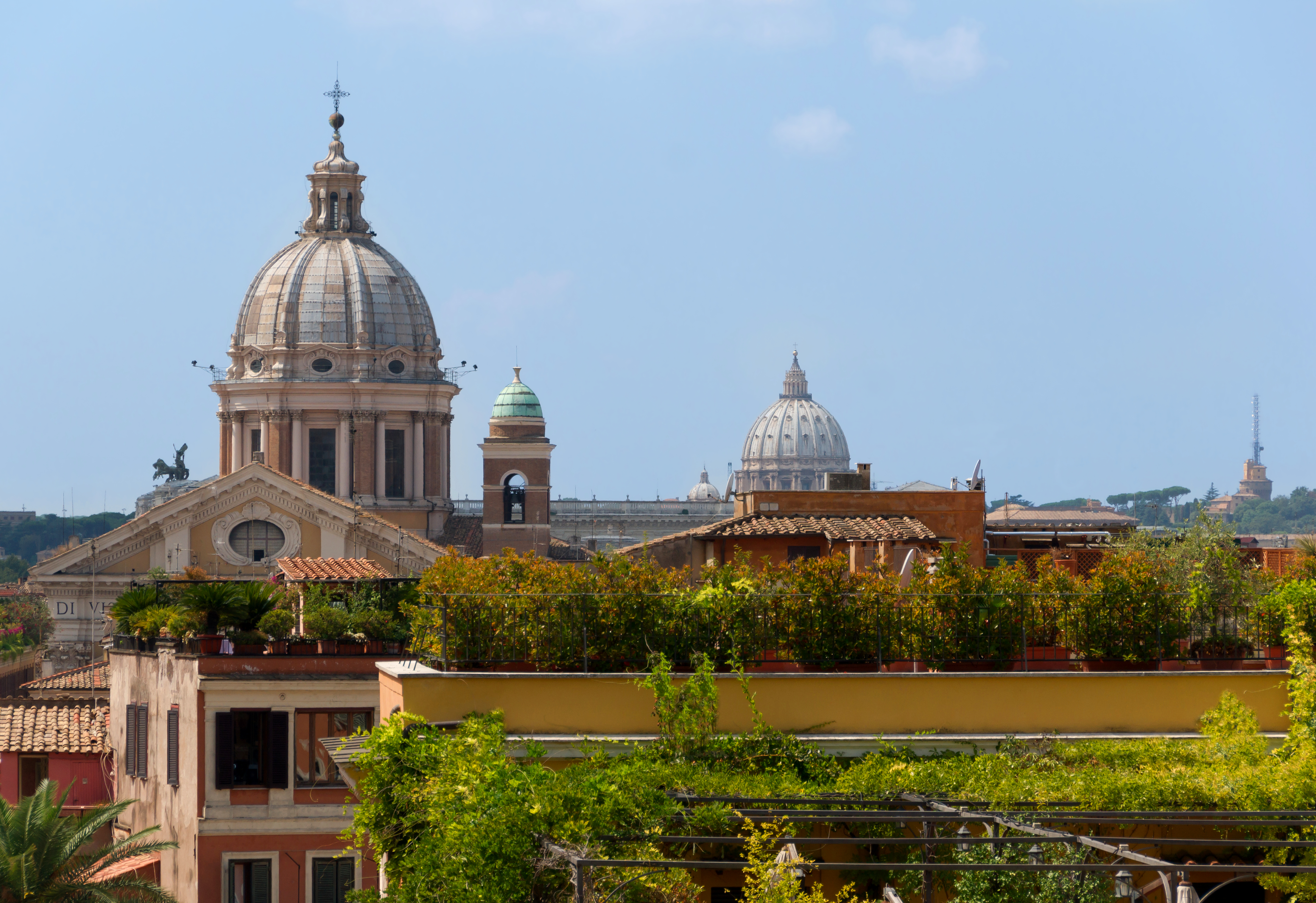
Rom von der Santissima Trinità dei Monti aus gesehen

Der älteste lateinische Beleg des Namens befindet sich auf der Cista Ficoroni aus dem späten 4. Jahrhundert v. Chr. Doch bereits in der etwa bei Dionysios von Halikarnassos erhaltenen, indirekten griechischen Überlieferung des 5. und 4. Jahrhunderts v. Chr. begegnet der Name in der Form Ῥώμη Rhṓmē, so bei Hellanikos von Lesbos, Antiochos von Syrakus und Damastes von Sigeion. Während im Althochdeutschen neben Rōma auch die Form Rūma* als Name der Stadt bestand, benutzte man auf der mittelhochdeutschen Sprachstufe meist Rōme oder Rome, kannte aber auch schon die Verkürzung auf Rōm und Rom. Die Etymologie des Wortes Roma selbst ist ungeklärt, doch werden hierzu seit der Antike unterschiedliche Theorien erörtert.
Neben meist rein mythischen Erklärungen, die den Namen mit zahlreichen Personen namens Romus oder Roma in Verbindung brachten und die Gründungssage mit der griechischen Mythologie verknüpften, stand in der antiken Namenserklärung die Geschichte um Romulus und Remus im Vordergrund. Die erstmals bei Diokles von Peparethos niedergelegte Erzählung, die zumindest für Plutarch als besonders glaubwürdig und belegt galt, führte den Namen auf Romulus, den Gründer der Roma quadrata, zurück, flocht aber den ficus Ruminalis, einen schattenspendenden Feigenbaum auf dem späteren Forum ein. Dessen Name wurde wiederum entweder von Romulus hergeleitet oder von dem altlateinischen Wort ruma für die säugende Brust, was sich in die Geschichte mit den von der Wölfin gesäugten Zwillingen fügte. „Rationalistischere“ Darstellungen verbanden den Namen der Stadt, den die Pelasger in mythischer Vorzeit dem von ihnen gegründeten Ort gegeben haben sollen, mit dem griechischen Wort ῥώμη ‚Kraft‘, ‚Stärke‘. Lehnte man eine griechische Stadtgründung Roms ab, verwies man darauf, dass die Stadt einst den Namen Valentia (von lateinisch valentia ‚Kraft‘, ‚Stärke‘) trug, der unter griechischem Einfluss sich in Ῥώμη gewandelt habe.
Moderne Herleitungen des Namens verfolgen verschiedene Ansätze. Am weitesten verbreitet ist die Verbindung mit der indogermanischen Wurzel *.sreṷ- ‚fließen‘, was für Roma eine Bedeutung ‚Siedlung am Fluss’ ergebe. Das lateinische Wort rūma ‚weibliche Brust‘ und Rūmon als alten Namen des Tibers stellte Massimo Pittau immer wieder in diesen bereits in der antiken Literatur konstruierten Zusammenhang.
Gleichermaßen weit verbreitet ist die Herleitung aus einem etruskischen Gentilnamen Ruma. Der Name würde einem Vorschlag des Sprachwissenschaftlers Wilhelm Schulze aus dem Jahr 1904 folgend die ‚Siedlung der tuskischen ruma‘ bezeichnen. Insbesondere in der italienischen Forschung findet dieser Ansatz Zustimmung, wird aber auch von Wissenschaftlern anderer Länder favorisiert. Hiergegen wurde eingewandt, dass der etruskische Name der Stadt zwar *Ruma lautete, lateinische Wörter mit etruskischer Wurzel aber immer deren /u/-Laut behielten. Da das Etruskische ursprünglich jedoch keinen Laut /o/ kenne, der erst nach einer inneretruskischen Lautverschiebung des 6./5. Jahrhunderts v. Chr. und somit Jahrhunderte nach Stadt- oder Siedlungsgründung begegnet, müsste man als Stadtnamen auch im Lateinischen Ruma erwarten. Aus diesem Grund sei eine Herleitung des Stadtnamens aus dem Etruskischen unwahrscheinlich.
Darüber hinaus gibt es zahlreiche Ansätze, die meist keine weitere Diskussion auslösten und nicht weiterverfolgt wurden.

### Die „Ewige Stadt“

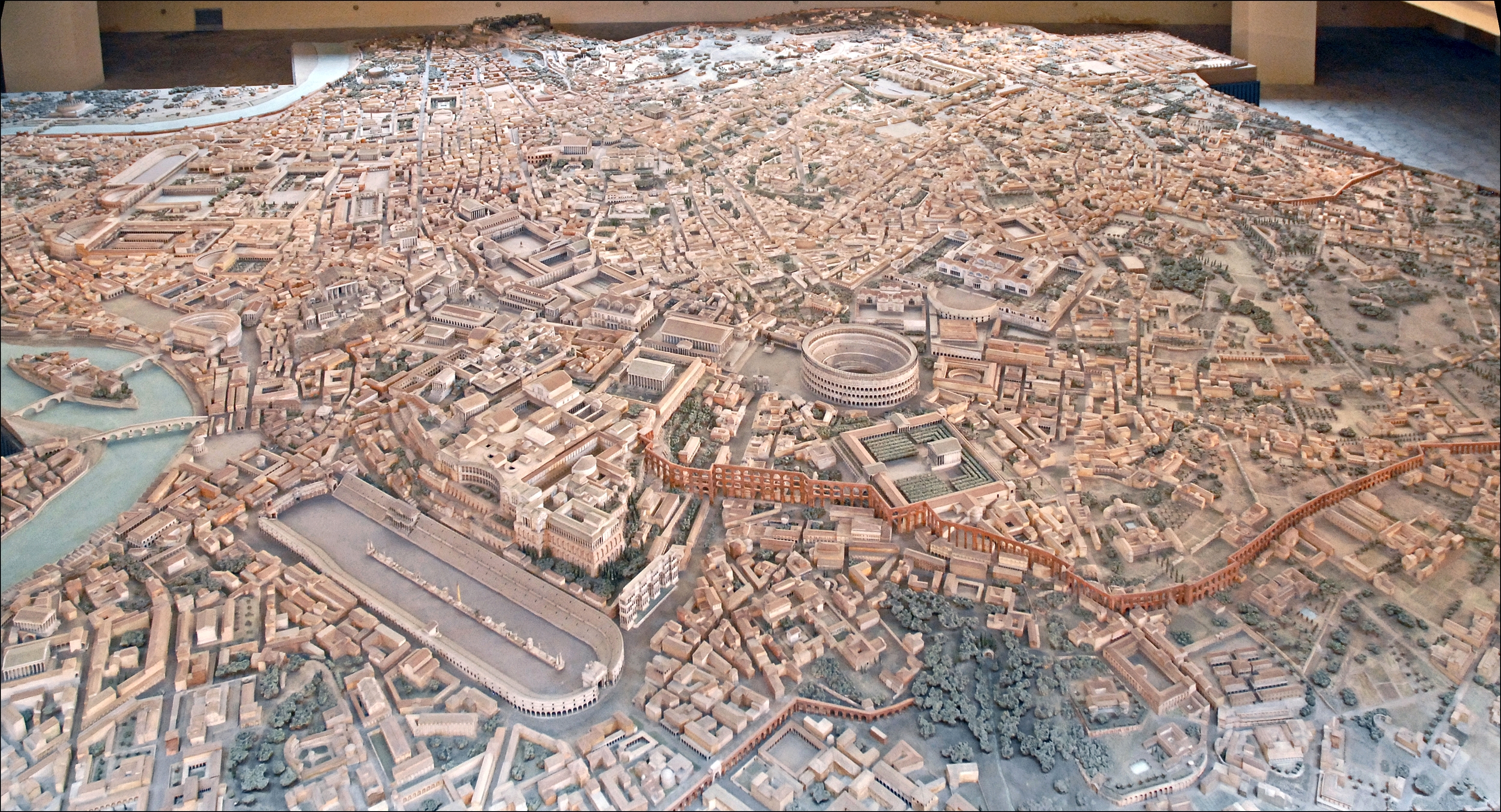
Stadtmodell des antiken Rom

Nachdem bereits in der späten Republik der Dichter Tibull für Rom die Umschreibung „die ewige Stadt“ gefunden hatte, wurde diese Vorstellung weiter entwickelt. So durch den römischen Dichter Vergil (70–19 v. Chr.), der nach dem Vorbild Homers die Aeneis verfasste, die eine Erzählung der Vorgeschichte und Bedeutung Roms darstellt. Dieses Buch wurde schon in jener Zeit zu einem Lehrbuch an römischen Schulen und gilt als das Nationalepos der Römer. Der Gott Jupiter prophezeit in diesem Werk die Ewigkeit Roms, dem keine räumlichen oder zeitlichen Grenzen gesetzt seien.
Auch am Ende der Kaiserzeit (Mitte bzw. Ende des 4. Jahrhunderts n. Chr.) sprechen einige Autoren vom nie untergehenden Rom. Der Offizier und Geschichtsschreiber Ammianus Marcellinus (um 330–395 n. Chr.) begründet in seiner Lebensanalogie die Ewigkeit Roms damit, dass virtus ‚Kraft‘, ‚Tugend’ und fortuna ‚Glück’ bei der Gründung einen Bund ewigen Friedens geschlossen hätten, welcher garantiert, dass Rom, solange Menschen leben, bestehen wird. Auch der Jurist und hohe Beamte Aurelius Prudentius Clemens (348–nach 405) verglich die Idee des Ewigen Rom mit der Idee des christlichen Rom. Das Römische Reich habe, so Prudentius, die Menge der Völker geeint und mit seinem Frieden den Christen den Weg bereitet. Weiterhin sei Rom nicht seiner Kraft beraubt oder gealtert, sondern könne immer noch zu den Waffen greifen, wenn die Kriege riefen.

## Geographie

### Ausdehnung des Stadtgebietes

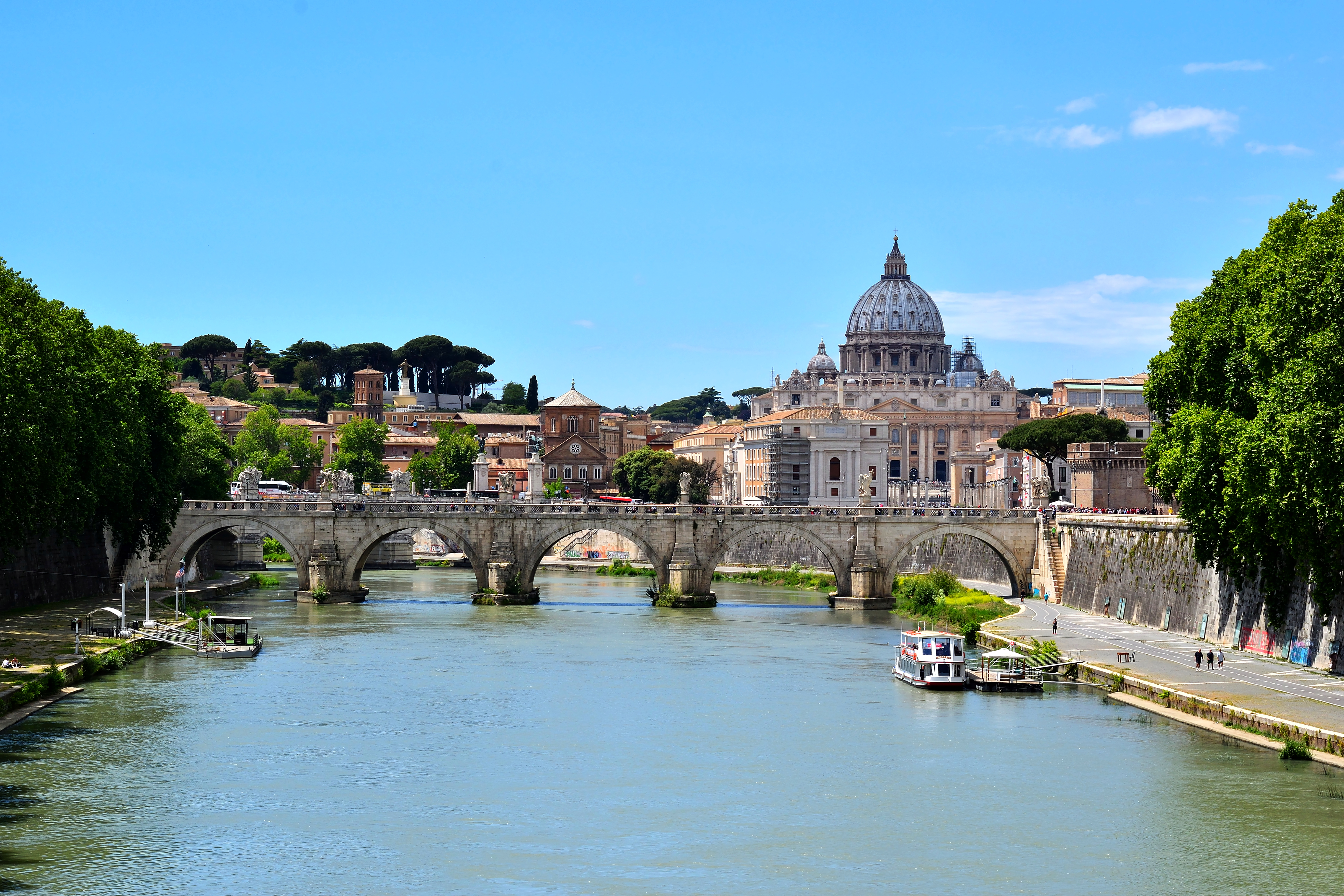
Der Tiber mit Blick auf die Engelsbrücke und den Petersdom

Rom liegt in der Mitte Italiens bzw. der Apenninhalbinsel am Tiber, unweit des Tyrrhenischen Meeres, durchschnittlich 37 Meter über dem Meeresspiegel. In mehreren Windungen fließt der Tiber in südlicher Richtung durch die Stadt. Im Norden mündet im Stadtteil Parioli der Aniene in ihn. Die weitere Umgebung ist die Campagna Romana oder kurz Campagna. Im Osten Roms befinden sich die Abruzzen, im Nordosten die Sabiner Berge und im Südosten die Albaner Berge.
Die Metropolitanstadt Rom grenzt im Norden an die Provinz Viterbo und die Provinz Rieti, im Osten an die Provinz L’Aquila in der Region Abruzzen sowie im Süden an die Provinz Frosinone und die Provinz Latina.

### Stadtgliederung
Rom gliedert sich in vier Stadtbezirke, 15 Munizipien und 155 Stadtbereiche.
Die Altstadt (Municipio 1) ist in 22 Rioni (Stadtteile) eingeteilt, die teilweise bis in die Antike zurückgehen. Sie haben verwaltungstechnisch keine Bedeutung mehr.
Der alte Municipio 14 wurde 1992 ausgemeindet und ist heute die selbständige Stadt Fiumicino.
Einen realistischen Überblick über die historische Stadt vermittelt auch das 16 × 17 m große Gips-Modell Plastico di Roma Antica im Museo della Civiltà Romana im Maßstab 1:250.

### Klima
Das Klima Roms ist typisch mediterran, sommertrocken (arid) und winterfeucht (humid). Die Trockenheit im Sommer ist auf die Verlagerung des subtropischen Hochdruckgürtels zurückzuführen; in dieser Hochdruckzone sinkt die Luft ab, und Wolken werden dabei aufgelöst. Der subtropische Hochdruckgürtel verlagert sich im Winter nach Süden, und von Norden her erfasst eine feuchte außertropische Westwindzone den Mittelmeerraum.
|                       | Jan  | Feb  | Mär  | Apr  | Mai  | Jun  | Jul  | Aug  | Sep  | Okt  | Nov  | Dez  |   |      |
| Mittl. Tagesmax. (°C) | 11,1 | 12,6 | 15,2 | 18,8 | 23,4 | 27,6 | 30,4 | 29,8 | 26,3 | 21,5 | 16,1 | 12,6 | ⌀ | 20,5 |
| Mittl. Tagesmin. (°C) | 4,5  | 5,4  | 7,2  | 9,8  | 13,3 | 17,2 | 19,6 | 19,4 | 16,9 | 12,8 | 9,3  | 6,4  | ⌀ | 11,8 |
|                       |      |      |      |      |      |      |      |      |      |      |      |      |   |      |
| Niederschlag (mm)     | 76   | 88   | 77   | 72   | 63   | 48   | 14   | 22   | 70   | 128  | 128  | 106  | Σ | 892  |
|                       |      |      |      |      |      |      |      |      |      |      |      |      |   |      |
| Sonnenstunden (h/d)   | 4,3  | 4,7  | 6,6  | 7    | 8,6  | 9,4  | 10,8 | 9,9  | 8,1  | 6,4  | 4,1  | 3,3  | ⌀ | 6,9  |
|                       |      |      |      |      |      |      |      |      |      |      |      |      |   |      |
| Regentage (d)         | 6    | 6    | 8    | 8    | 6    | 4    | 2    | 2    | 5    | 6    | 8    | 8    | Σ | 69   |
|                       |      |      |      |      |      |      |      |      |      |      |      |      |   |      |
| Wassertemperatur (°C) | 14   | 13   | 13   | 14   | 17   | 21   | 23   | 24   | 23   | 20   | 18   | 15   | ⌀ | 17,9 |
|                       |      |      |      |      |      |      |      |      |      |      |      |      |   |      |
| Luftfeuchtigkeit (%)  | 75   | 75   | 75   | 75   | 75   | 73   | 72   | 73   | 75   | 76   | 77   | 77   | ⌀ | 74,8 |

| 4,5 |

| 5,4 |

| 7,2 |

| 9,8 |

| 13,3 |

| 17,2 |

| 19,6 |

| 19,4 |

| 16,9 |

| 12,8 |

| 9,3 |

| 6,4 |

| 4,5 |

| 5,4 |

| 7,2 |

| 9,8 |

| 13,3 |

| 17,2 |

| 19,6 |

| 19,4 |

| 16,9 |

| 12,8 |

| 9,3 |

| 6,4 |

## Geschichte

### Frühgeschichte
Bereits vor der Besiedelung des Gebiets von Rom durch den anatomisch modernen Menschen (Homo sapiens) lebten hier bereits vor rund 250.000 Jahren Gruppen von Neandertalern, wie unter anderem die Fossilien aus der Fundstätte Saccopastore, gelegen im heutigen Industriegebiet Sacco Pastore (Municipio III), belegen.

### Antike

#### Gründung

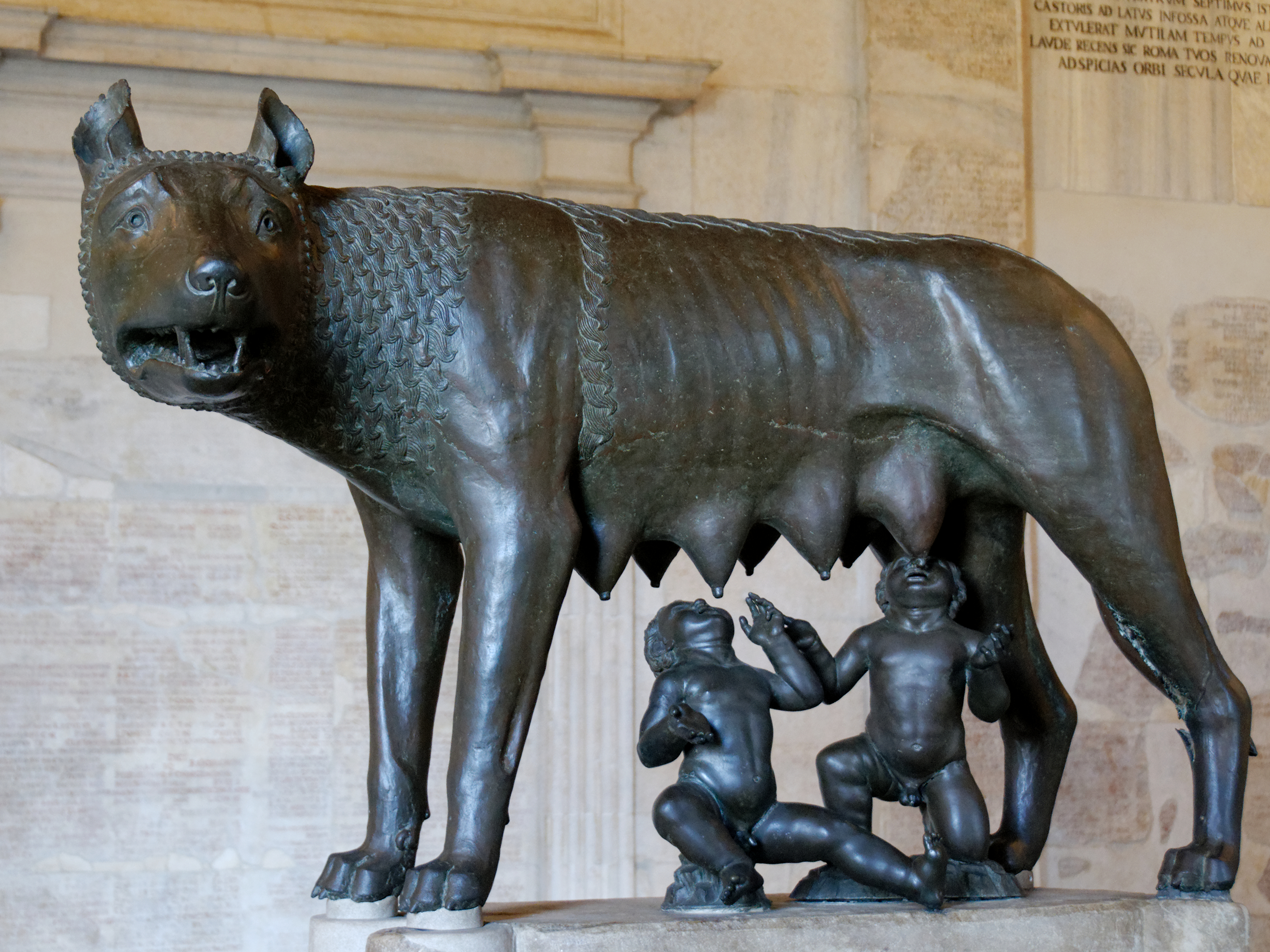
Die kapitolinische Wölfin säugt die Knaben Romulus und Remus, Bronze, Kapitolinische Museen

Nach der Gründungssage wurde Rom am 21. April 753 v. Chr. von Romulus gegründet. Romulus brachte demnach später seinen Zwillingsbruder Remus um, als sich dieser über die von Romulus errichtete Stadtmauer belustigte. Die Zwillinge waren der Sage nach die Kinder des Gottes Mars und der Vestalin Rhea Silvia. Sie seien auf dem Tiber ausgesetzt, von einer Wölfin gesäugt und dann von dem Hirten Faustulus am Velabrum unterhalb des Palatin gefunden und aufgezogen worden.
Der römische Astrologe Lucius Tarrutius, ein Freund des Gelehrten Marcus Terentius Varro, berechnete abweichend von dem bekannten Gründungsdatum den 4. Oktober 754 v. Chr. zwischen der 2. und 3. Tagesstunde als angeblichen Zeitpunkt der Gründung, wobei er von einem Geburtshoroskop des Romulus ausging.
Ausgrabungen auf dem Palatin brachten Siedlungsreste aus der Zeit um 1000 v. Chr. zutage; wahrscheinlich wurden damals einige latinische und sabinische Dörfer dann um 800 v. Chr. (vielleicht durch Etrusker) zu einer Stadt vereinigt oder wuchsen zusammen.

#### Königszeit und Republik

Schematische Karte der sieben Hügel Roms

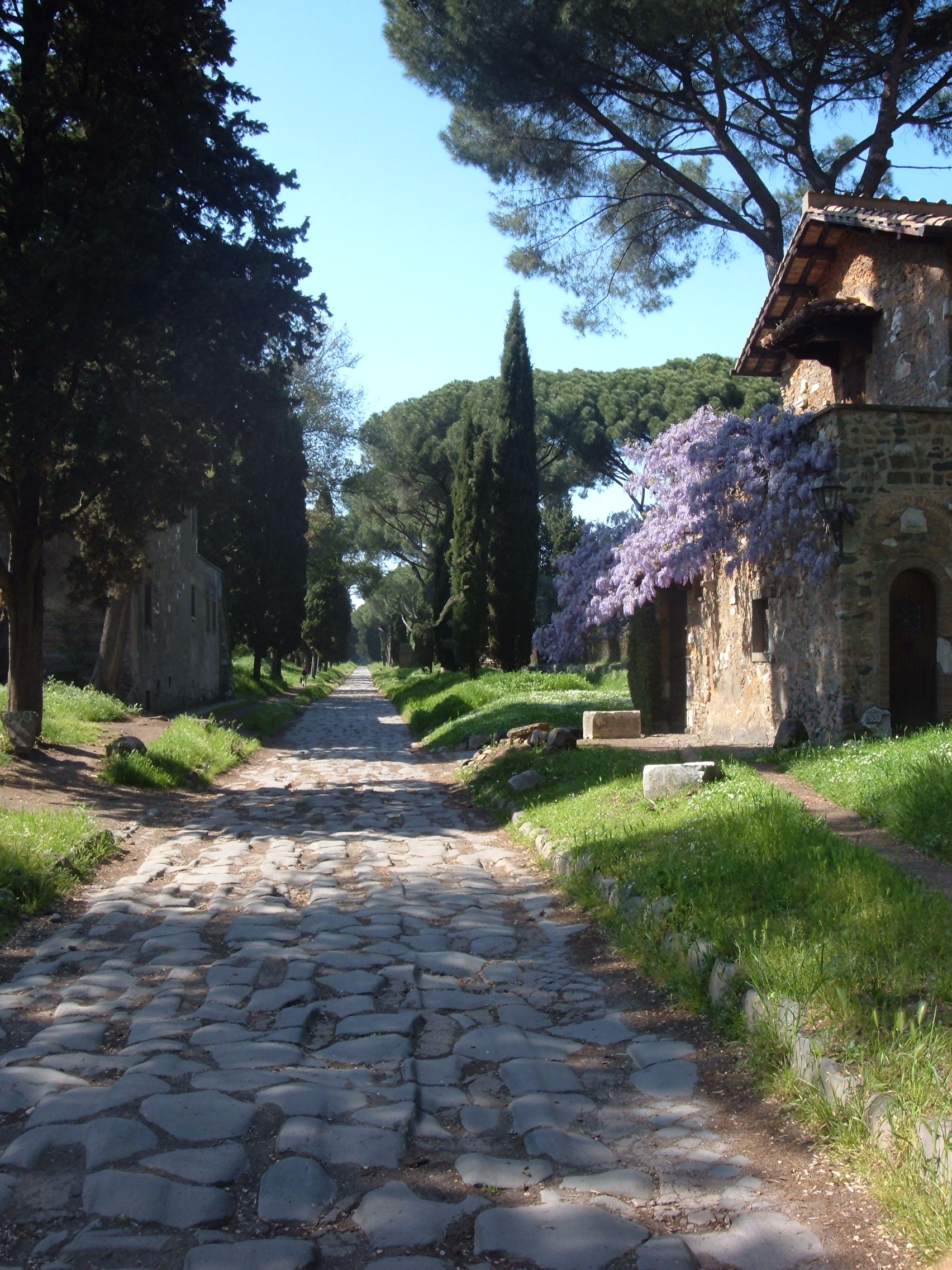
Via Appia Antica

Die Zusammenfassung einzelner Siedlungen zu einem Gemeinwesen könnte sich also nach Auffassung der Historiker tatsächlich um das legendäre Gründungsdatum herum ereignet haben. Die sprichwörtlichen sieben Hügel Roms sind: Palatin, Aventin, Kapitol, Quirinal, Viminal, Esquilin und Caelius. Heute erstreckt sich das Stadtgebiet auch über die bekannten Hügel Gianicolo, Vaticano und Pincio.
Zu Beginn seiner Geschichte war Rom laut späterer Überlieferung ein Königreich; als ersten der – großteils legendären – Nachfolger des Romulus nennt Titus Livius Numa Pompilius. Nach Vertreibung des letzten etruskischen Königs Lucius Tarquinius Superbus – angeblich im Jahr 509 v. Chr. – wurde Rom eine Republik – wenngleich dies wohl tatsächlich erst um 470 v. Chr. geschah. Die Folgezeit war von Ständekämpfen zwischen den politisch rechtlosen, wenn auch freien Plebejern und den adeligen Patriziern gekennzeichnet. Das Ergebnis des Konflikts war die Entstehung einer neuen Elite, der Nobilität. Rom begann nun damit, die umliegenden Gebiete anzugliedern.
Obwohl sich Rom 390 v. Chr. einer Invasion der Kelten kaum erwehren konnte, expandierte die Stadt danach dennoch ständig. Zum Schutz vor weiteren Übergriffen wurde die Servianische Mauer errichtet (siehe in der Abbildung Die sieben Hügel Roms). 312 v. Chr. folgten der Bau des ersten Aquädukts sowie der Bau der Via Appia. Zur Expansion Roms trugen insbesondere auch die schließlich erfolgreichen Punischen Kriege (264–146 v. Chr.) gegen das nordafrikanische Karthago bei, das den westlichen Mittelmeerraum kontrollierte. Nach dem Sieg stieg Rom zur Vormacht des Mittelmeerraums auf und unterwarf ab 200 v. Chr. auch den hellenistischen Osten.
Zugleich eskalierten die Konflikte innerhalb der Nobilität. Nachdem die Brüder Tiberius und Gaius Sempronius Gracchus, die um 130 v. Chr. als Volkstribunen versucht hatten, Reformen durchzusetzen, ermordet worden waren, kam es zu einer Phase der Instabilität, die in Bürgerkriegen ihren Höhepunkt fand. Gaius Iulius Caesar setzte als Diktator eine Reihe von Reformen durch, wurde jedoch 44 v. Chr. ermordet. Zu diesem Zeitpunkt erreichte das Forum Romanum bereits eine Bebauungsdichte, die eine Ausweitung des Areals nötig machte. Auch aus diesem Grund hatte Caesar mit dem Bau des Forum Iulium begonnen.

#### Kaiserzeit

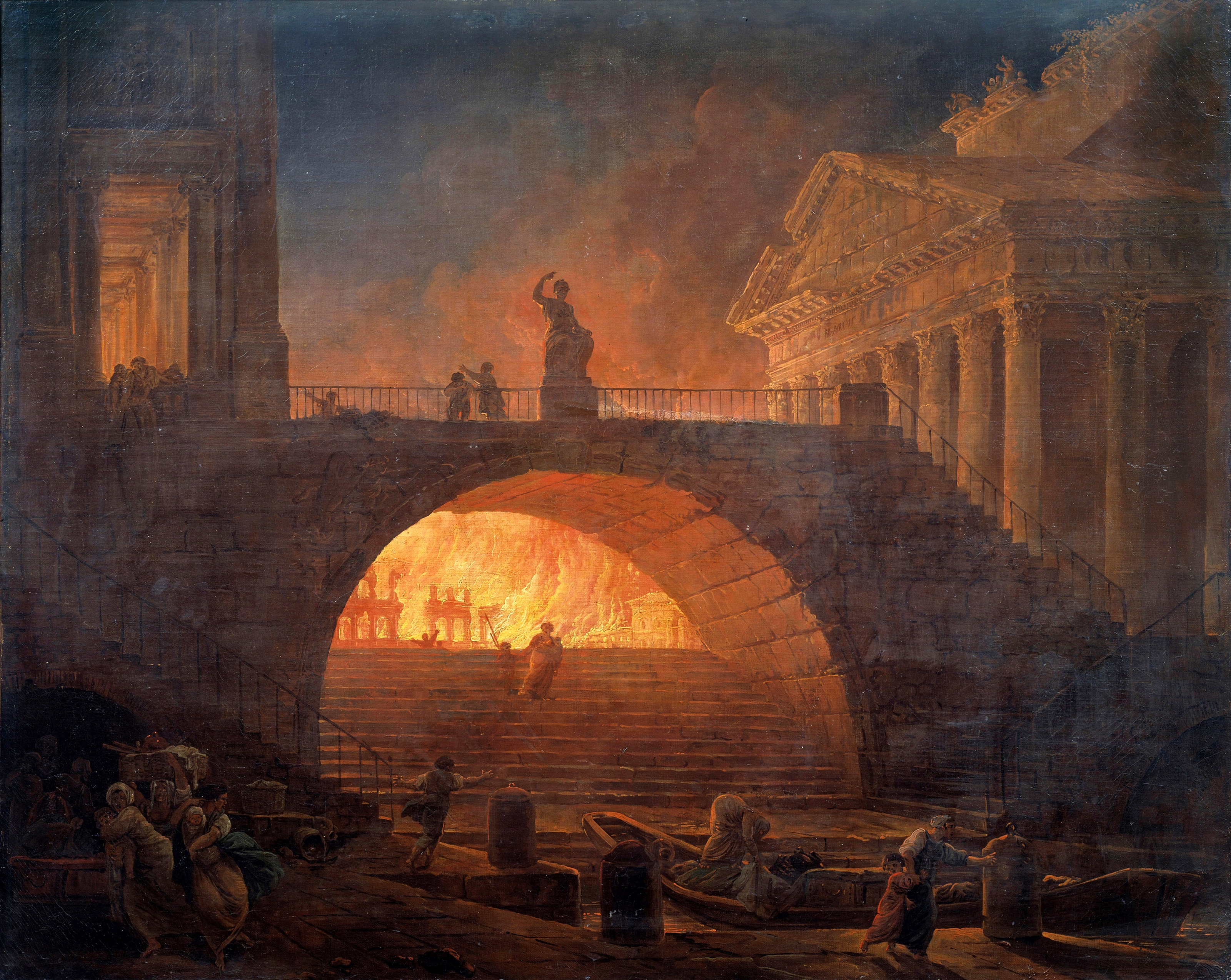
Der Brand Roms 18. Juli 64 A. D., Hubert Robert

Im 1. Jahrhundert n. Chr. war Rom bereits eine Millionenstadt und sowohl geografisches als auch politisches Zentrum des Römischen Reiches. Es verfügte über ein funktionierendes Frisch- und Abwassersystem, ein ausgebautes Straßennetz und funktionierende Bevölkerungsschutzeinheiten (Vigiles), die als Feuerwehr mit Polizeibefugnissen ihren Dienst versahen. Der Ausbau Roms, der besonders unter Caesars Erben Augustus, dem ersten Kaiser, forciert worden war, wurde durch einen großen Brand von Rom unter Nero im Jahr 64 nur vorübergehend zurückgeworfen.
Unter der Herrschaft der Flavischen Dynastie (69–96 n. Chr.) begannen umfangreiche Bautätigkeiten, die von den Kaisern finanziert wurden. Zu diesen neuen öffentlichen Bauwerken gehören einige der berühmtesten Baudenkmäler wie das Kolosseum und ein Teil der Kaiserforen. Das letzte dieser Foren wurde Anfang des 2. Jahrhunderts unter Kaiser Trajan fertiggestellt. Diese Zeit wird vielfach als Höhepunkt des Römischen Reiches angesehen. Große Thermenanlagen, wie sie im 3. Jahrhundert von Caracalla und Diokletian errichtet wurden, welche sogar Bibliotheken einschlossen, waren fester Bestandteil des stadtrömischen Lebens geworden. Besessen von der Idee, ihre Vorgänger zu übertreffen, errichteten die Kaiser immer größere Bauwerke, wie die Maxentiusbasilika. Dies gilt manchmal als Indiz für einen beginnenden Niedergang des Kaiserreiches, zeigt aber vor allem, dass Rom bis ins frühe 4. Jahrhundert noch immer die wichtigste Bühne für die herrscherliche Selbstdarstellung war. Es entstanden auch zahlreiche üppig angelegte Gärten (horti), nach dem Vorbild der bereits um 60 v. Chr. angelegten Gärten des Lucullus und der Horti Sallustiani. Im späten 3. Jahrhundert wurde die Aurelianische Mauer errichtet, da die Stadt längst über die Grenzen der Servianischen Mauer hinausgewachsen war und Bürgerkriege und äußere Angriffe für eine veränderte Bedrohungslage sorgten.

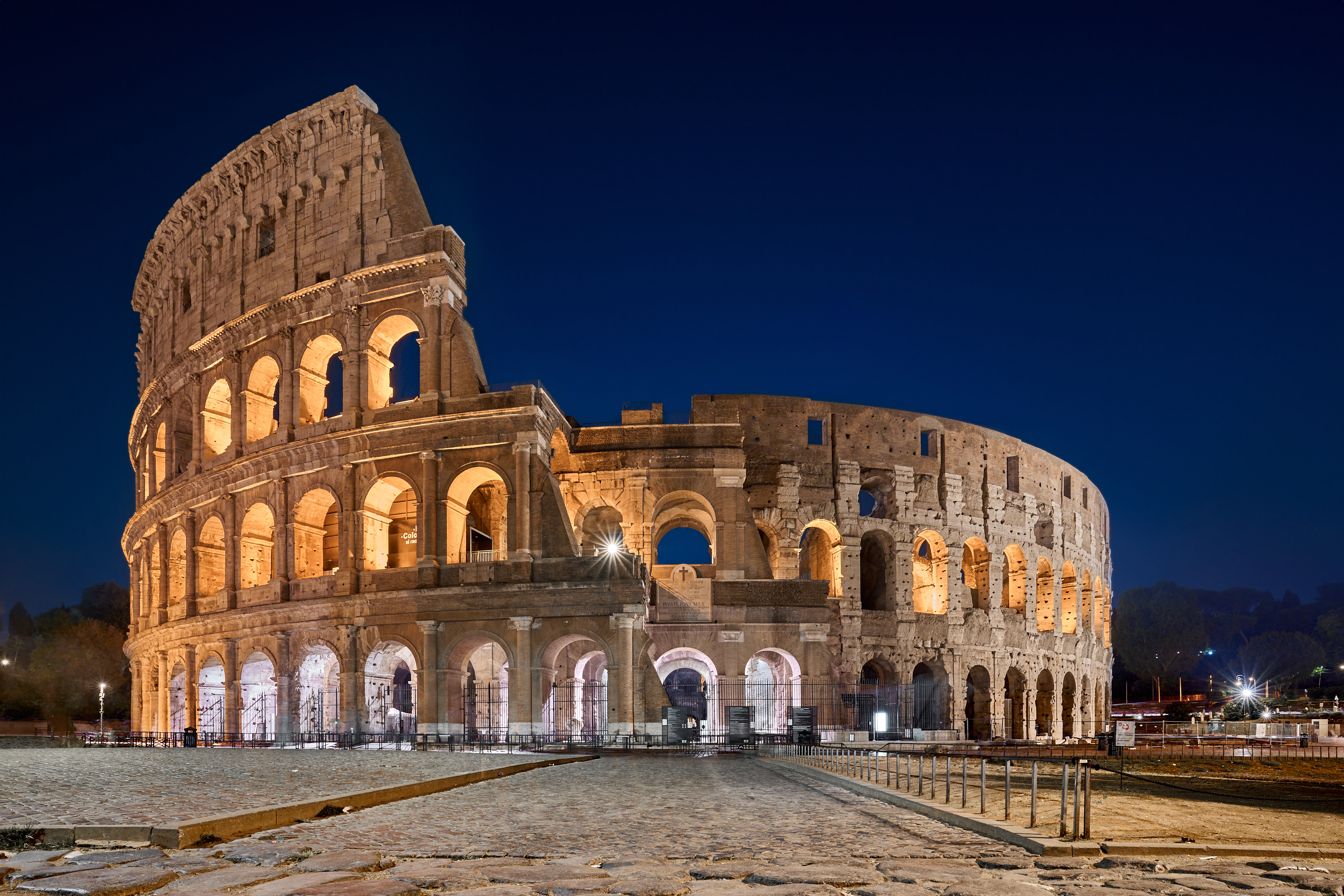
Kolosseum; erbaut 80 n. Chr.
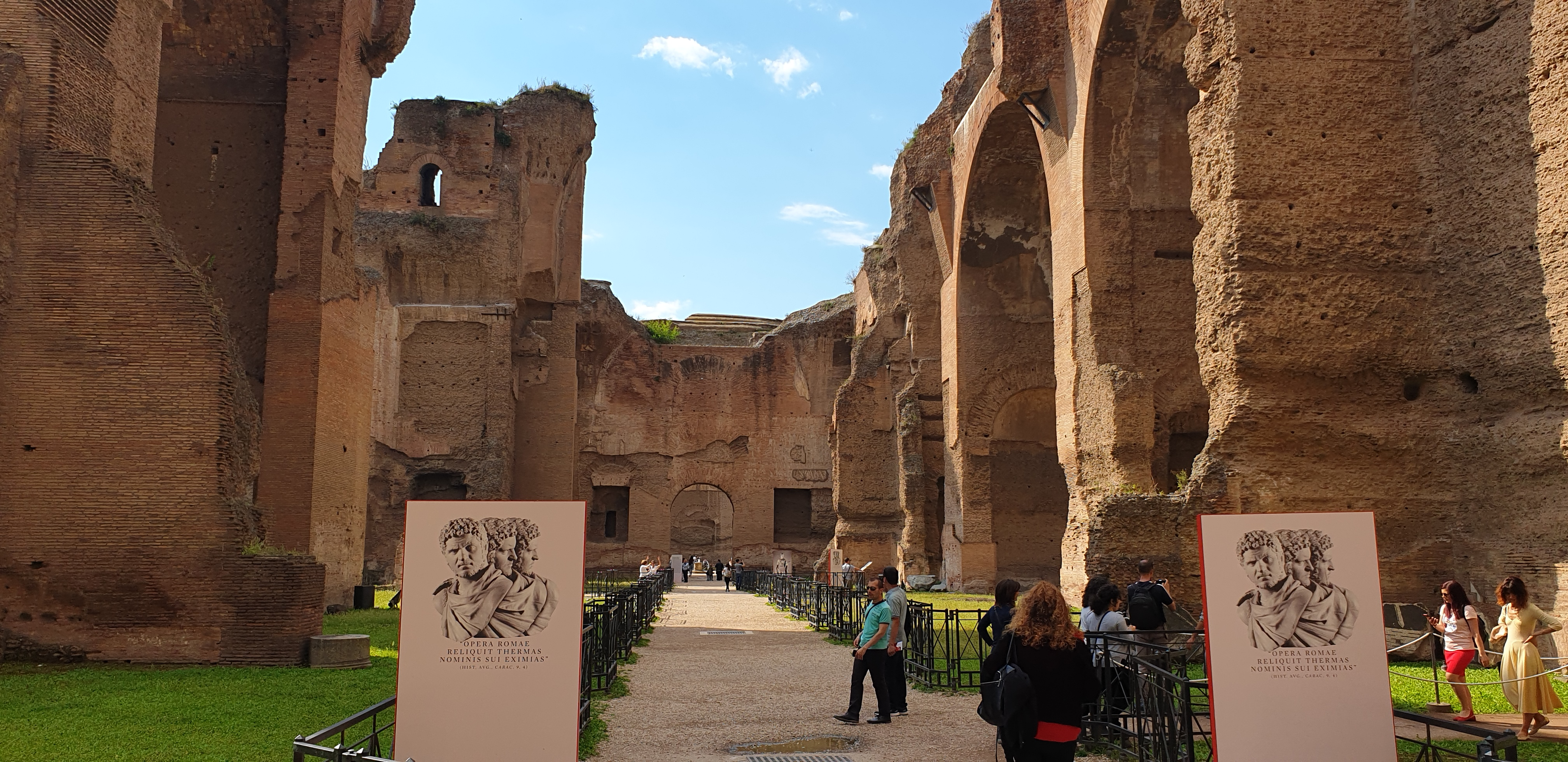
Caracalla-Thermen
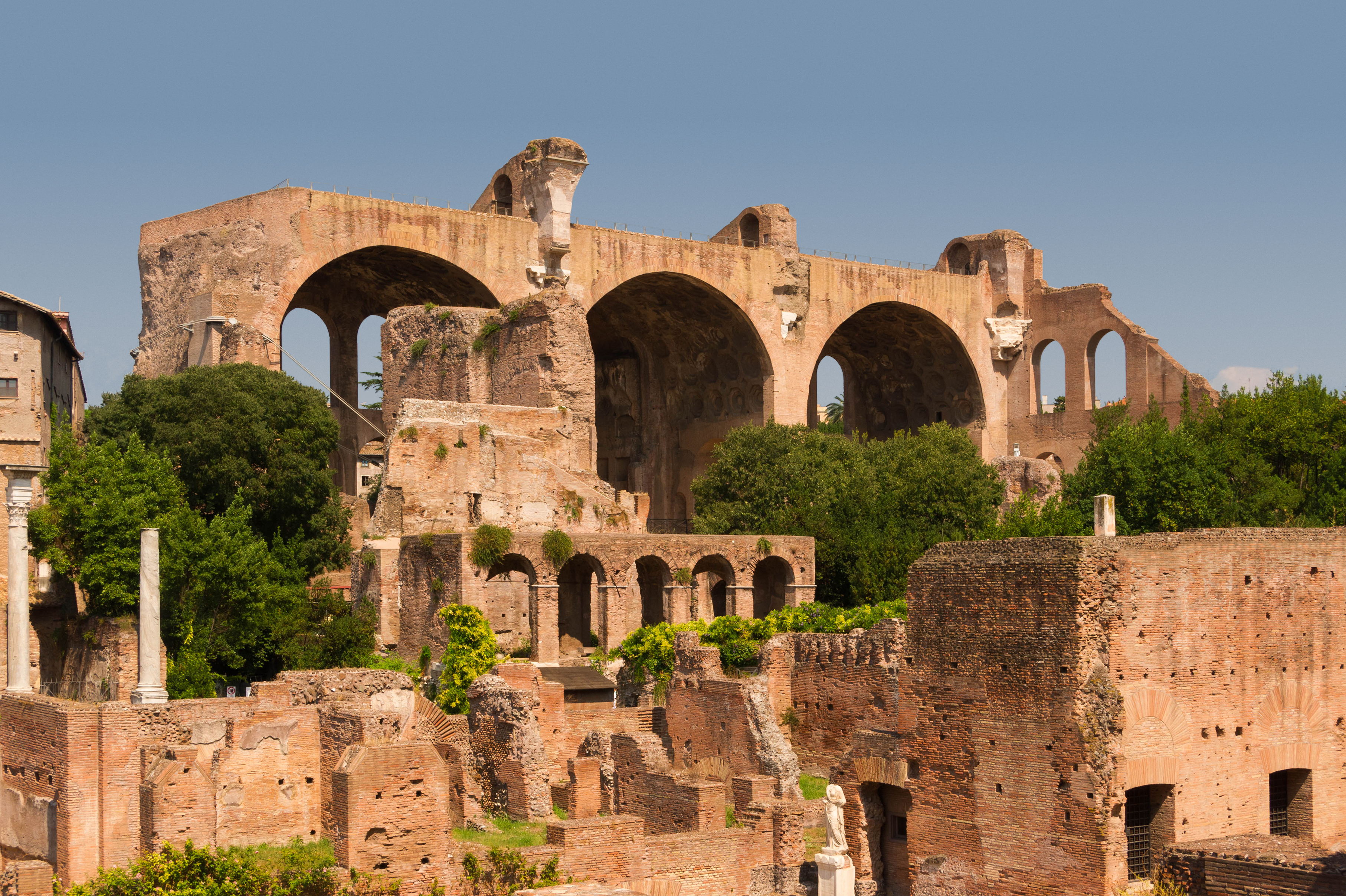
Maxentiusbasilika im Forum Romanum
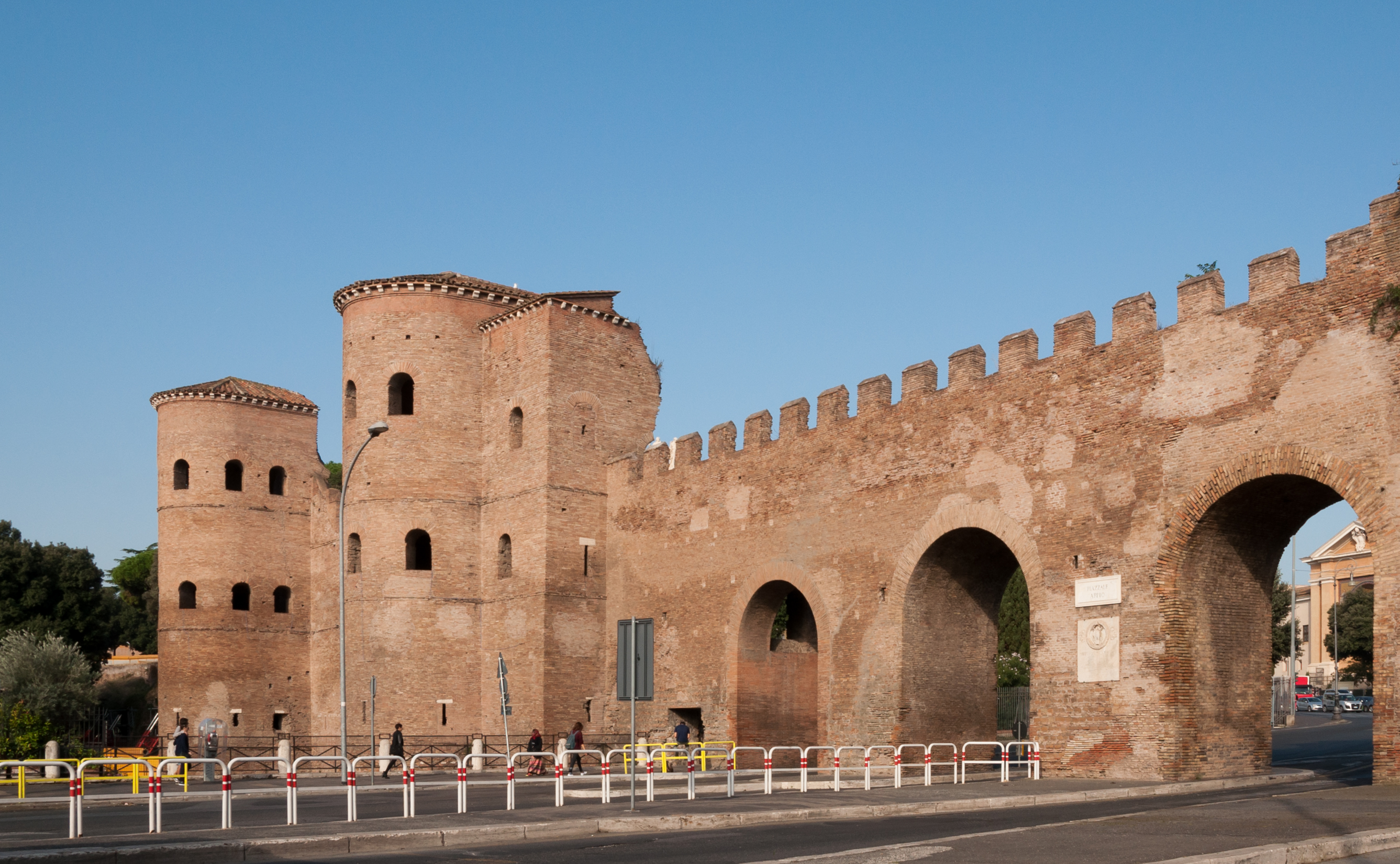
Aurelianische Mauer

#### Spätantike

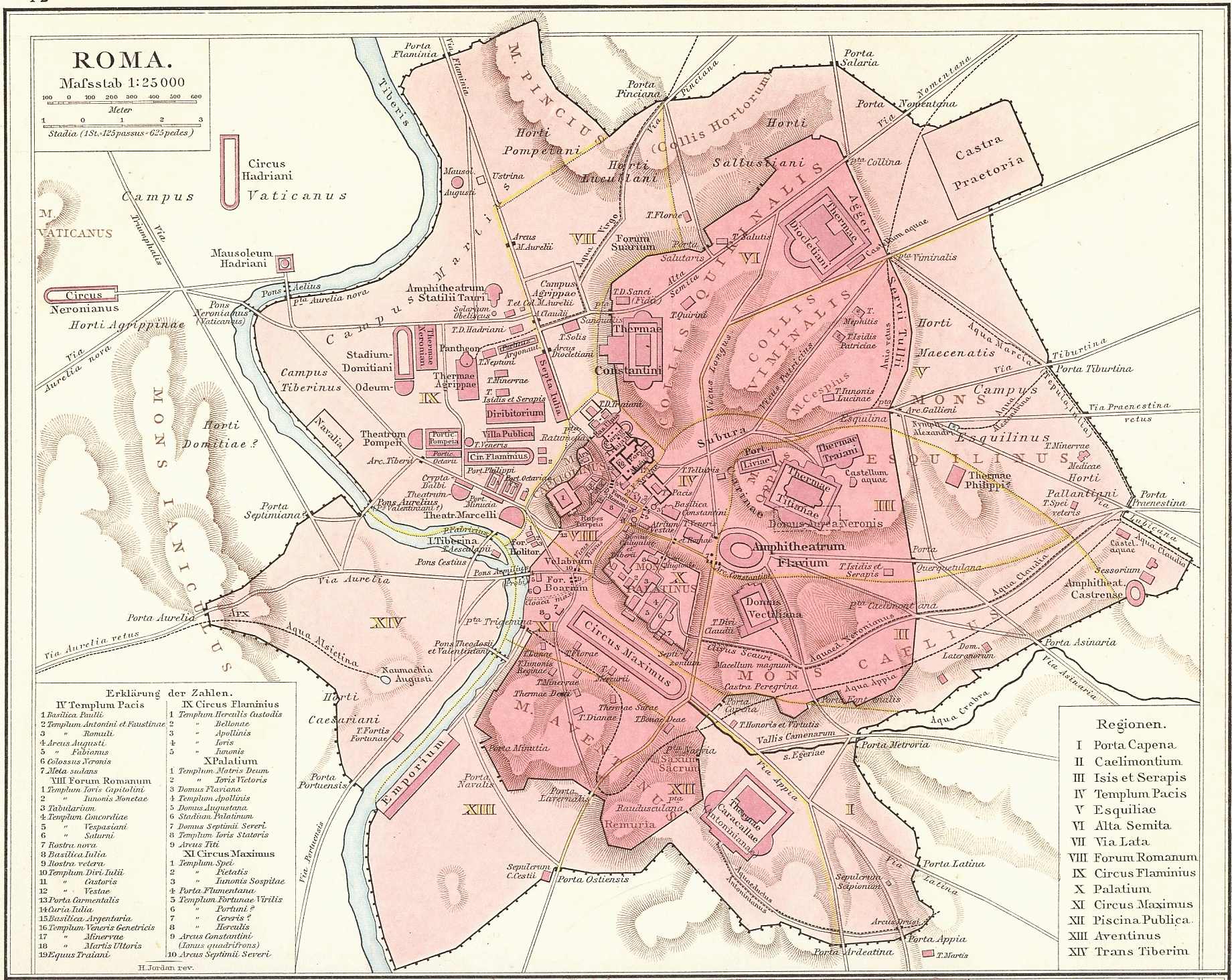
Karte des antiken Rom

Zu Beginn der Spätantike um das Jahr 300 erreichte Rom wohl seine größte Bevölkerungszahl. Die Schätzungen reichen von 450.000 bis dreieinhalb Millionen; die häufigsten Annahmen liegen bei geschätzten 1,2 Millionen Einwohnern. Die Stadt verlor aber bald an politischer Bedeutung, da die verschiedenen Kaiser andere Residenzen (darunter Ravenna, Konstantinopel, Mailand, Trier, Thessaloniki, Split) bevorzugten. Vor allem Konstantinopel stieg im späteren 4. Jahrhundert zur Rivalin auf.
Im 5. Jahrhundert geriet die westliche Reichshälfte dann in einen Teufelskreis aus Bürgerkriegen und Angriffen von außen, die auch die Stadt Rom in Mitleidenschaft zogen. Ein Fanal war die Plünderung Roms im Jahr 410 durch meuternde gotische Söldner sowie noch einmal 455 durch die Vandalen. Der Bürgerkrieg zwischen Anthemius und Ricimer wurde 472 vor allem in Rom ausgetragen und zog die Stadt ebenfalls stark in Mitleidenschaft. Wichtiger noch war, dass man seit 429 die Kontrolle über Nordafrika verlor, von dessen Getreidelieferungen die Stadt abhängig war. Fortan sank die Einwohnerzahl rapide, obwohl Kaiser wie Valentinian III. oder Anthemius wieder für längere Zeit am Tiber residierten.
Nach dem Ende des weströmischen Kaisertums im Jahr 476 wurden große städtische Einrichtungen wie die Diokletiansthermen und das Kolosseum zunächst aber weiter unterhalten; trotz sinkender Einwohnerzahlen bestand das antike Leben fort. Auch der Senat existierte weiterhin. Prokopios hielt fest, dass die Bauwerke der Stadt während der Herrschaft des Ostgotenreichs instand gehalten wurden. Theoderich der Große ließ Tierhetzen und Wagenrennen abhalten. Um 530 lebten noch gut 100.000 Menschen in Rom. Die zivilisatorische Katastrophe kam erst mit den Gotenkriegen und der in diesem Rahmen betriebenen Rückeroberungspolitik des oströmischen Kaisers Justinian Die langen Kriegshandlungen führten zur endgültigen Zerstörung fast aller römischen Wasserleitungen (537), zur weitgehenden Auslöschung der das antike Erbe bewahrenden Senatorenschicht und zu einem mehrjährigen Aussetzen des städtischen Lebens durch oströmisch-gotische Belagerungskämpfe. Die Bevölkerungszahl sank als Folge auf wenige Zehntausend. 550 fanden die letzten Wagenrennen im Circus Maximus statt.
Italien gehörte zwar formell seit 554 wieder zum Oströmischen Reich, die Ordnungsfunktionen in Rom wurden jedoch in den Zeiten der „Völkerwanderung“ mehr und mehr von den Päpsten ausgeübt. Der oströmisch-byzantinische Exarch residierte nicht am Tiber, sondern in Ravenna; Rom sank auf den Status einer byzantinischen Provinzstadt und verlor nun auch seine symbolische Bedeutung; einzig das Papsttum sorgte noch für einen Rest an Glanz und Relevanz. Das letzte spätantike Bauwerk in der stark entvölkerten Stadt war die 608 errichtete Phokas-Säule. Bald danach scheint das Forum Romanum seine Bedeutung für die Stadt endgültig verloren zu haben; die antiken Monumente verfielen, der Senat löste sich auf.

### Mittelalter

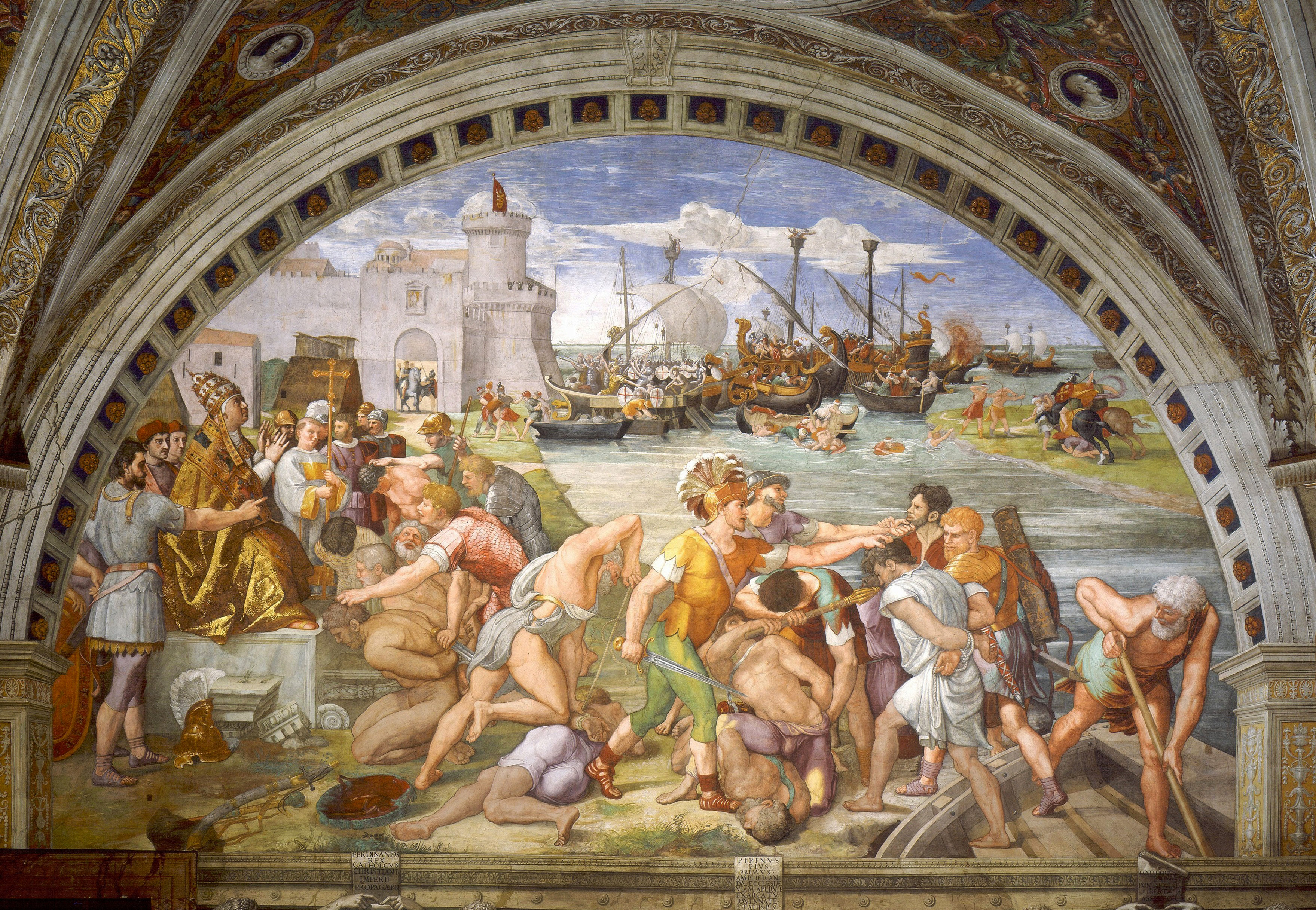
Die Seeschlacht von Ostia stoppte 849 den dritten arabischen Angriff

Seit Pippin erlangte Rom neue Bedeutung als Hauptstadt des Kirchenstaates (Patrimonium Petri) und als wichtigster Wallfahrtsort des Christentums neben Jerusalem und Santiago de Compostela. Neuer Glanz kam im Jahr 800 in die Stadt, als Karl der Große durch Papst Leo III. zum ersten Kaiser des Heiligen Römischen Reiches gekrönt wurde. Zwischen 843 und 849 scheiterten drei Eroberungsversuche durch muslimische Araber, die Stadthälfte auf dem rechten Tiberufer aber wurde 846 geplündert.
Zwischen dem 8. und 11. Jahrhundert folgten weitere Belagerungen, Angriffe und Plünderungen durch Langobarden, Sarazenen und Normannen. Um 800 betrug die Einwohnerzahl gerade noch 20.000 Einwohner. Durch den rapiden Bevölkerungsrückgang verwaisten gut drei Viertel des von der Aurelianischen Mauer umschlossenen Stadtgebietes, welches in darauffolgender Zeit brach lag und verwilderte bzw. später landwirtschaftlich genutzt wurde. Die dichtbevölkerten Stadtteile konzentrierten sich auf die umliegenden Ufer des Tiber, aufs Marsfeld sowie auf den Borgo zwischen Peterskirche und Engelsburg. Dies begründete auf dem Gebiet innerhalb der Aurelianischen Mauer den speziellen Gegensatz zwischen den Gebieten abitato (dichtbesiedelte Tiberufer, Marsfeld, Borgo) und disabitato (brach liegende, unbewohnte Landschaftsflächen), der Rom vom 11. bis zum 19. Jahrhundert prägen sollte. Die antiken Stadtzentren, das Forum Romanum, das Kapitol, die Kaiserforen, das Kolosseum usw. lagen allesamt im unbewohnten disabitato. Die neuen Zentren Roms bildeten nun der Borgo mit Alt-St. Peter und der Campo de’ Fiori. Im disabitato existierten im Mittelalter zeitweise eigene kleine Siedlungen, die sich um die großen Kirchen Roms außerhalb des abitato gebildet hatten, wie um die Lateranbasilika oder um die Kirche Santa Maria Maggiore.
Am Ende des 9. Jahrhunderts verloren die Karolinger als Schutzmacht des Papstes an Einfluss. Während des saeculum obscurum um die erste Jahrtausendwende rivalisierten verschiedene stadtrömische Adelsfamilien samt ihren Anhängern um Macht, Geldquellen und vor allem um den Stuhl Petri, insbesondere die Crescentier als Führer der römisch-nationalen Politik gegen die kaiserfreundlichen Tuskulaner, die von dem fränkischen Markgrafen Alberich I. von Spoleto († um 920/25) abstammten. Letztere setzten sich im Adelsgeschlecht der Colonna fort, das seit dem 12. Jahrhundert mit den Orsini konkurrierte. Äußerlich gruppierten sich die rivalisierenden Parteien im Hochmittelalter, wie auch in Norditalien, in Ghibellinen und Guelfen, doch ging es vor allem um einen Machtkampf untereinander sowie gegen die Päpste der Gegenpartei. Für mehrere Jahrhunderte wurden fast nur noch Angehörige des stadtrömischen Adels zu Päpsten gewählt (siehe: Liste der Päpste). In ihren Fehden verschanzten sich die rivalisierenden Clans in zahlreichen, auf antiken Monumenten aufgetürmten Burgen: die Päpste selbst in der Engelsburg (dem Mausoleum Hadrians), die Adligen im Kolosseum, im Circus Maximus, im Septizodium, im Marcellustheater, im Chartularium (Staatsarchiv der römischen Kaiser), im Augustusmausoleum, in den Konstantinsthermen, im Grabmal der Caecilia Metella usw. Das jahrhundertelange Ringen dieser Familien um die Macht im Kirchenstaat förderte den Nepotismus am Heiligen Stuhl. Große Ereignisse waren neben den Papstwahlen auch die Romzüge der römisch-deutschen Könige zur Kaiserkrönung durch den Papst.
Das von der katholischen Kirche direkt in Rom vermutete Grab des nach dem Brand Roms unter Nero im Jahre 64 hingerichteten Apostels Paulus sowie zahlreiche andere Reliquien verhießen ab 1300 in den Heiligen Jahren den Pilgern außergewöhnliche Gnaden und Ablässe. Hierzu trug im Besonderen die Vermutung bei, dass Simon Petrus gemeinsam mit Paulus hingerichtet und in Rom begraben worden sein soll. Diese Annahme ist bis heute unter Historikern äußerst umstritten. Die Pilger stellten ein Standbein der Kommune dar, die sich seit dem 12. Jahrhundert um die Eigenverwaltung bemühte. Ein erstes Aufleben der Kommune im Streit mit dem Papsttum unter Beteiligung des Kirchenreformers Arnold von Brescia wurde mit der Kaiserkrönung Friedrich Barbarossas 1155 gewaltsam unterbrochen. Im 14. Jahrhundert erhoben sich die Bürger gegen die Herrschaft der Adelsfamilien Orsini und Colonna, die sie für den Niedergang der Stadt verantwortlich machten. Als ihr Anführer machte sich Cola di Rienzo zum Volkstribun und zeitweise zum Alleinherrscher.

### Renaissance und Barock
Das Aufblühen Roms in der Renaissance wurde 1527 durch den Sacco di Roma ‚Plünderung Roms‘ unterbrochen, als die Söldnertruppen Karls V. Rom plünderten und verwüsteten.

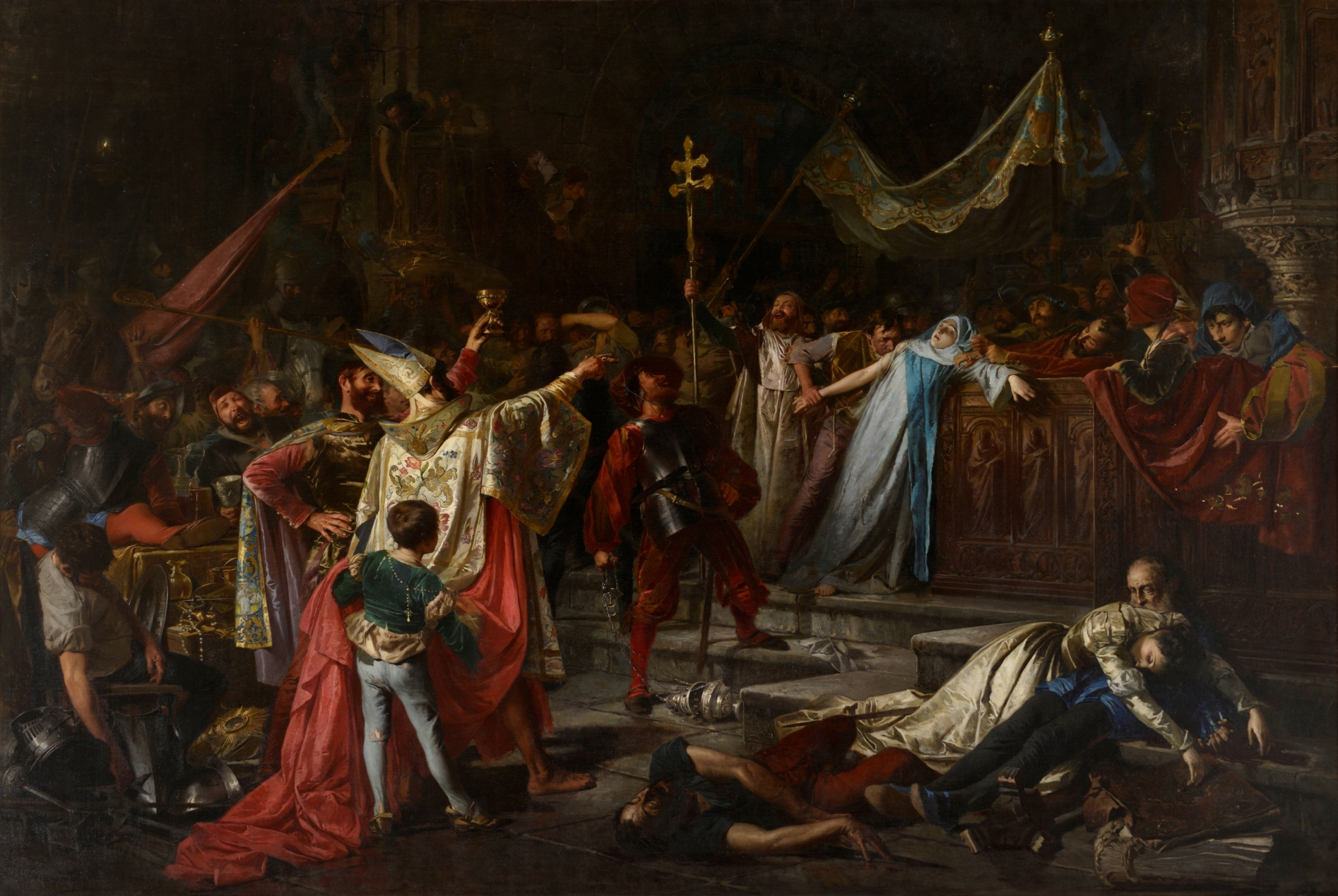
Sacco di Roma, Francisco J. Amérigo, 1884

In christlicher Zeit sind viele bedeutende Bauten entstanden, zum Beispiel die sogenannten vier Patriarchalbasiliken Sankt Paul vor den Mauern über dem Grab des heiligen Apostels Paulus aus dem 4. Jahrhundert, die Lateranbasilika, ebenfalls aus dem 4. Jahrhundert, von Francesco Borromini barockisiert, Santa Maria Maggiore aus dem 5. Jahrhundert und vor allem der Petersdom, der in der heutigen Form aus der Renaissance und dem Barock stammt.
In der Renaissance und im Barock fand die Stadt ein neues Gepräge, das hauptsächlich von Kirchen bestimmt wird, aber auch von neuen Straßenzügen mit Sichtachsen auf Paläste und Plätze mit Brunnen und Obelisken. In diesem Zustand ist Rom bis heute verblieben, weshalb die römische Altstadt neben dem Vatikan eines der beiden Weltkulturerbe in der Stadt Rom darstellt.

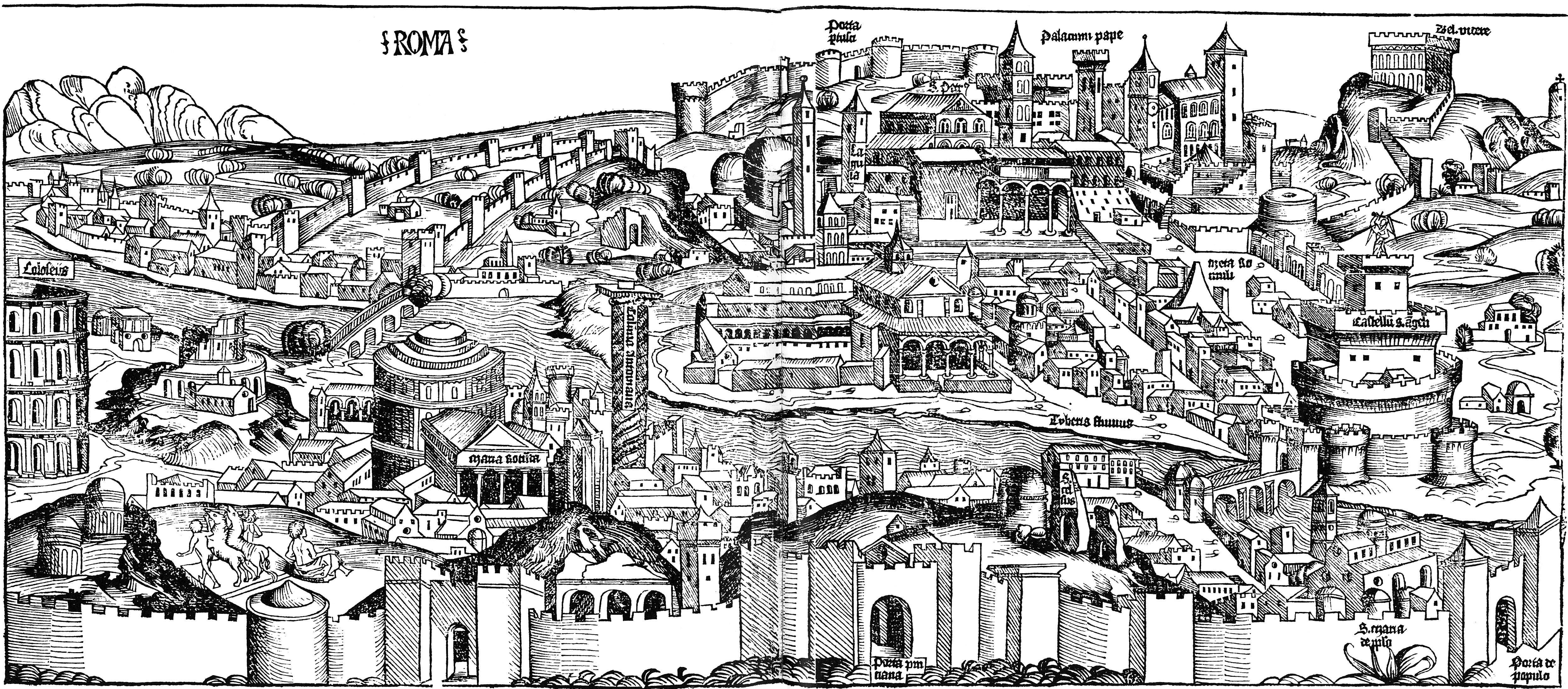
Rom um 1490
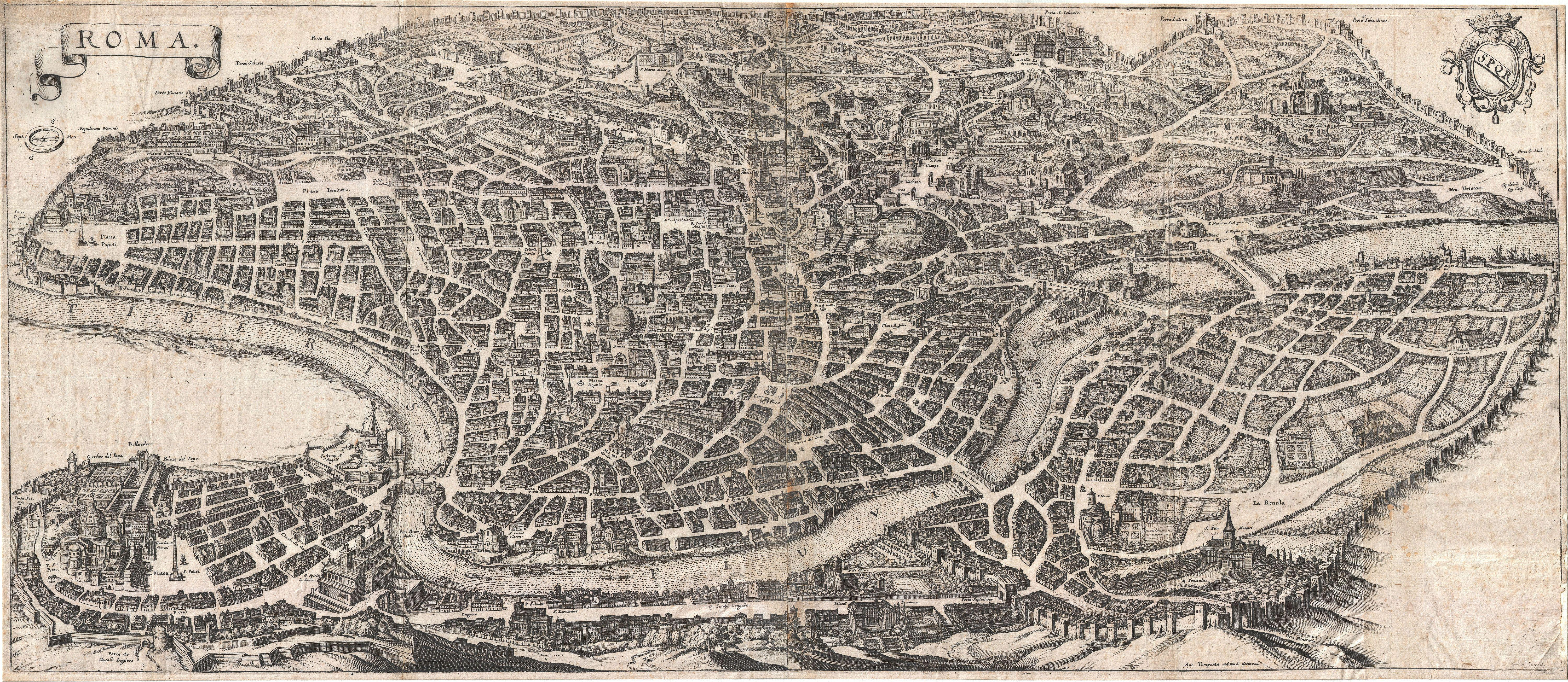
Ansicht von Rom, ca. 1640

### Franzosenzeit
Nach einer Phase, in der durch französischen Revolutionsexport der Kirchenstaat 1798 aufgelöst und durch eine Römische Republik abgelöst worden war, konnte sich Pius VII. im Jahr 1800 wieder in Rom etablieren. Dessen Weigerung in der Frage der Durchsetzung der Kontinentalsperre führte im November 1807 zur französischen Besetzung und am 17. Mai 1808 zur Annexion des Kirchenstaats einschließlich der Stadt Rom durch das Erste Kaiserreich unter Napoleon Bonaparte. Der Papst, der Napoleon 1809 exkommuniziert hatte, wurde bald darauf festgenommen und in Frankreich inhaftiert. Mit Senatsbeschluss vom 17. Februar 1810 unterwarf Frankreich das Papsttum der französischen Souveränität und dem Gallikanismus. Gleichzeitig erhob es die Stadt symbolisch zur „zweiten Stadt des Kaiserreichs“ und kündigte an, dass ein künftiger Thronfolger, der den Titel eines Königs von Rom tragen werde, dort auch einen kaiserlichen Hof halten werde. Nach der Abdankung Napoleons im Vertrag von Fontainebleau (1814) kehrte der Papst nach Rom zurück und restaurierte den Kirchenstaat.

### Hauptstadt Italiens

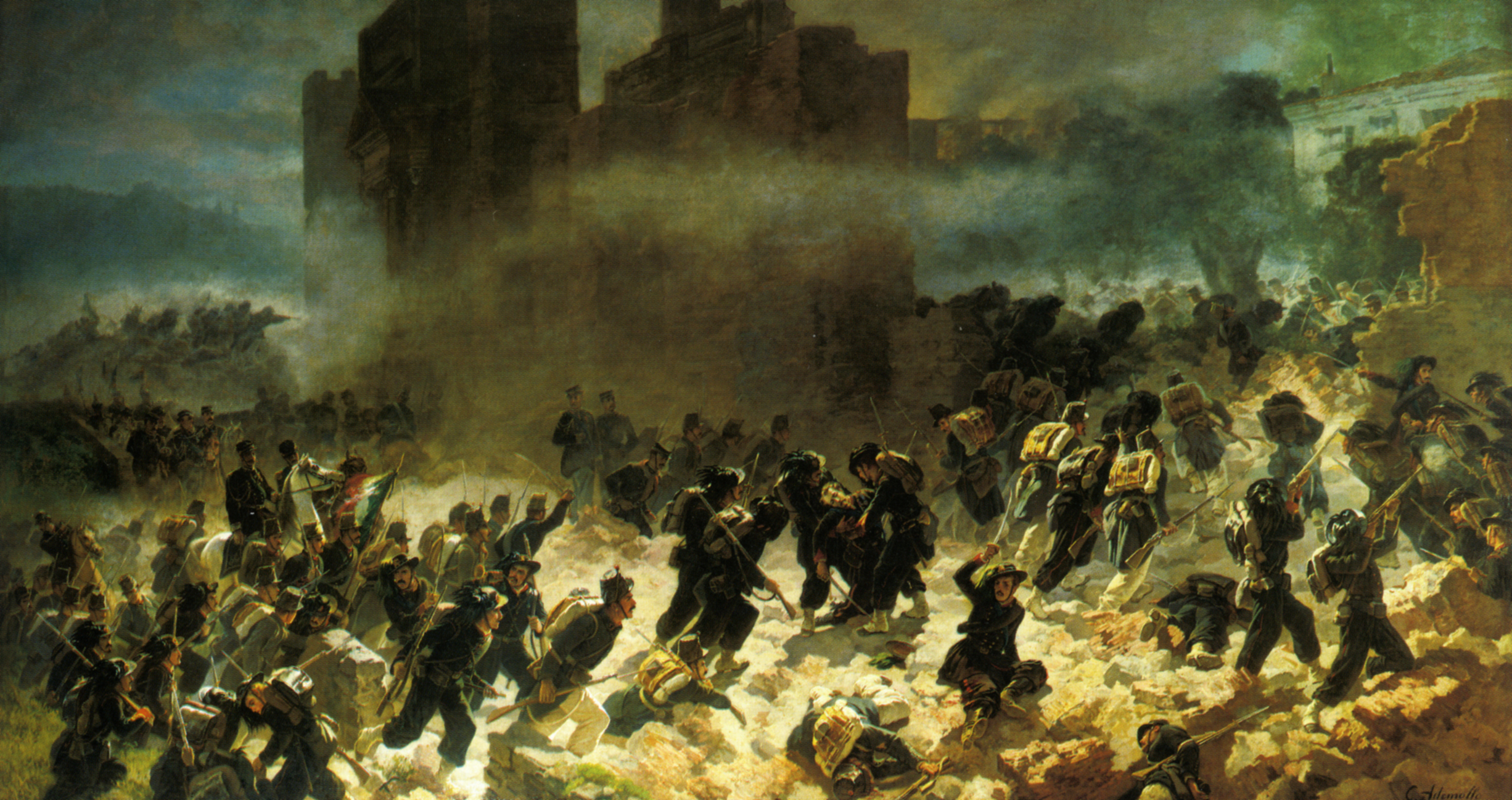
Im September 1870 eroberten Bersaglieri Rom und vollendeten damit die Einigung Italiens, Historiengemälde von Carlo Ademollo (1824–1911), 1880

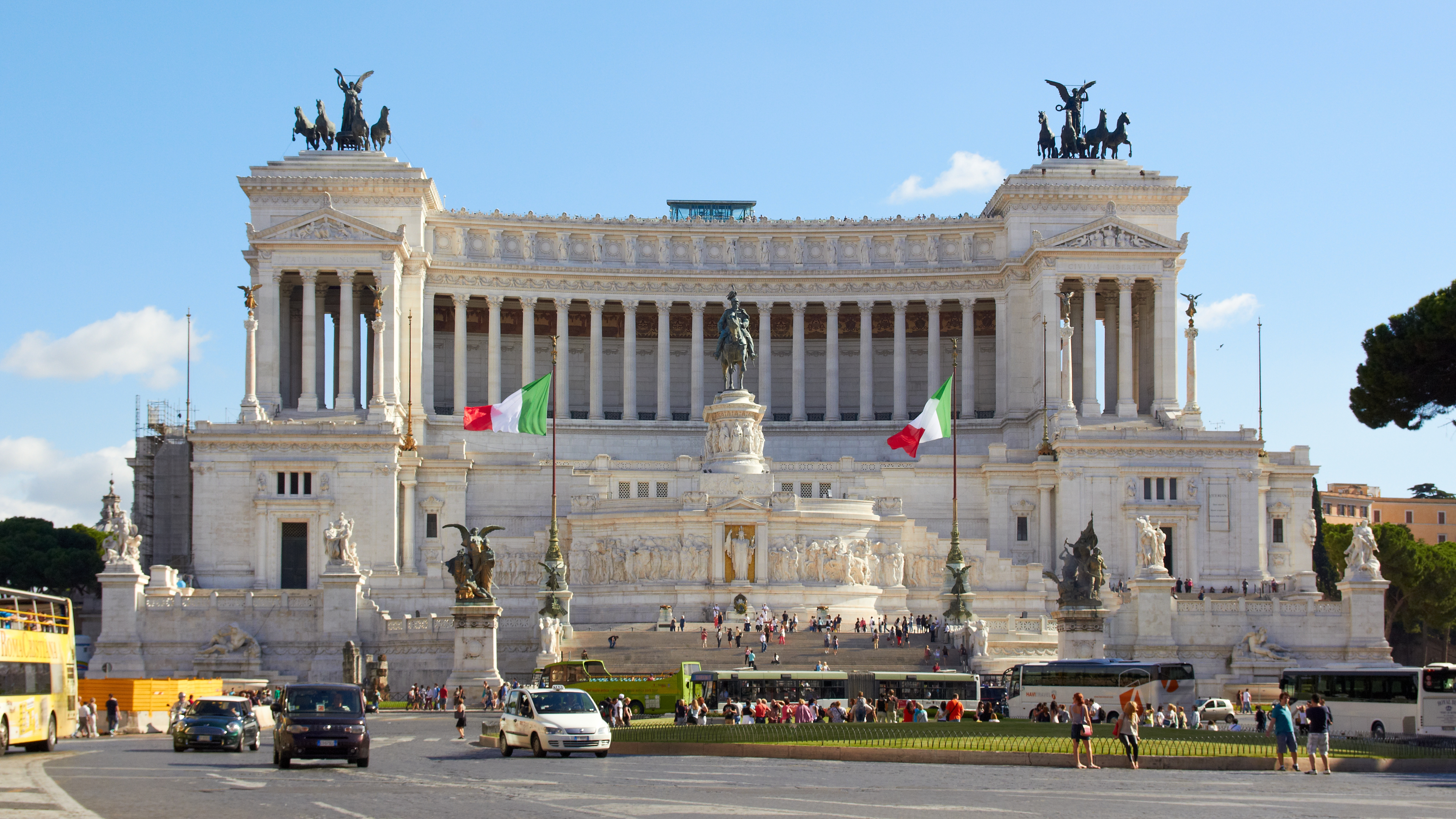
Piazza Venezia mit dem Nationaldenkmal Viktor Emanuels II.

1849 stationierte Frankreich, das sich in der Mitte des 19. Jahrhunderts als Schutzmacht des römischen Papsttums gegen Bestrebungen des Risorgimento verstand, Truppen im Kirchenstaat. 1864 kam Frankreich mit dem 1861 gegründeten Königreich Italien in Form der Septemberkonvention zu einer völkerrechtlich bindenden Übereinkunft in der Römischen Frage, der zufolge Italien die Grenzen des Kirchenstaats respektiert und Frankreich im Gegenzug seine Truppen abzieht. Gemäß der Septemberkonvention verlegte Italien 1865 seine Hauptstadt von Turin nach Florenz und nicht nach Rom, wie es im Zuge des Risorgimento viele Vertreter der italienischen Nationalstaatsidee eigentlich wünschten. Unter Bruch der Septemberkonvention ließ Italien jedoch zu, dass der italienische Freiheitskämpfer Giuseppe Garibaldi 1867 einen Feldzug in den Kirchenstaat unternahm. Dies führte dazu, dass Frankreich wieder Truppen im Kirchenstaat stationierte. Im Sommer 1870 – gerade war Sitzungspause des Ersten Vatikanischen Konzils – zog Frankreich diese Einheiten im Verlauf des Deutsch-Französischen Kriegs aus Rom allerdings wieder ab, weil sie an der Heimatfront gebraucht wurden. Daraufhin ließ Italien italienische Truppen am 11. September in den Kirchenstaat einmarschieren. Am 20. September 1870 durchbrachen Bersaglieri die Porta Pia, marschierten in Rom ein und vollendeten damit die Einigung Italiens. Der Kirchenstaat wurde am 6. Oktober 1870 per Dekret an Italien angegliedert.
Durch ein von König Viktor Emanuel II. am 3. Februar 1871 unterzeichnetes Gesetz wurde Rom zur Hauptstadt des Königreichs erklärt; zuvor hatten Turin und ab 1865 Florenz diese Rolle innegehabt. Im Sommer 1871 erfolgte der Umzug der Regierung von Florenz nach Rom. Der seiner weltlichen Macht beraubte Papst sowie große Teile der katholischen Bevölkerung standen diesem neuen Staat jahrzehntelang feindlich gegenüber. Gegen Ende des 19. Jahrhunderts setzte ein starker Zustrom aus den ländlichen Gebieten Italiens ein, so dass Rom erstmals seit der Antike über die Stadtgrenze der Aurelianischen Mauer hinauswuchs. 1922 übernahmen die Faschisten unter Benito Mussolini mit dem Marsch auf Rom die Macht in Italien. In der faschistischen Diktatur wurden die Differenzen zwischen Staat und Kirche durch die Lateranverträge mit dem Heiligen Stuhl 1929 beendet und der unabhängige Staat der Vatikanstadt begründet. Außerdem wurde in dieser Zeit im Zuge der propagandistischen Verherrlichung der römischen Antike Altertümer restauriert, das monumentale Nationaldenkmal Viktor Emanuels II. 1927 fertiggestellt, neue Bauten und Sichtachsen in der historischen Altstadt geschaffen sowie das Stadtviertel EUR (Esposizione Universale di Roma) erbaut. Der bekannteste unter den oft futuristisch anmutenden Neubauten des EUR ist der Palazzo della Civiltà Italiana (auch Palazzo del Lavoro). Anders als etwa in Deutschland wurden faschistische Inschriften und Symbole fast nie entfernt, so dass die architektonische und propagandistische Repräsentation des Faschismus nach wie vor im Stadtbild sichtbar sind.

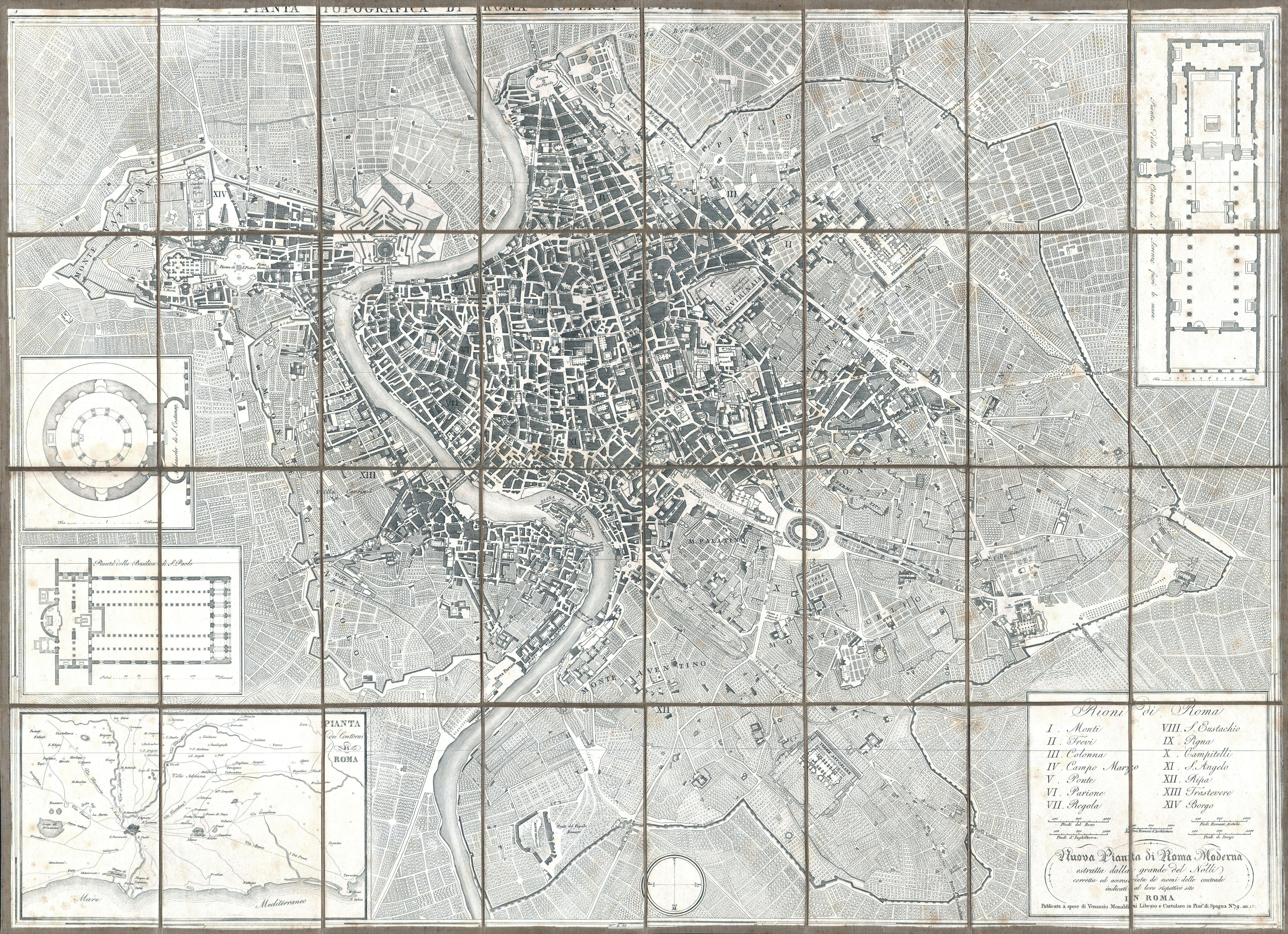
Karte Roms um 1843. Der Gegensatz zwischen den Gebieten abitato und disabitato innerhalb der Aurelianischen Mauer ist gut zu erkennen.
Lageplan der Stadt am Anfang des 20. Jahrhunderts
Umgebung der Stadt am Anfang des 20. Jahrhunderts

### Zweiter Weltkrieg

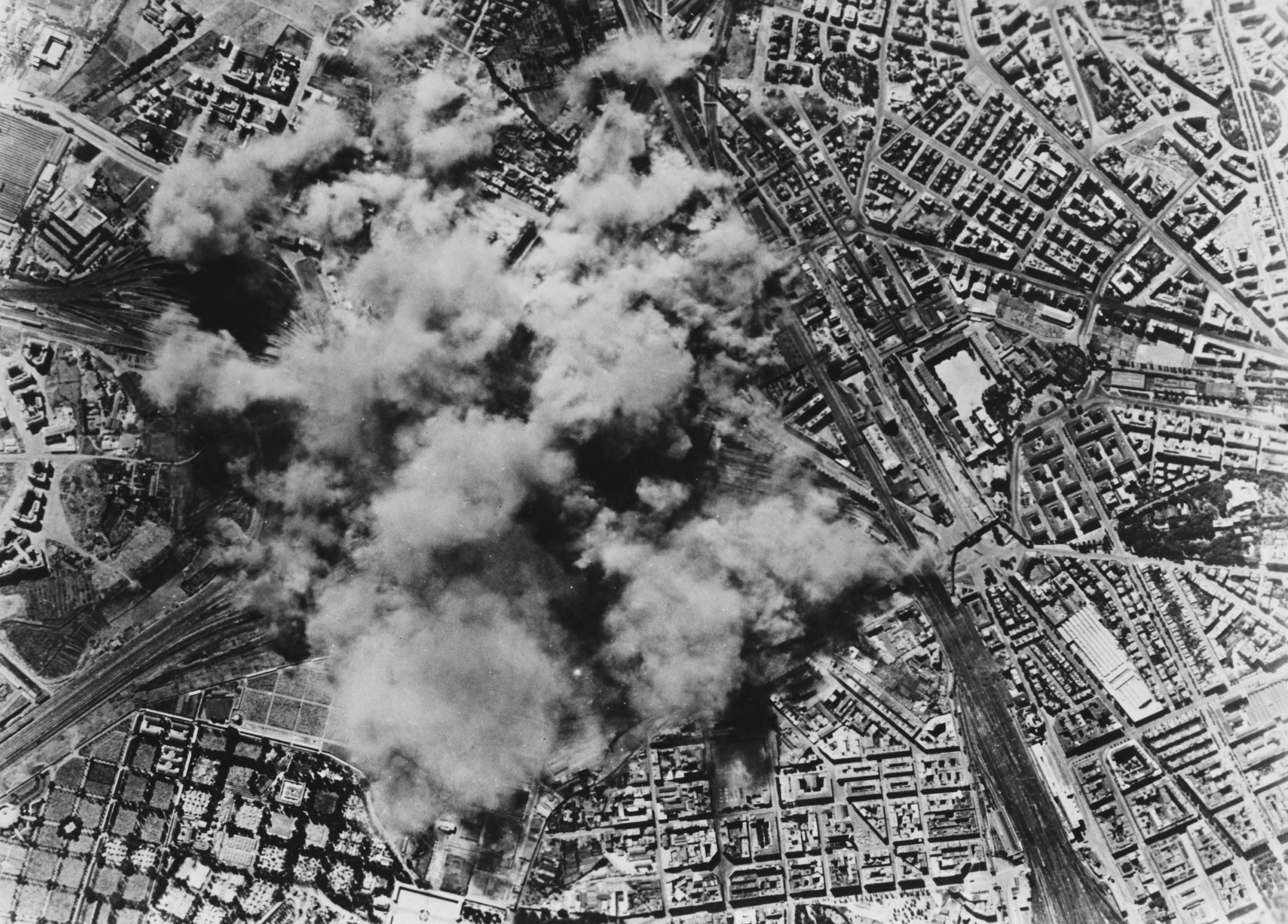
Luftangriffe der Alliierten auf Rom am 19. Juli 1943

Am 19. Juli 1943 bombardierten die Westalliierten erstmals Rom. Ein Hauptziel der 390 Bomber der United States Air Force war der Bahnhof Tiburtina. Zerstört wurden jedoch vor allem die Arbeiterviertel des Stadtteils San Lorenzo und die Kirche Sankt Laurentius vor den Mauern.
Der Stadtteil wurde von mehr als 1000 Tonnen Bomben getroffen. Dieser mit Abstand schwerste Bombenangriff auf Rom forderte 1500 Tote, 1600 Verletzte und zahlreiche zerstörte oder schwer beschädigte Gebäude.
Einige weitere Luftangriffe auf Rom folgten, waren jedoch nicht so verheerend. Das Stadtzentrum von Rom blieb weitgehend von Kriegszerstörungen verschont.

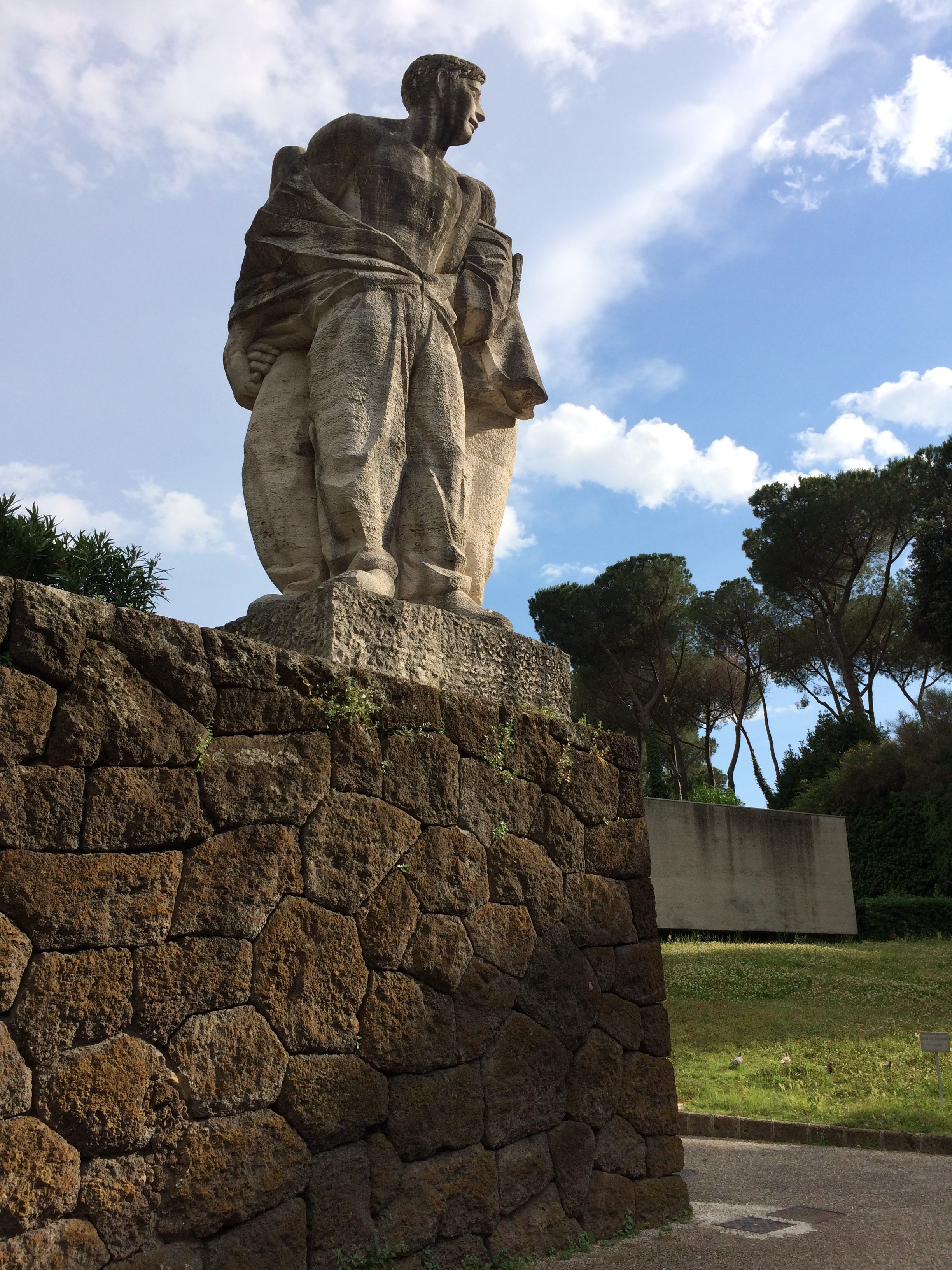
Eingang zur Gedenkstätte Fosse Ardeatine

Unmittelbar nach dem Waffenstillstand Italiens am 8. September 1943 begann die deutsche Besetzung Roms laut den in Fall Achse festgelegten Richtlinien mit mehreren Unterdrückungsmaßnahmen gegen die Zivilbevölkerung, darunter die Razzia gegen die jüdische Bevölkerung Roms am 16. Oktober 1943, bei der über 1000 Einwohner des jüdischen Ghettos in das KZ Auschwitz deportiert wurden. Einen Tag nach dem von kommunistischen Partisanen verübten Attentat in der Via Rasella ließ Herbert Kappler 24. März 1944 das Massaker in den Ardeatinischen Höhlen durchführen, bei dem 335 italienische Zivilisten ermordet wurden. Auch bei den folgenden Luftangriffen und als sich im Mai 1944 alliierte Truppen der Stadt näherten, harrte Papst Pius XII. in Rom aus. Um ein zweites Monte Cassino oder gar Stalingrad zu verhindern, bemühte er sich um eine allseitige Erklärung Roms zur „offenen Stadt“. Auf deutscher Seite erhielt der Plan Unterstützung unter anderem von Ernst Freiherr von Weizsäcker und SS-General Karl Wolff. Der deutsche Generalfeldmarschall Albert Kesselring erklärte Rom Anfang Juni 1944 zur offenen Stadt und zog bis auf eine Nachhut alle Truppen ab. Am 4. Juni 1944 marschierten westalliierte Truppen in Rom ein. König Viktor Emanuel III. dankte am 9. Mai 1946 formell zugunsten seines Sohnes Umberto ab; dieser folgte ihm am gleichen Tag auf den Thron.
Am 2. und 3. Juni 1946 fand das Referendum über die Staatsform in Italien statt. Umberto II. verließ am 13. Juni auf Druck der Regierung De Gasperi Italien und Italien wurde Republik.

### Rom als moderne Großstadt
In den Nachkriegsjahrzehnten erlebte Italien einen nie da gewesenen Wirtschaftsaufschwung (miracolo economico) und eine starke Landflucht: Millionen Menschen aus Süditalien und den Bergregionen der Abruzzen strömten in die Hauptstadt. Um die Barackensiedlungen der unmittelbaren Nachkriegszeit zu beseitigen, entstanden ab 1962 wie in allen italienischen Großstädten Großwohnsiedlungen, die in Rom oft ungeplant und ohne Baugenehmigung in die römische Campagna gesetzt und nachträglich gegen eine Gebühr legalisiert wurden. Gleichzeitig entstanden in den 1960er und 1970er Jahren auch Wohngebiete für die aufstrebenden Mittelschicht. Bis 1980 hatte sich die Einwohnerzahl der Stadt verdoppelt.

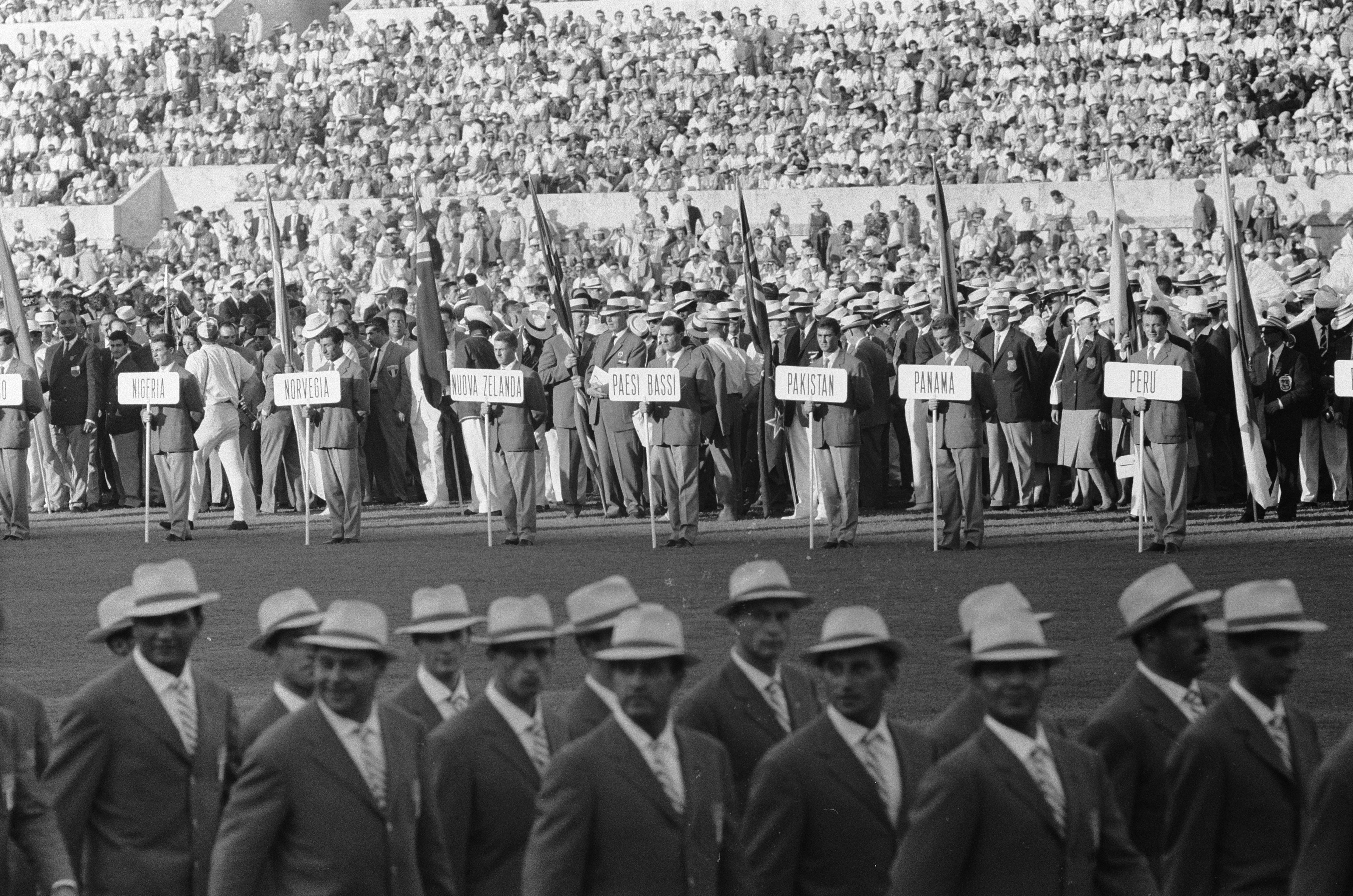
Eröffnungsfeier der Olympischen Sommerspiele 1960

1955 wurde die erste Linie der U-Bahn Metropolitana di Roma eröffnet und 1960 fanden in Rom die XVII. Olympischen Sommerspiele statt.
Die so genannten borgate abusive ‚missbräuchliche Vorstädte‘ boten oft keinerlei Infrastruktur, keine Grünanlagen, keine Schulen oder Kindergärten. Während in der Innenstadt die Kirchen aufgrund ihrer Überzahl oft kaum noch zu erhalten sind, fehlten sie in der Umgebung zunächst völlig. Während inzwischen zahlreiche Kirchenneubauten in den Vorstädten entstanden sind, fehlen dort bis heute Grünanlagen oder Sportstätten und die Anbindung an den öffentlichen Nahverkehr ist unzureichend. Die sozialen Probleme der Vorstädte waren in den 1970er Anlass für soziale Kämpfe der radikalen Linken, Hausbesetzungen und Streiks. Linksextreme und rechtsextreme Gruppierungen (opposti estremisti) lieferten sich gewaltsame Auseinandersetzungen mit der Polizei; gleichzeitig wucherte in diesen Jahren auch die organisierte Kriminalität, für deren Verstrickungen der Fall der Magliana-Bande exemplarisch steht. Trauriger Höhepunkt der politischen Gewalt der 1970er Jahre im ganzen Land war 1978 die Entführung und Ermordung des Ministerpräsidenten Aldo Moro durch Mitglieder der Roten Brigaden. Das zeitlich letzte Beispiel dieser oft als misslungen eingestuften Stadtplanung ist der Wohnkomplex Corviale (auch genannt il serpentone ‚die Riesenschlange‘), der 1975–1982 entstand. In den 1980er Jahren entspannte sich die Situation etwas und ein Teil der römischen Mittelschicht verließ im Zuge einer Suburbanisierung die Stadt.
Unter dem Pontifikat Papst Johannes Pauls II. erlebte die Stadt zweimal einen nie zuvor gewesenen Menschenandrang. Im Heiligen Jahr 2000 kamen zum Gottesdienst am Weltjugendtag zwei Millionen Menschen vor die Tore der Stadt. An den Begräbnisfeierlichkeiten am 8. April 2005 auf dem Petersplatz nahmen 200 Staats- und Regierungschefs sowie drei bis vier Millionen Menschen aus aller Welt teil, von denen aber nur 300.000 Platz fanden, die übrigen verfolgten die Zeremonien auf Videogroßbildschirmen.
Seit der Wahl von Bürgermeister Francesco Rutelli 1993 konnten Verbesserungen bei der Luftqualität erreicht werden, jedoch änderte sich an den strukturellen Problemen der Stadt wie dem Verkehr oder der Müllentsorgung unter ihm und seinen Nachfolgern nur wenig. Nachdem Rom jahrelang von Bürgermeistern des Mitte-Links-Lagers regiert worden war, bedeutete die Wahl des Nationalkonservativen Gianni Alemanno im Jahr 2008 einen Einschnitt; in seiner Amtszeit verschlimmerten sich die Probleme der Stadt weiter und unter seinem sozialdemokratischen Nachfolger Ignazio Marino wurde 2015 ein gigantischer Korruptionsskandal um das kriminelle Netzwerk der Mafia Capitale aufgedeckt. Die Enttäuschung der Römer über die etablierten Parteien brachte im Sommer 2016 Virginia Raggi von der Protestbewegung Movimento 5 Stelle an die Spitze der Stadt.

### Rom heute

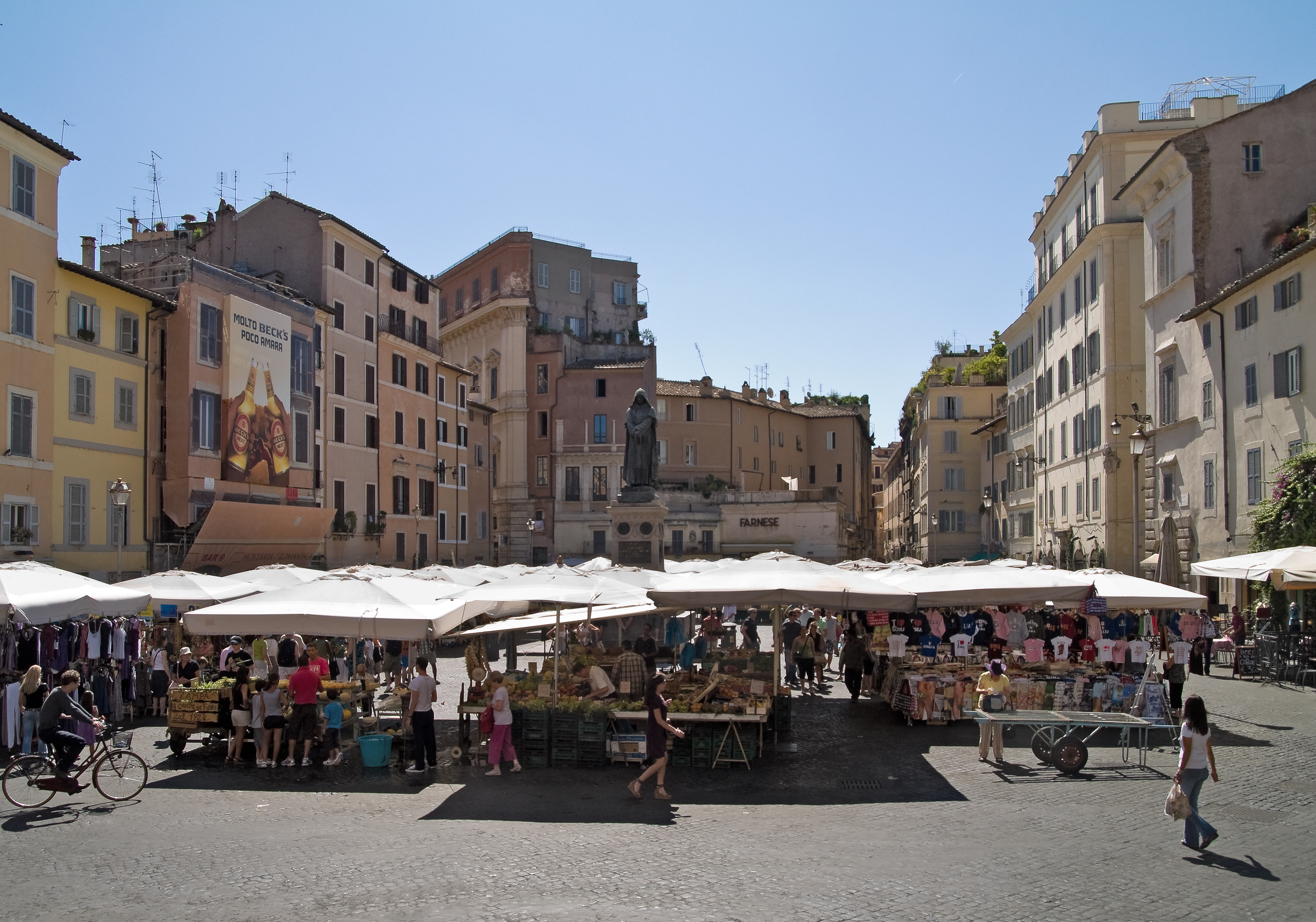
Markt auf dem Campo de’ Fiori

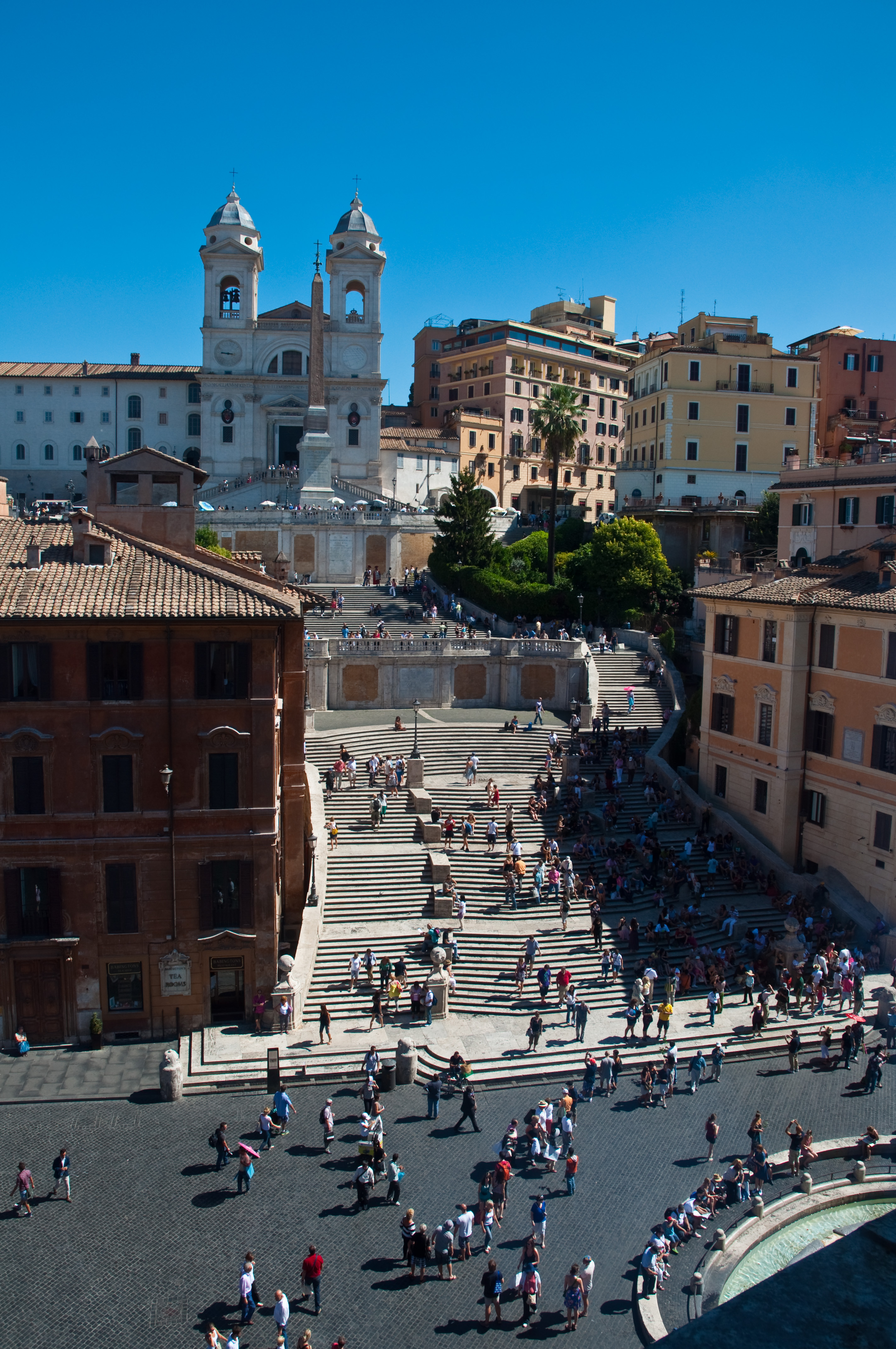
Die Spanische Treppe, italienisch Scalinata di Trinità dei Monti, mit der Kirche Santissima Trinità dei Monti im Hintergrund

Die großen Bauten des 20. Jahrhunderts wurden fast alle in den Außenvierteln wie dem EUR errichtet; in der Innenstadt dagegen sind Baumaßnahmen aus denkmalpflegerischen Gründen nur selten erlaubt. Derzeit finden große Ausgrabungen im Bereich der antiken Kaiserforen statt. Im modernen Stadtbild ist die Vergangenheit noch an vielen Stellen anzutreffen. So ist etwa das Theater des Pompeius am Campo de’ Fiori aus dem 1. Jahrhundert v. Chr., in dessen Vorhof zu Cäsars Zeit die Kurie untergebracht war und wo er wohl auch getötet wurde, noch zu großen Teilen erhalten. Allerdings ist im Verlauf der Jahrhunderte aus dem Halbrund für die Zuschauer eine Wohnbebauung geworden. Heute befinden sich darin Keller und eine Tiefgarage, Restaurants und Bars, Privatwohnungen und Hotelpensionen. Alle Zimmer haben auf Grund der ursprünglichen halbrunden Theaterstruktur einen trapezförmigen Grundriss.
Die Erneuerung der Stadt stellt die Römer im Alltag oft vor große Probleme. Schon der Bau einer riesigen Tiefgarage zum Jahr 2000 in einen Tuffhügel am Petersplatz war umstritten, weil die Zerstörung archäologischer Reste befürchtet wurde. Aus demselben Grund wurde die dringend benötigte dritte Metro-Linie erst 2014/2015 eröffnet.
Größere Probleme als die historische Innenstadt machen die oft unschönen Vorstädte mit ihrer hohen Kriminalitätsrate. Dort fehlen bis heute Grünanlagen oder Sportstätten, und die Anbindung an den öffentlichen Nahverkehr ist unzureichend. Bis heute sind in der einstigen Stadt der „Thermen für alle“ öffentliche Bäder kaum vorhanden. Die Römer, die es sich leisten können, besitzen eine Wohnung in einem der oft begrünten und sorgsam gepflegten Innenhöfe oder gar eine kleine Villa im Stadtbereich.
In einer Rangliste der Städte nach ihrer Lebensqualität belegte Rom im Jahre 2018 den 57. Platz unter 231 untersuchten Städten weltweit.

### Einwohnerentwicklung
Roms Geschichte begann etwa 800 v. Chr. mit einem Bündnis verschiedener kleiner Dörfer mit wenigen hundert bis tausend Einwohnern. Von da an wuchs Rom in den nächsten Jahrhunderten kontinuierlich zu einer Megastadt, die über eine Million Einwohner zählte. Im Zuge der Verlegung bedeutender Hauptstadtfunktionen nach Konstantinopel im 4. Jahrhundert sowie des Zerfalls des Weströmischen Reiches im 5. Jahrhundert nahm die Bevölkerung deutlich ab und sank rasch bis zum Jahr 530 auf etwa 100.000.
Im Frühmittelalter war Rom mit 20.000 Einwohnern im Vergleich zu heute eine Kleinstadt. Erst mit dem Aufstieg des Kirchenstaates blühte Rom erneut auf, wobei immer wieder Kriege und Seuchen diese Entwicklung unterbrachen. Als es 1871 Hauptstadt des vereinigten Italien wurde, zählte es gut 210.000 Einwohner, dreißig Jahre später waren es bereits doppelt so viele. Im 20. Jahrhundert wuchs Rom erneut zur Millionenstadt heran, wobei vor allem nach 1945 die Einwohnerzahl drastisch wuchs. Die folgende Übersicht zeigt die Einwohnerzahlen nach dem jeweiligen Gebietsstand. Bis 1858 handelt es sich um Schätzungen, von 1871 bis 2015 um Volkszählungsergebnisse und Fortschreibungen des Nationalinstituts für Statistik (ISTAT).
| Jahr | Einwohner       |
| ---- | --------------- |
| 0330 | 1.000.000       |
| 0410 | 400.000         |
| 0530 | 100.000         |
| 0650 | 20.000          |
| 1000 | 20.000          |
| 1300 | unter 50.000    |
| 1400 | 20.000*         |
| 1526 | 50.000–60.000   |
| 1528 | 20.000–30.000** |
| 1600 | 100.000         |
| 1750 | 156.000         |

| Jahr | Einwohner |
| ---- | --------- |
| 1800 | 163.000   |
| 1820 | 139.900   |
| 1850 | 175.000   |
| 1853 | 175.800   |
| 1858 | 182.600   |
| 1861 | 194.500   |
| 1871 | 212.432   |
| 1881 | 273.952   |
| 1901 | 422.411   |
| 1911 | 518.917   |
| 1921 | 660.235   |

| Jahr | Einwohner |
| ---- | --------- |
| 1931 | 930.926   |
| 1936 | 1.150.589 |
| 1951 | 1.651.754 |
| 1961 | 2.188.160 |
| 1971 | 2.781.993 |
| 1981 | 2.840.259 |
| 1991 | 2.775.250 |
| 2001 | 2.546.804 |
| 2009 | 2.743.796 |
| 2017 | 2.872.800 |

(*) Abendländisches Schisma 1309–1376, Pestepidemie 1348/50

(**) Sacco di Roma 1527 (Plünderung durch deutsche Landsknechte sowie spanische und italienische Söldner)

## Religionen

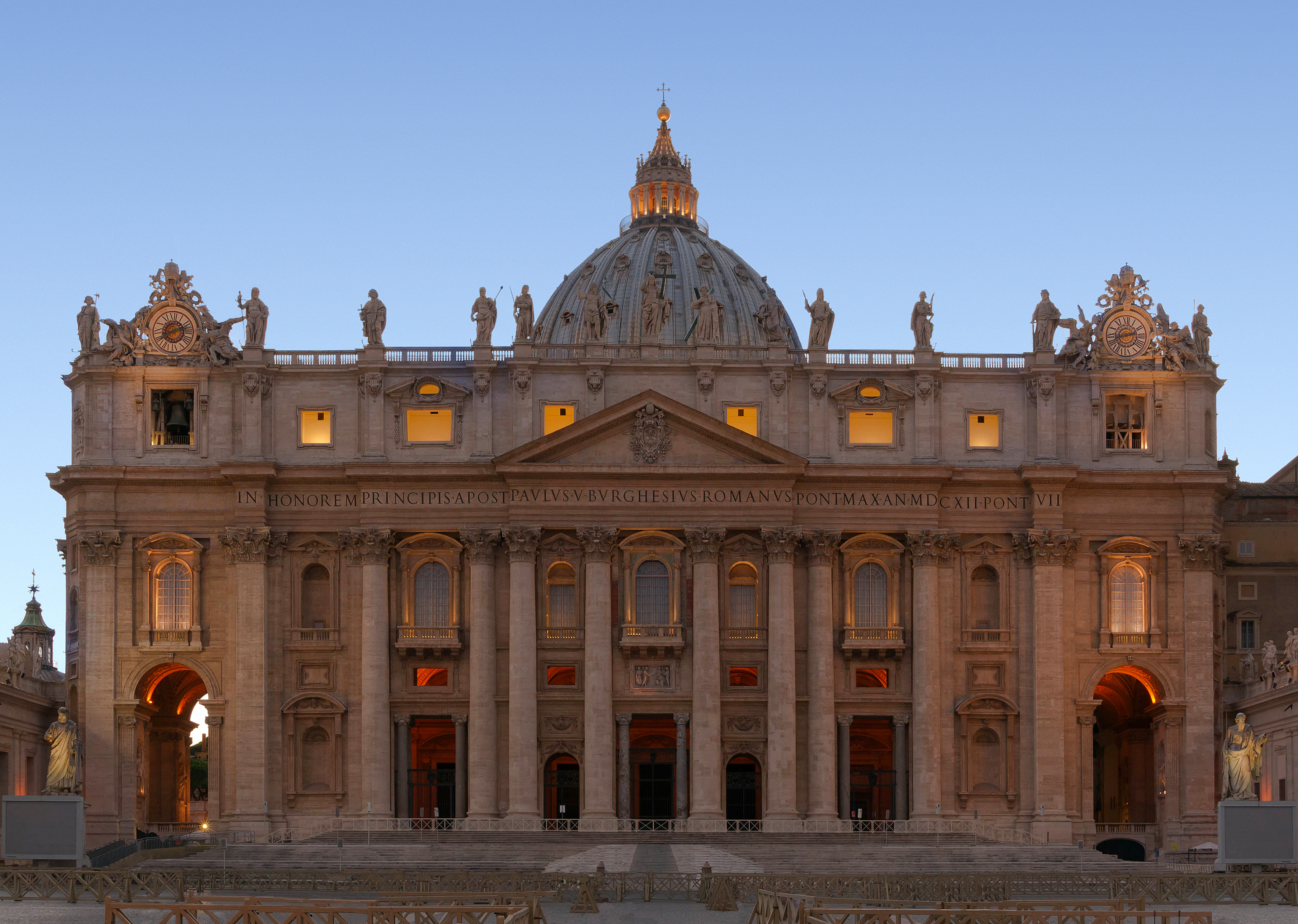
Petersdom

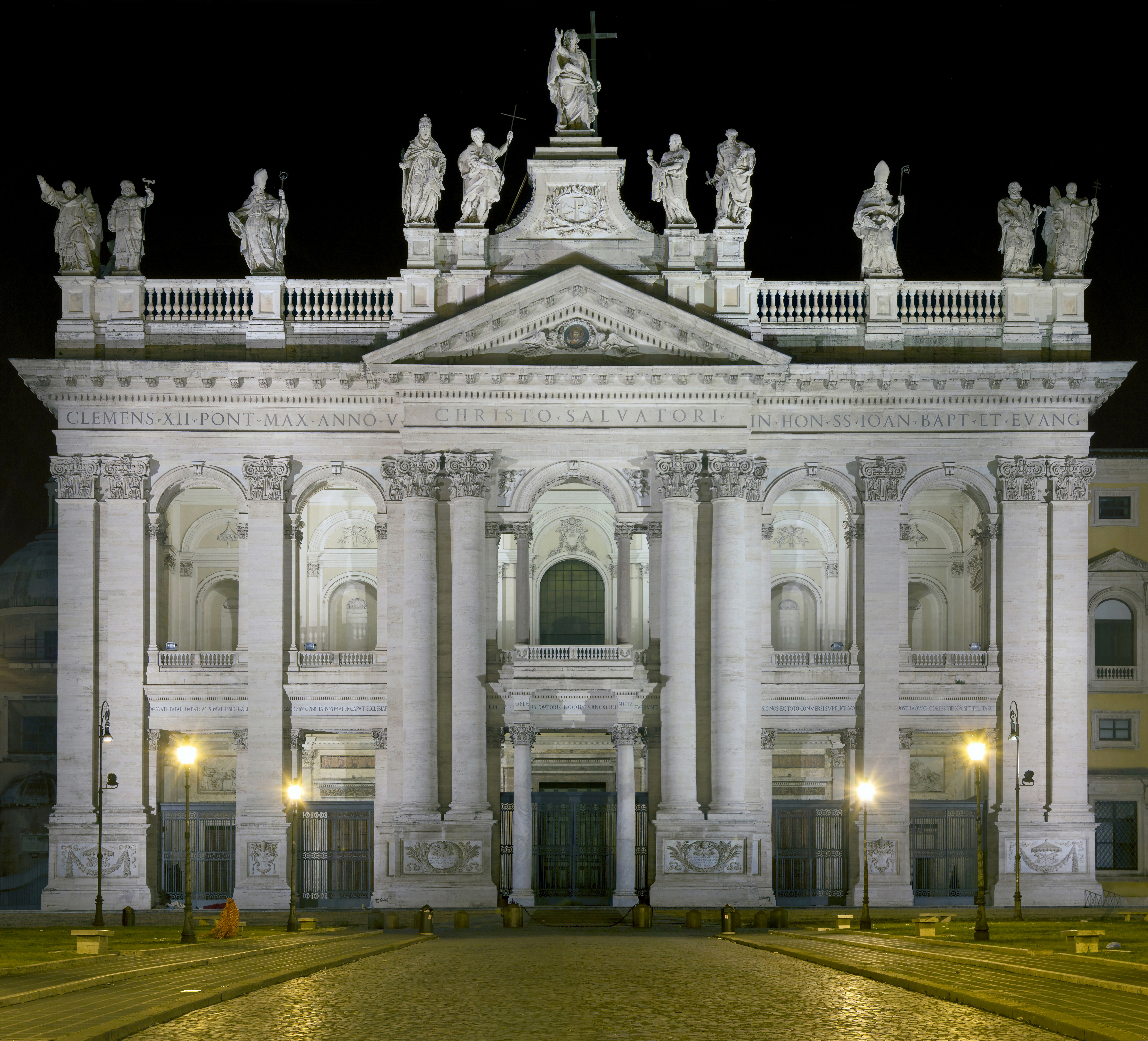
Lateranbasilika, Sitz des Bistums Rom

In der Antike dominierte die römische Religion das religiöse Leben in der Stadt. Dennoch waren in diesem Kulturzentrum auch andere Religionen vertreten, wie zum Beispiel der Mithraismus und weitere Mysterienkulte. Auf dem Palatin befand sich ein Tempel der Magna Mater, im Viertel rechts des Tiber, dem Trastevere, wo sich ursprünglich auch die jüdische Gemeinde angesiedelt hatte, war ein Heiligtum der syrischen Götter. Auf dem Kapitol stand ein Heiligtum des Serapis. Einen Tempel für Isis und Serapis, das Iseum Campense (lat.: Isisheiligtum auf dem Campus), gab es auf dem Marsfeld.
Bereits sehr früh entstand in der Stadt eine christliche Gemeinde, die trotz der Christenverfolgungen rasch anwuchs.
Mit der Herrschaftszeit Konstantins des Großen nahm das Christentum im Römischen Reich einen Aufschwung und überlebte auch dessen Untergang. Die Bischöfe von Rom beanspruchten als Nachfolger des Apostels Simon Petrus einen Führungsanspruch über die Kirche und nahmen den Titel des Papstes an. Nachdem die Stadt mehrfach von heidnischen Völkern geplündert und zerstört worden war, setzte sich Rom als religiöses Zentrum der Westkirche und seit dem 8. Jahrhundert als Zentrum des Kirchenstaates durch. Infolgedessen wurden in Rom zahlreiche Kirchen errichtet, welche die wichtigsten kirchlichen Heiligtümer beherbergen.
1797 wurde Rom von Napoleon Bonaparte im Italienfeldzug erobert. Nach dem Wiener Kongress wurde es 1815 wieder unter päpstliche Hoheit gestellt. Das italienische Nationalbewusstsein war unter der französischen Besatzung gewachsen (siehe Risorgimento). 1861 wurde das Königreich Italien gegründet. Als Frankreich infolge des Deutsch-Französischen Krieges seine Schutztruppen aus Rom abzog, eroberten italienische Truppen ab 11. September 1870 den Kirchenstaat; es gab keinen nennenswerten Widerstand. Am 20. September 1870 wurde Rom eingenommen (Breccia di Porta Pia), die weltliche Herrschaft der Päpste über Rom war damit unwiderruflich beendet. Der Papst zog sich daraufhin in den Vatikan zurück, der 1929 in den Lateranverträgen als eigenständiger Staat anerkannt wurde.
Rom und insbesondere der Vatikan sind bis heute das geistliche Zentrum der römisch-katholischen Kirche. Die römisch-katholische Kirche prägt durch die Vielzahl an Kirchen, Klöstern und anderen religiösen Einrichtungen, Priestern, Ordensbrüdern und -schwestern deutlich sichtbar das Stadtbild. Insgesamt gibt es in Rom über 900 katholische Kirchen, die Zeugnis von allen Architekturepochen der europäischen Geschichte von der Antike bis heute ablegen. Im Bistum Rom, das das Stadtgebiet mit Ausnahme von Ostia umfasst, waren 2017 2.355.984 Einwohner (82 % der Bevölkerung) katholisch. Der Katholikenanteil ist von 97 % im Jahr 2002 auf 82 % im Jahr 2011 gesunken, was sowohl auf Säkularisierung als auch auf Einwanderung Andersgläubiger zurückzuführen ist. Seit 2011 hält sich der Anteil der Katholiken in der Bevölkerung jedoch konstant bei rund 82 %.
Die älteste religiöse Minderheit bilden die Juden in Rom, die in der Stadt schon seit dem 2. vorchristlichen Jahrhundert nachgewiesen sind. Seit dem 16. Jahrhundert mussten die römischen Juden zwangsweise im Ghetto leben, das erst 1870 mit dem Ende des Kirchenstaats aufgehoben wurde. Als Zeichen des Selbstbewusstseins der jüdischen Gemeinde wurden 1901–1904 die Große Synagoge (Tempio Maggiore) errichtet, die auch die Verfolgungen und Deportationen während des Zweiten Weltkrieges unbeschadet überstand. Heute leben in Rom etwa 20.000 Juden (0,7 % der Bevölkerung).
Die Protestanten verschiedener Konfessionen bilden in Rom nur eine kleine Minderheit. Auch sie genießen erst seit 1870 Religionsfreiheit, zuvor wurde etwa der Cimitero acattolico (auch „Protestantischer Friedhof“ genannt) für die deutschen und britischen Protestanten außerhalb der Stadtmauern angelegt. Nachdem Rom Hauptstadt des italienischen Nationalstaats geworden war, errichteten die aus dem Piemont kommenden Waldenser die repräsentative Waldenserkirche (Tempio Valdese di Roma) und weitere Kirchenbauten in der Stadt.
Durch Einwanderung sind heute auch zwei andere Religionsgemeinschaften in nennenswertem Maß in der Stadt vertreten: Die Orthodoxen Christen bilden wie in ganz Italien die größte religiöse Minderheit, unter ihnen sind wiederum die Rumänisch-Orthodoxen die größte Gruppe; ihre Zahl wurde 2014 auf etwa 114.000 (4 % der Bevölkerung) geschätzt. Muslime kommen vor allem aus Albanien, Marokko, Pakistan, Bangladesch sowie weiteren Staaten Nordafrikas, des Nahen Ostens und Südasiens; ihre Zahl lag Ende 2014 bei 101.000 (3,5 % der Bevölkerung). In den Jahren 1984–1995 entstand im Norden der Stadt die Moschee von Rom, die damals die größte Europas war; außerdem bestehen einige kleinere Moscheen. Dazu kommen weitere Minderheiten wie Hindus, Buddhisten und Zeugen Jehovas sowie Konfessionslose.

## Politik

### Gemeinderat

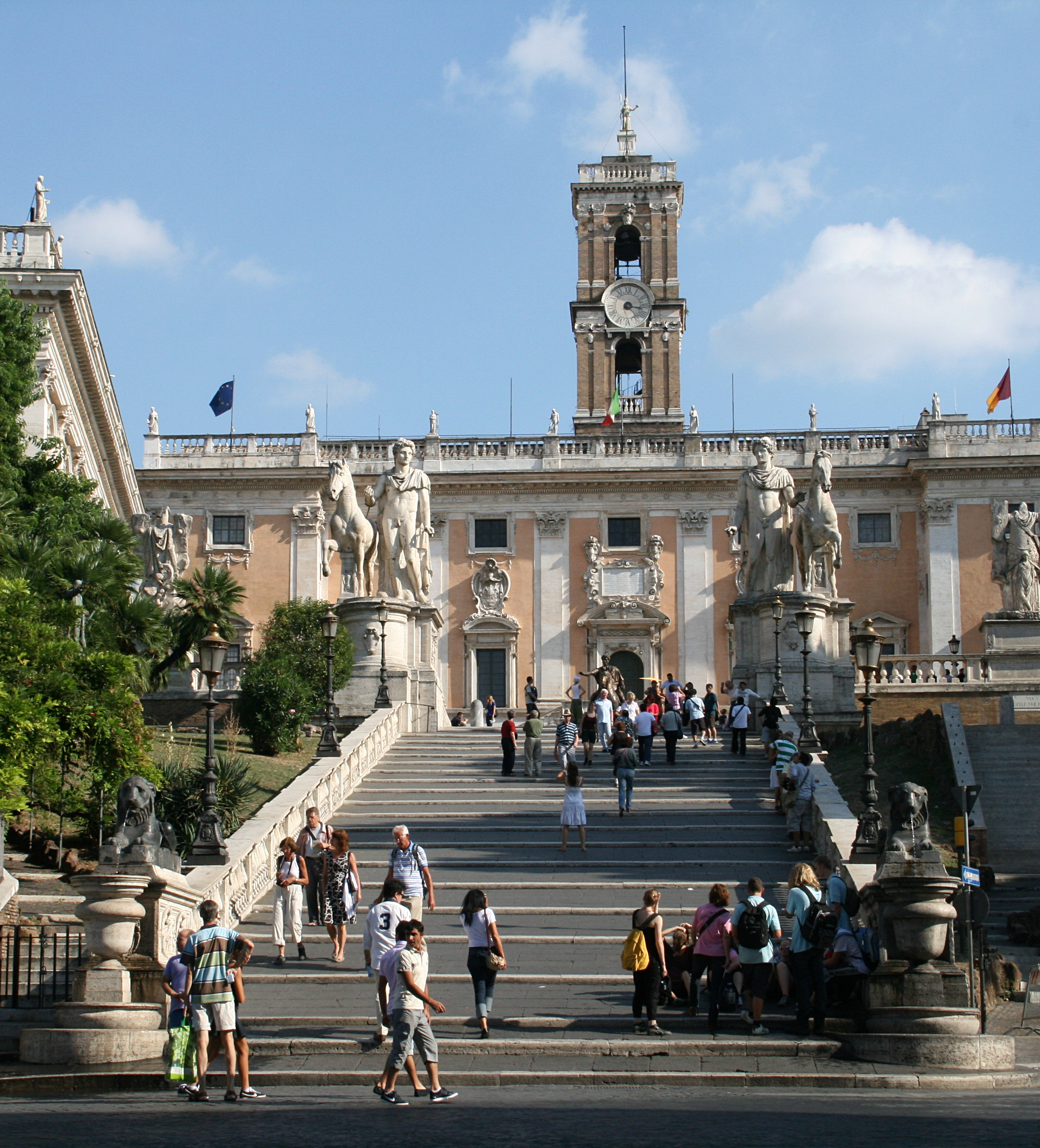
Das Rathaus Roms, der Senatorenpalast

Der Gemeinderat von Rom, die Assemblea Capitolina, hat mit seinen 48 Mitgliedern nach der Kommunalwahl 2021 folgende Zusammensetzung:
- PD: 18
- Verbundene Listen: 11
- Liste Carlo Calenda: 5
- M5S: 5
- FI: 1
- Lega: 2
- FdI: 5
- Parteilos: 1

- Mitte-links: 29
- Liste Carlo Calenda: 5
- M5S: 5
- Mitte-rechts: 9

- Die Mehrheitsfraktion (29 Sitze) stellt das Mitte-links-Bündnis um den Bürgermeister Roberto Gualtieri (PD):
  - Partito Democratico: 18 Sitze (2016: 8 Sitze, 2013: 19 Sitze, 2008: 18 Sitze)
  - Verbundene Listen (Lista Civica Gualtieri Sindaco, Sinistra Civica Ecologista, Roma Futura Femminista Egualitaria Ecologista, Democrazia Solidale, Europa Verde): 11 Sitze
- Opposition: 19 Sitze
  - Mitte-Rechts-Bündnis (zusammen 9 Sitze):
    - Fratelli d’Italia: 5 Sitze (2016: 6 Sitze, 2013: 2 Sitze)
    - Lega: 2 Sitze
    - Forza Italia: 1 Sitz (2016: 1 Sitz, 2013: Il Popolo della Libertà 8 Sitze, 2008: 35 Sitze)
    - parteilos: 1 Sitz

  - Movimento 5 Stelle: 5 Sitze (2016: 29 Sitze, 2013: 4 Sitze)
  - Liste Carlo Calenda: 5 Sitze

Der Gemeinderat tagt in der Aula Giulio Cesare im Senatorenpalast.

### Bürgermeister
Bei der Bürgermeisterwahl 2021 konnte die Amtsinhaberin Virginia Raggi (M5S) mit etwas mehr als 19 Prozent nur den vierten Platz belegen und verpasste damit den Einzug in die Stichwahl. Dort setzte sich Roberto Gualtieri (PD) mit 60 Prozent gegen Enrico Michetti, den Kandidaten des rechten Parteienbündnisses um Fratelli d’Italia, Lega Nord und Forza Italia durch.
Am 19. Juni 2016 wurde Virginia Raggi (M5S) in einer Stichwahl zur neuen Bürgermeisterin von Rom gewählt. Im ersten Wahlgang am 5. Juni 2016 hatte sie gegen mehrere Gegenkandidaten mit 35,26 % die meisten Stimmen erhalten. Der Kandidat des Partito Democratico Roberto Giachetti erreichte mit 24,91 % der Stimmen den zweiten Platz. Die anschließend erforderliche Stichwahl gewann Raggi mit 67,15 % der Stimmen. Bei der gleichzeitig stattfindenden Gemeinderatswahl erreichte Raggis Partei Movimento 5 Stelle die absolute Mehrheit im Gemeinderat und in 12 der 15 Stadtbezirke.
Bei den Stichwahlen am 9. und 10. Juni 2013 wurde Ignazio Marino (PD) zum Bürgermeister gewählt. Er gewann mit 63,9 % gegen den Amtsinhaber Gianni Alemanno (PdL). Marino musste jedoch im Oktober 2015 zurücktreten. Am 1. November 2015 übernahm Francesco Paolo Tronca kommissarisch die Amtsgeschäfte bis zu einer Neuwahl des Bürgermeisters.
Giovanni Alemanno wurde am 28. April 2008 zum Bürgermeister von Rom gewählt. In der Stichwahl erreichte er gegen den früheren Bürgermeister Francesco Rutelli 53,7 % der Stimmen. Der bisherige Bürgermeister Walter Veltroni wurde 2001 gewählt und am 28. Mai 2006 für eine zweite Amtszeit mit 61 % der Stimmen im ersten Wahlgang im Amt bestätigt. Giovanni Alemanno scheiterte damals mit nur 37,1 %. Veltroni trat am 13. Februar 2008 als Bürgermeister, wegen seiner Kandidatur bei den Parlamentswahlen, zurück.

#### Bürgermeister (Sindaci di Roma) von Rom seit 1944
| Amtszeit  | Name                  | Partei |
| --------- | --------------------- | ------ |
| 1944–1946 | Andrea Doria Pamphili |        |
| 1946–1947 | Mario De Cesare       | FDP    |
| 1947–1956 | Salvatore Rebecchini  | DC     |
| 1956–1958 | Umberto Tupini        | DC     |
| 1958–1961 | Urbano Ciocchetti     | DC     |
| 1962–1964 | Glauco Della Porta    | DC     |
| 1964–1967 | Americo Petrucci      | DC     |
| 1967–1969 | Rinaldo Santini       | DC     |
| 1969–1976 | Clelio Darida         | DC     |
| 1976–1979 | Giulio Carlo Argan    | PCI    |
| 1979–1981 | Luigi Petroselli      | PCI    |

| Amtszeit  | Name                   | Partei                       |
| --------- | ---------------------- | ---------------------------- |
| 1981–1985 | Ugo Vetere             | PCI                          |
| 1985–1988 | Nicola Signorello      | DC                           |
| 1988–1989 | Pietro Giubilo         | DC                           |
| 1989–1993 | Franco Carraro         | PSI                          |
| 1993–2001 | Francesco Rutelli      | Verdi, ab 1999 I Democratici |
| 2001–2008 | Walter Veltroni        | DS, ab 2007 PD               |
| 2008–2013 | Gianni Alemanno        | PdL                          |
| 2013–2015 | Ignazio Marino         | PD                           |
| 2015–2016 | Francesco Paolo Tronca | kommissarisch                |
| 2016–2021 | Virginia Raggi         | M5S                          |
| 2021–0000 | Roberto Gualtieri      | PD                           |

### Wappen und Hoheitssymbole

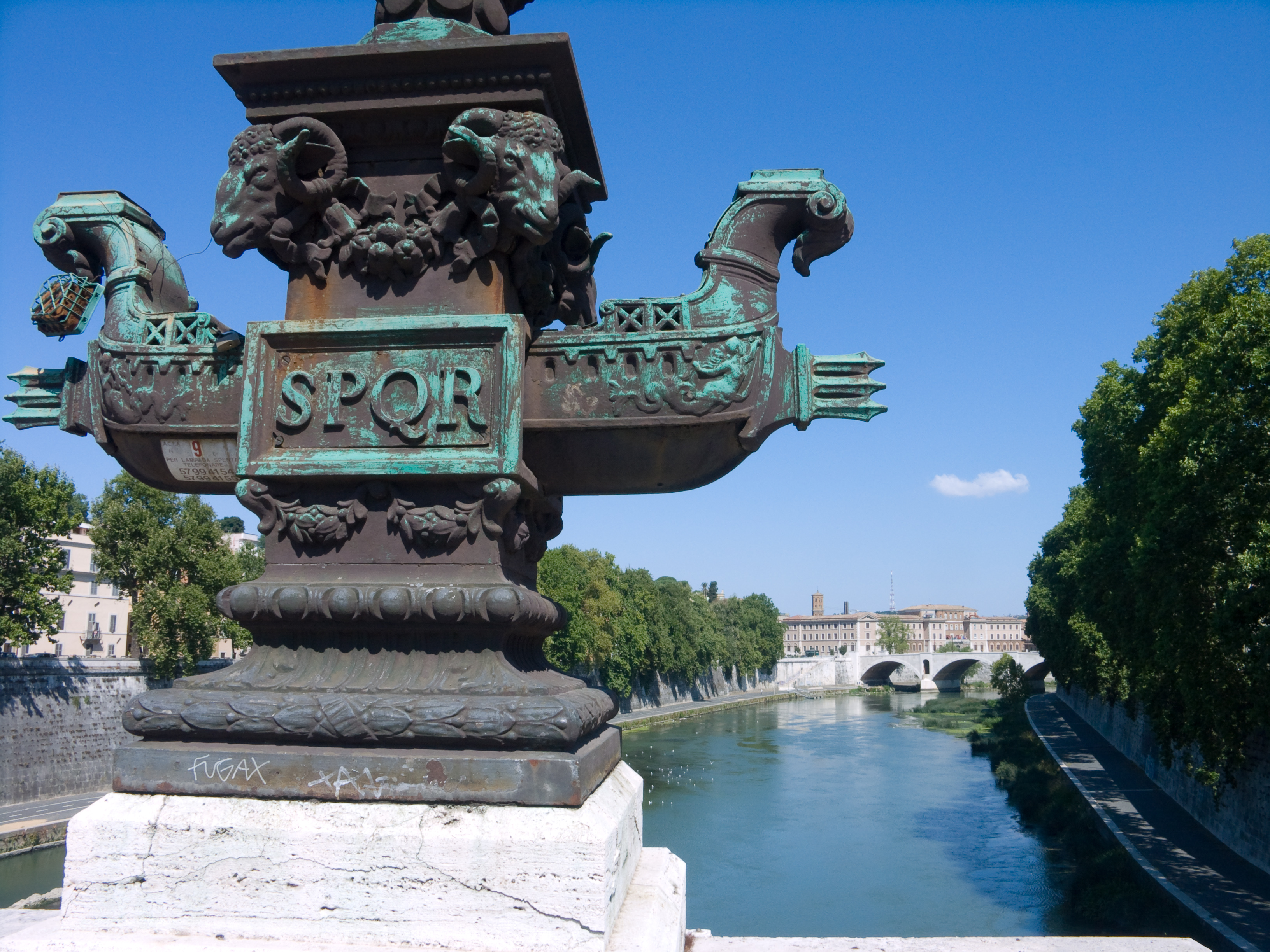
Bronzeskulptur an der Brücke Ponte Giuseppe Mazzini

Flagge der Stadt Rom

Das Wappen der Stadt Rom zeigt einen roten Schild mit dem Akronym S.P.Q.R. und eine mit Edelsteinen besetzte Krone.
S.P.Q.R. steht für das lateinische Senatus Populusque Romanus ‚Senat und Volk von Rom‘ oder ‚der (römische) Senat und das römische Volk‘.
Dieser Schriftzug war das Hoheitszeichen des antiken Rom und findet sich auch heute als Leitspruch im Wappen der Stadt sowie auf zahlreichen Schrifttafeln, Statuen, Kanaldeckeln und öffentliche Einrichtungen. Die Legionen des Römischen Reiches führten es auf ihren Standarten.

### Städtepartnerschaften
In Form einer Gemeindepartnerschaft ist Rom weltweit nur mit einer einzigen Stadt verbunden, und zwar seit 1956 mit Paris.
Darüber hinaus unterhält Rom mit folgenden Städten sogenannte Freundschafts- und Kooperationsabkommen:
| - Achacachi, Bolivien - Algier, Algerien - Athen, Griechenland - Belgrad, Serbien - Brasília, Brasilien - Cincinnati, Vereinigte Staaten - London, Vereinigtes Königreich - Madrid, Spanien - Marbella, Spanien - Montreal, Kanada - Multan, Pakistan - Mumbai, Indien - Neu-Delhi, Indien - New York City, Vereinigte Staaten | - Peking, Volksrepublik China - Plowdiw, Bulgarien - Seoul, Südkorea - Sydney, Australien - Tokio, Japan - Kairo, Ägypten - Kiew, Ukraine - Krakau, Polen - Teheran, Iran - Tirana, Albanien - Tongern, Belgien - Tunis, Tunesien - Washington, D.C., Vereinigte Staaten |

### Hauptstadt und Regierungssitz

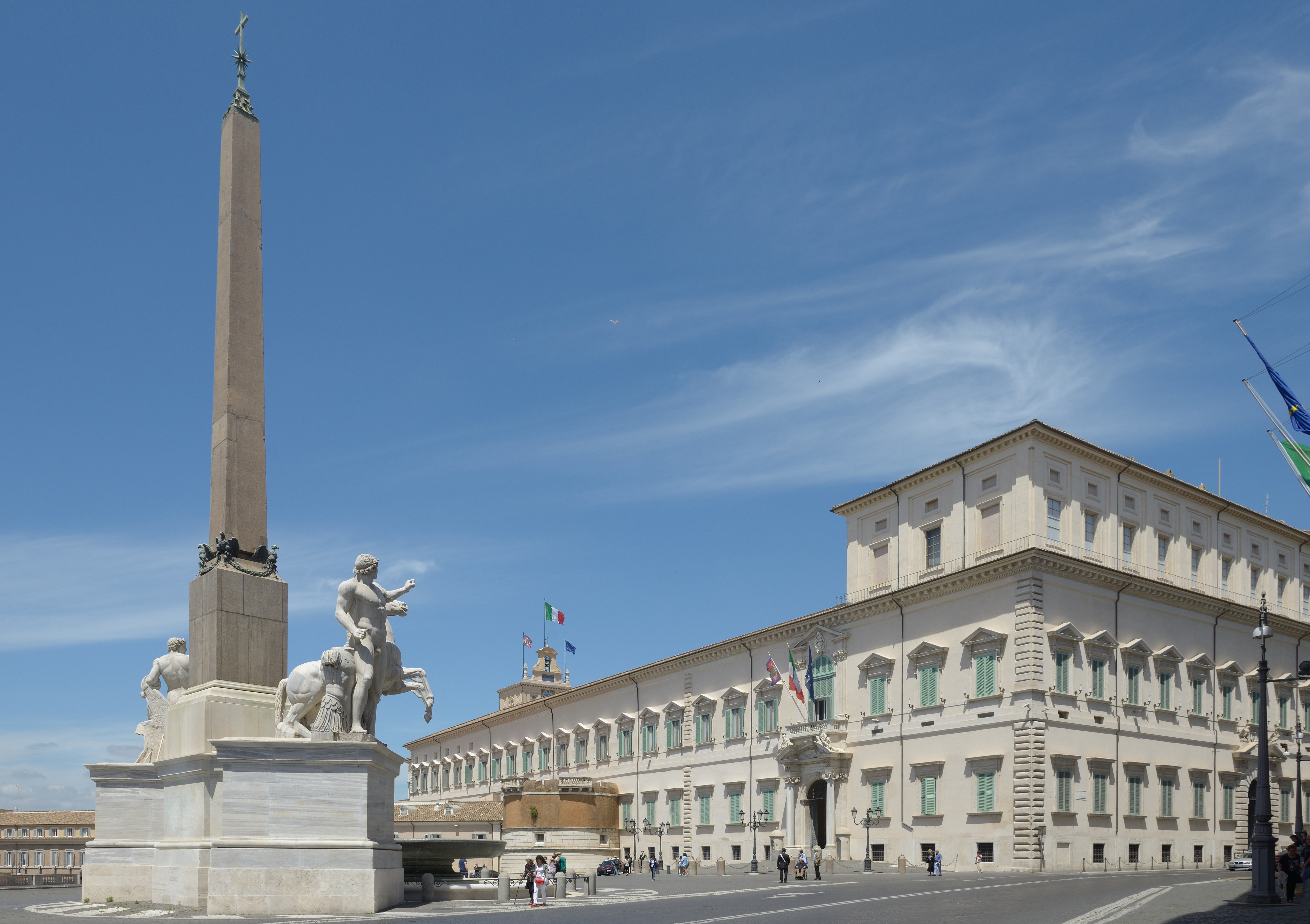
Quirinalspalast

Als Hauptstadt Italiens ist Rom seit 1871 Sitz vieler staatlicher Einrichtungen und Organe. Die Abgeordnetenkammer als größere Kammer des italienischen Parlaments hat ihren Sitz im Palazzo Montecitorio nahe dem Pantheon, während der Senat im Palazzo Madama tagt.
Der Staatspräsident Italiens hat seinen Amtssitz im Quirinalspalast, welcher früher Verwaltungsgebäude des Kirchenstaates und von 1871 bis 1946 Residenz der italienischen Könige war. Der Amtssitz des Ministerpräsidenten befindet sich seit 1961 im Palazzo Chigi, während er zuvor im 1925 errichteten Palazzo del Viminale lag. Zudem haben sämtliche Ministerien der Regierung ihren Sitz in Rom.
Die Stadt ist Sitz von 138 ausländischen Botschaften in Italien, unter anderem der deutschen und der österreichischen Botschaft.
In Rom haben alle vier derzeitigen italienischen Nachrichtendienste ihr Hauptquartier.

## Kultur und Sehenswürdigkeiten

### Überblick

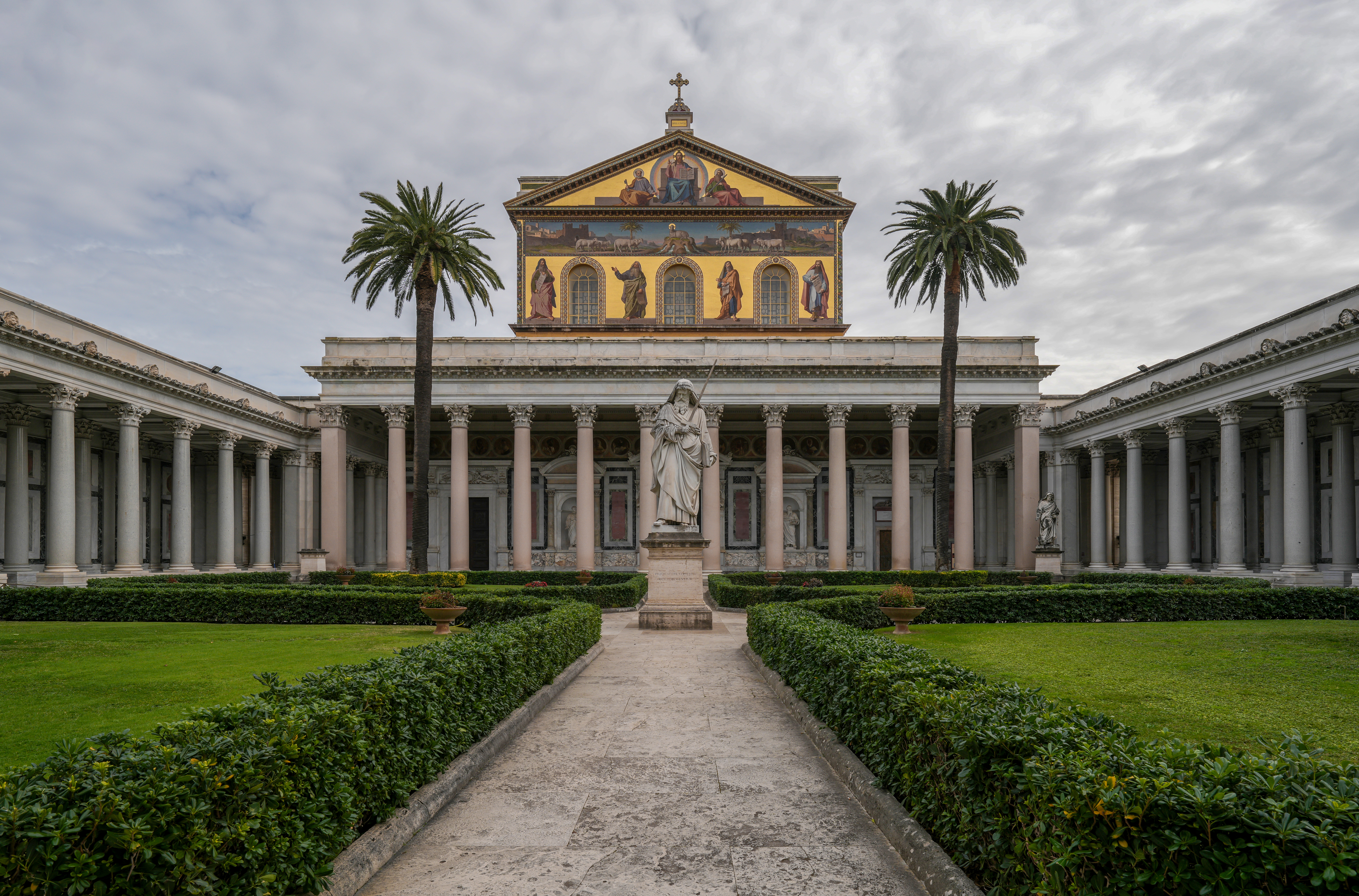
Sankt Paul vor den Mauern

Rom wurde der Überlieferung zufolge im Jahre 753 v. Chr. auf einem der sieben Hügel gegründet. Jedoch lassen Funde darauf schließen, dass schon 1000 v. Chr. in diesem Bereich menschliche Siedlungen existiert haben müssen. Besonders das Bild des Hügels Palatin und des nördlich gelegenen Tales ist durch antike Bauwerke bestimmt.
Dies ist darauf zurückzuführen, dass der Palatin in der Kaiserzeit Residenzhügel der Kaiser war, während sich im Tal zwischen dem Palatin und dem Kapitol das Forum Romanum befand, das Zentrum des städtischen Lebens im antiken Rom.
Als Innenstadt Roms gilt der Bereich innerhalb der Aurelianischen Mauer, die im 3. Jahrhundert um das Gebiet der sieben Hügel Kapitol, Quirinal, Viminal, Esquilin, Caelius, Aventin und Palatin errichtet wurde. Das historische Zentrum breitet sich zum großen Teil am linken Ufer des Tibers aus. Hier befinden sich die meisten und größten Baudenkmäler aus der Antike. Die christlichen Gebäude hingegen sind auf beiden Seiten des Tiber verstreut. Die Vatikanstadt mit dem weithin sichtbaren Petersdom befindet sich auf der rechten Seite des Tiber. Das historische Zentrum von Rom, der Petersdom und die Vatikanstadt wurden von der UNESCO im Jahre 1980 zum Weltkulturerbe erklärt.
Die äußere Stadt und die Peripherie Roms befinden sich im Bereich außerhalb der aurelianischen Mauer. Die Konzentration antiker Bauwerke ist hier deutlich geringer, wenn man auch immer wieder solche antrifft. Man findet jedoch zahlreiche Kirchen, welche auch in diesem Bereich errichtet wurden, so zum Beispiel die Basilika Sankt Paul vor den Mauern.
Die 1995 errichtete Moschee von Rom, 1150 Jahre nach einer gescheiterten Belagerung durch die Muslime, war bis 2005 die größte Moschee Europas und ein Zentrum des Islam in Italien.

### Bauwerke
Rom beherbergt als eine der großen Kulturstädte Europas zahlreiche Denkmale von der Zeit der Etrusker bis hin zur Gegenwart, wobei die Zeugnisse aus der Zeit der etruskischen Könige und der römischen Frühgeschichte eher spärlich sind. Umso umfangreicher sind die Hinterlassenschaften aus der Epoche des Römischen Reiches.

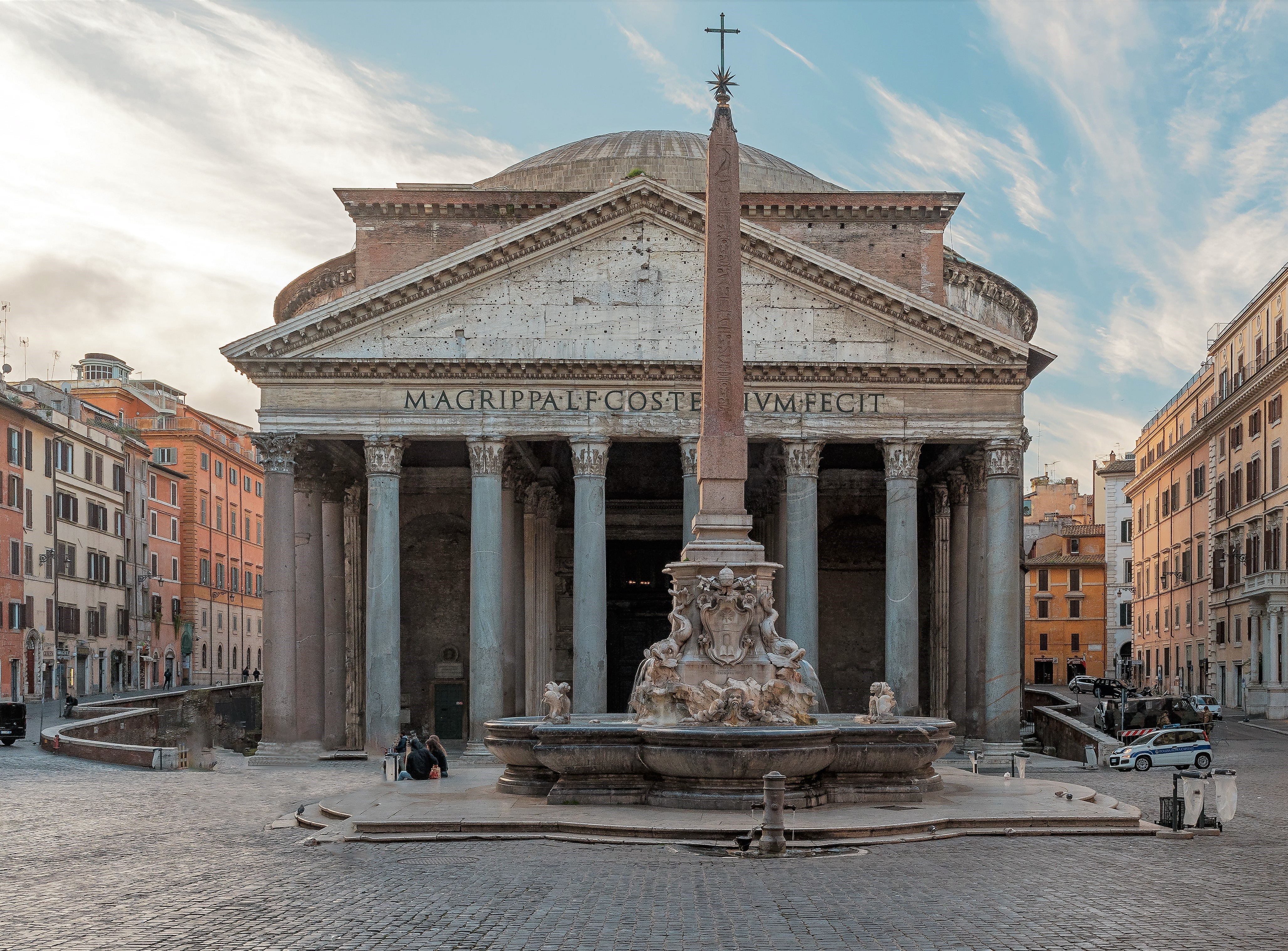
Pantheon

Innenansicht des Kolosseums

Sie reichen vom fast vollständig erhaltenen Pantheon (gegründet im Jahre 27 v. Chr., wiederaufgebaut zwischen 118 und 128 n. Chr.), dem einzigen erhaltenen Kuppelbau der Antike, bis zum eindrucksvollen Kolosseum (fertiggestellt 80 n. Chr.), dem größten Amphitheater der Antike, das Austragungsstätte von Gladiatorenkämpfen und anderen Schauspielen war. Seit dem Jahre 1999 dient das Kolosseum auch als Monument gegen die Todesstrafe: Immer wenn ein Staat dieser Welt die Todesstrafe abschafft, wird das Kolosseum 48 Stunden lang hell erleuchtet – was aber nur selten geschieht.

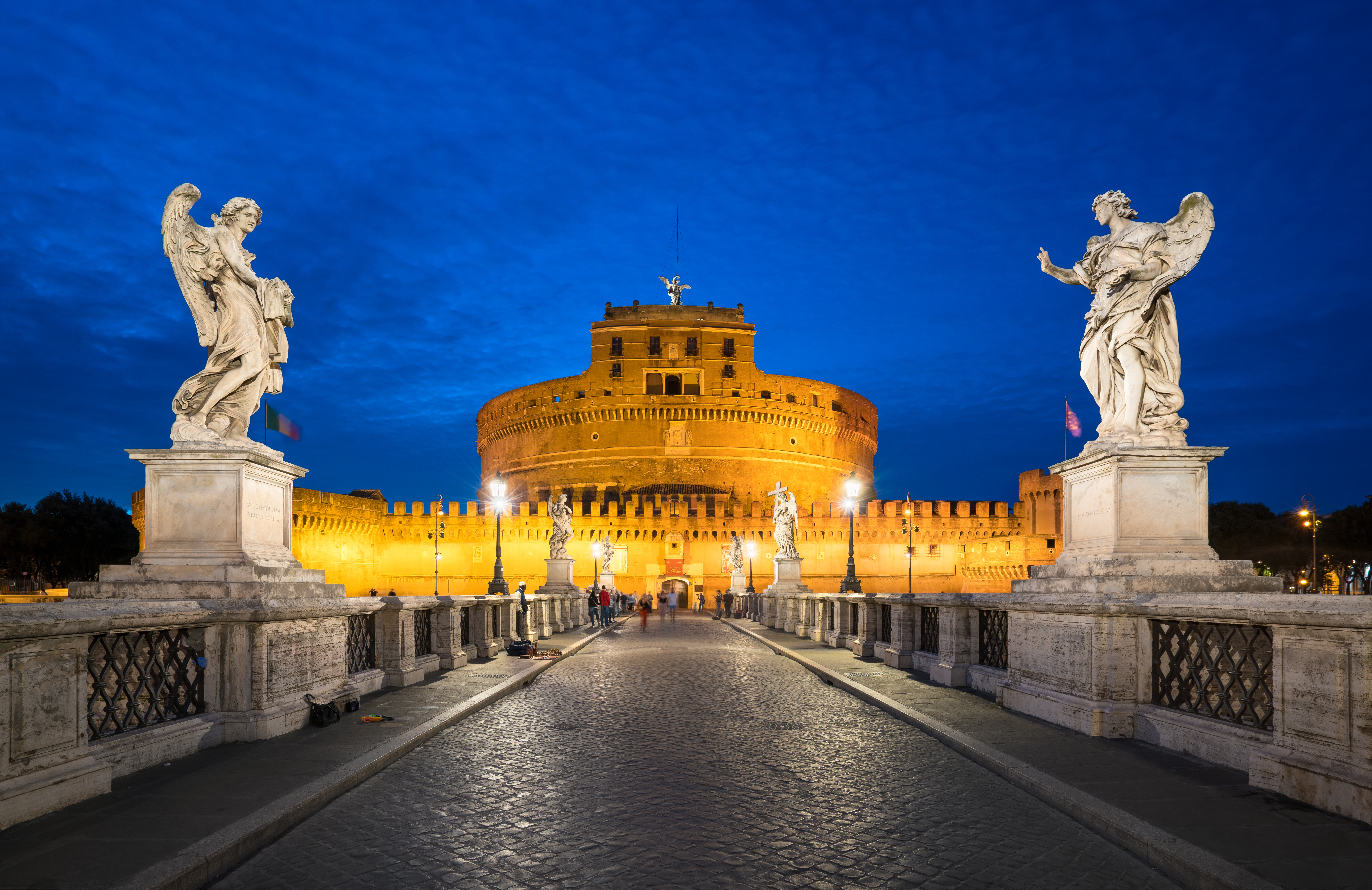
Engelsburg von der Engelsbrücke aus gesehen

In der Stadt findet man neben den antiken Stadtmauern Triumphbögen, einzigartige Kirchen und Paläste sowie große öffentliche Plätze; besonders bedeutend sind das Forum Romanum und die Kaiserforen, ebenso die Caracalla-Thermen (erbaut um 217 n. Chr.), die heute als Szenerie für die Opernaufführungen im Sommer genutzt werden, die Katakomben – weit verzweigte unterirdische Anlagen, in denen Christen ihre Gottesdienste feierten und bestattet wurden – und die Engelsburg, die als Mausoleum für den römischen Kaiser Hadrian erbaut und im Mittelalter zu einer Festung ausgebaut wurde.
Im 4. Jahrhundert wurde die Kirche San Paolo fuori le mura gebaut und nach der Zerstörung durch einen Brand im Jahre 1823 wiedererrichtet. Die Basilica San Giovanni in Laterano wurde im 4. Jahrhundert errichtet und im 17. und 18. Jahrhundert im Wesentlichen wiederaufgebaut. Die aus dem 5. Jahrhundert stammende Kirche San Pietro in Vincoli ist im 15. Jahrhundert restauriert worden und beherbergt die berühmte Moses-Statue von Michelangelo.

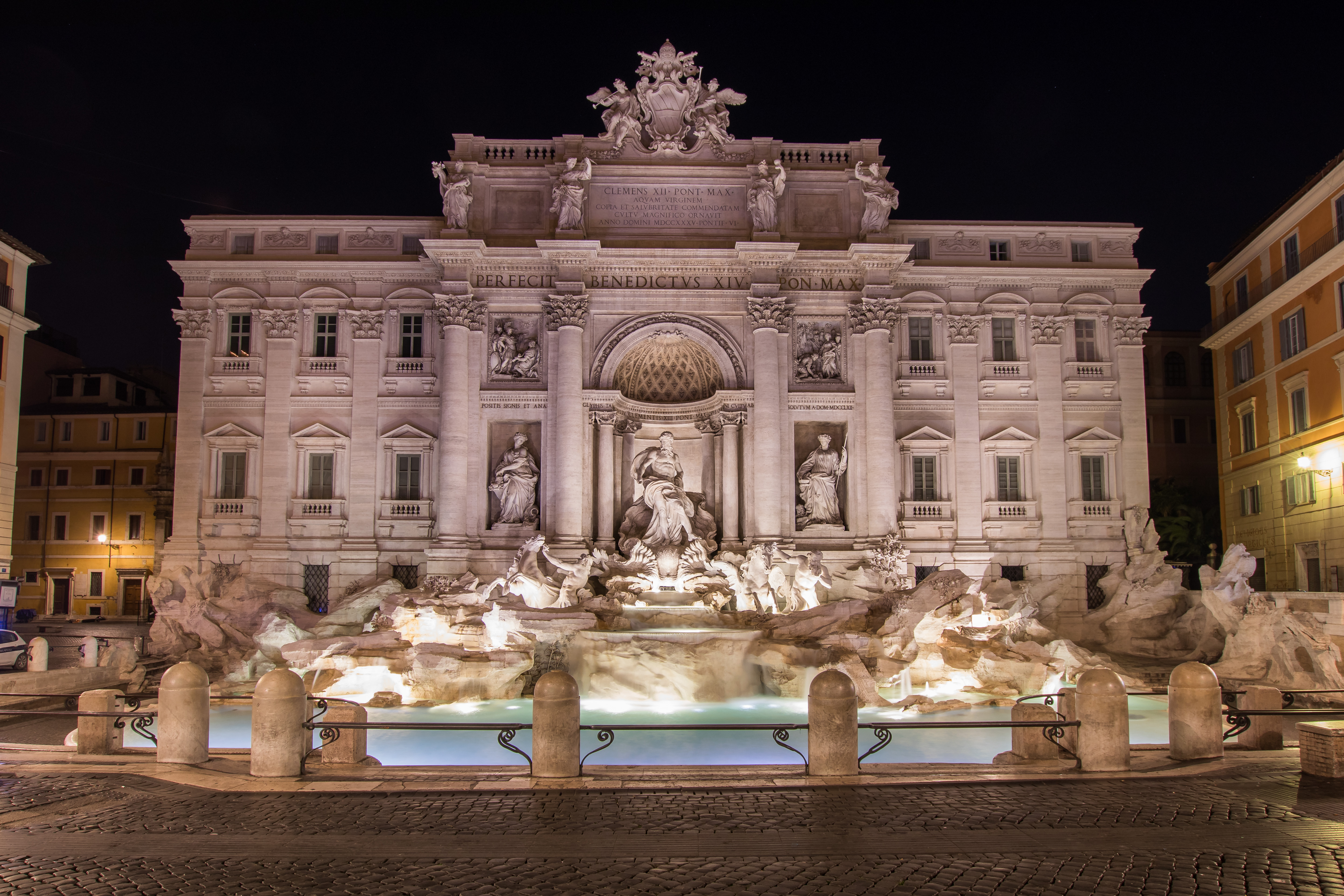
Trevi-Brunnen

Weitere bedeutende Bauwerke sind die Piazza Navona mit drei Brunnen (darunter die Fontana dei Quattro Fiumi, ein Hauptwerk des italienischen Bildhauers Gian Lorenzo Bernini), die Piazza del Campidoglio (Kapitolsplatz mit einer Bronzestatue des Kaisers Marcus Aurelius, die im 2. Jahrhundert n. Chr. fertiggestellt wurde), der Trevi-Brunnen (ein Barock-Brunnen aus dem 18. Jahrhundert, in den Touristen traditionell Münzen hineinwerfen und sich etwas wünschen) und die Piazza di Spagna mit der berühmten, aus dem 18. Jahrhundert stammenden Spanischen Treppe, die zu der aus dem 15. Jahrhundert stammenden Kirche Santissima Trinità dei Monti hinaufführt.

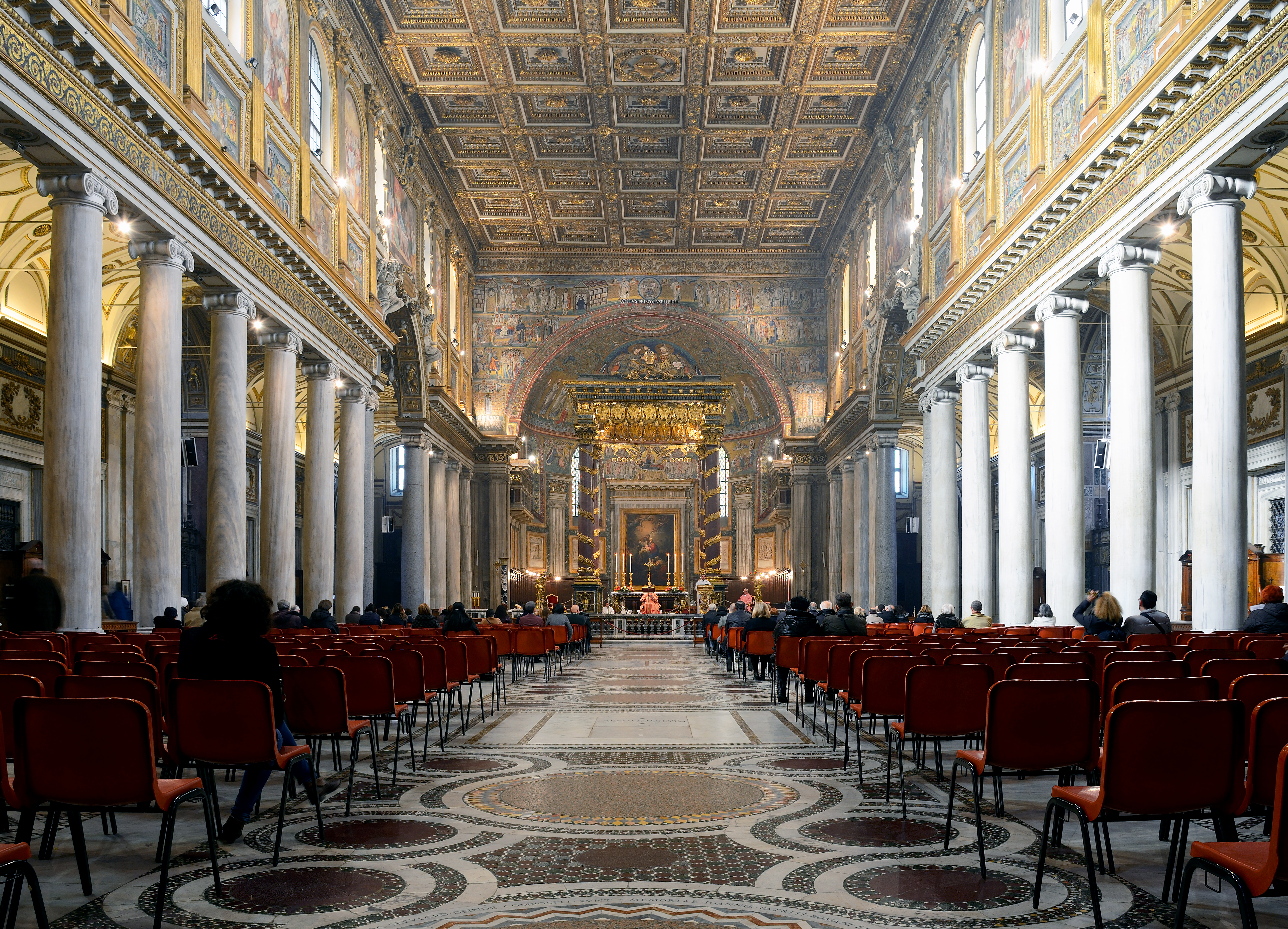
Santa Maria Maggiore

Weitere Sehenswürdigkeiten des christlichen Rom sind über die gesamte Stadt verstreut. Das christliche Zentrum bildet hierbei der nicht zugängliche Staat der Vatikanstadt mit dem Petersdom. Weitere große Kirchen wie die Lateranbasilika, Santa Maria Maggiore, Sankt Paul vor den Mauern befinden sich innerhalb des Stadtgebiets. Die meisten Kirchen sind besonders prunkvoll ausgestattet und enthalten Kunstwerke von unschätzbarem Wert.
Sehenswert und von allen Panoramapunkten aus zu erblicken ist auch die Große Synagoge von Rom.
Sehenswürdigkeiten des modernen Rom befinden sich eher in den äußeren Bezirken der Stadt, wie zum Beispiel Bauwerke für die Olympischen Sommerspiele 1960, entworfen von Pier Luigi Nervi, einem der führenden italienischen Architekten des 20. Jahrhunderts, aber auch Ehrenmäler und Hochhäuser. Über die ganze Stadt verteilt sind zahlreiche weitere Baudenkmäler, Plätze, Brunnen und Obelisken, welche von großen Künstlern geschaffen und prunkvoll verziert wurden. Im Westen der Stadt entstand 1972–1982 mit dem Wohnkomplex Corviale das längste Wohnhaus Europas.

### Parks und Plätze

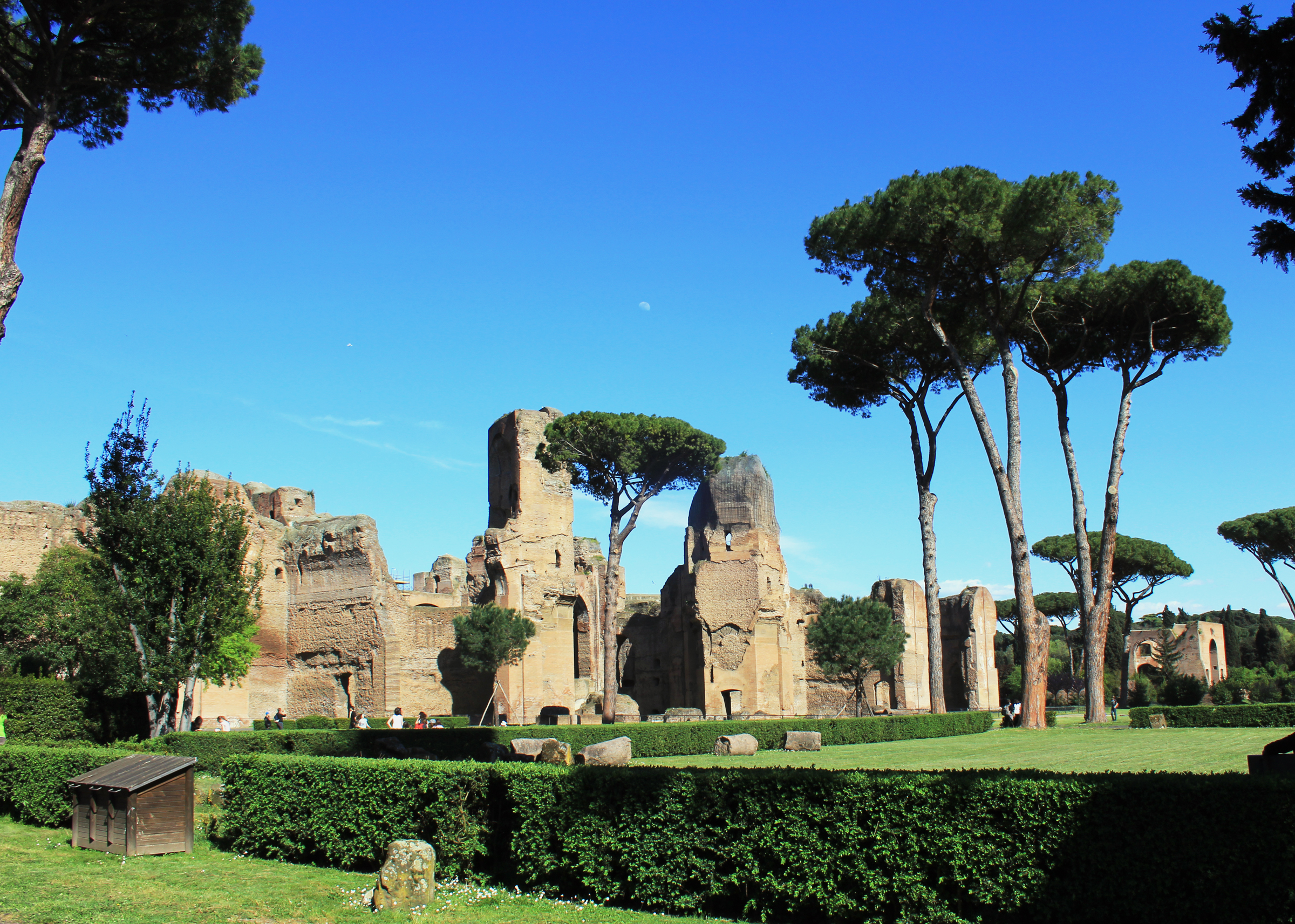
Park bei den Caracalla-Thermen

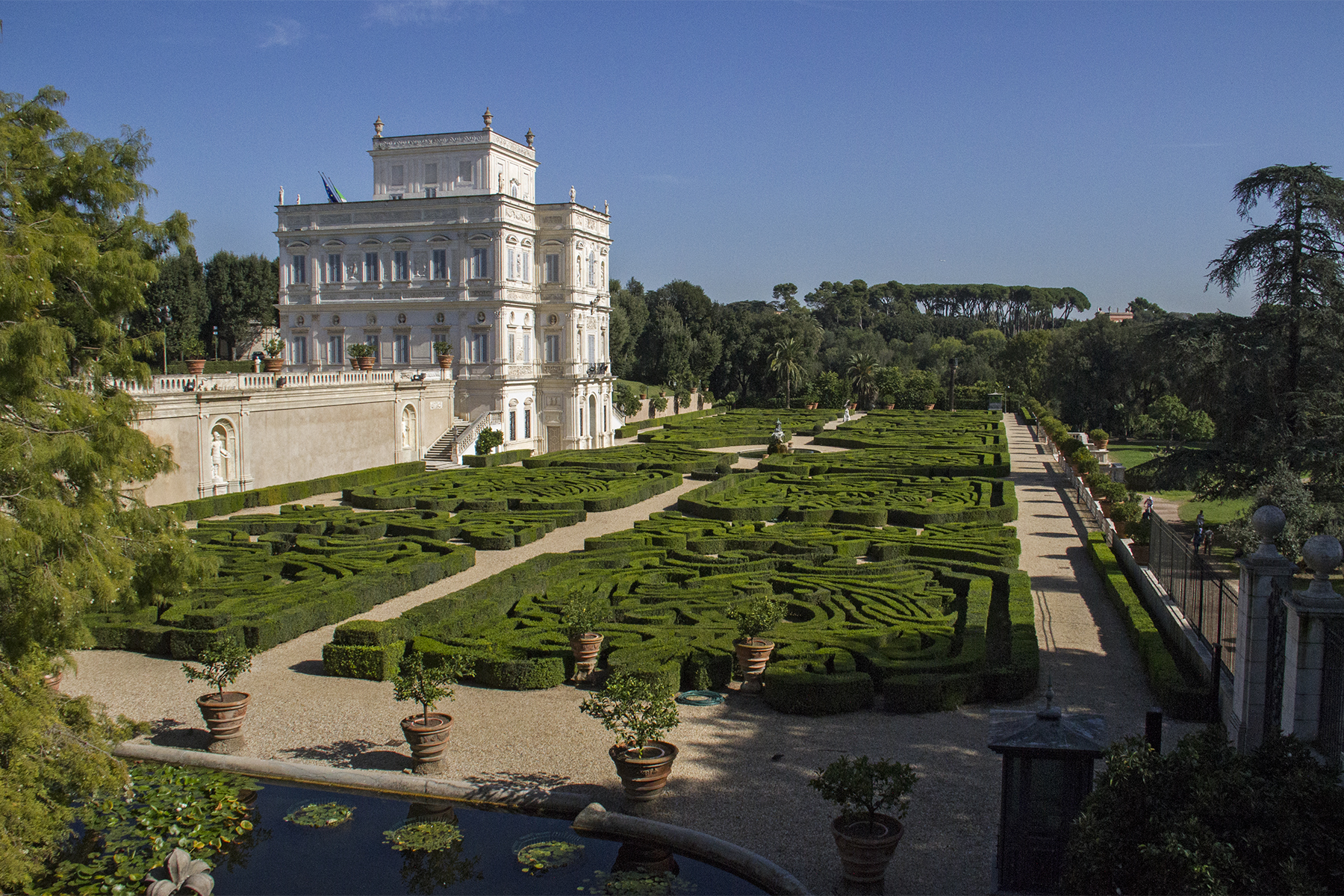
Villa Doria Pamphilj

Unter den zahlreichen fürstlichen Villen, die das päpstliche Rom umringten, existieren noch mit ihren riesigen Parkanlagen Villa Borghese, Villa Ada und Villa Doria Pamphilj. Villa bezeichnet in Rom in der Regel den Park, nicht das Gebäude. Weitere Parks sind:
- Colle Oppio (Esquilin), in der Nähe des Kolosseums, dort befindet sich die Domus Aurea.
- Parco degli Acquedotti, Grünfläche mit Überresten von sieben Aquädukten
- Parco Nemorense, auch Parco Virgiliano genannt, in der Nähe der Via Nemorense.
- Parco Savello (auch: Giardino degli Aranci), Grünanlage am Tiber – mit Orangenbäumen
- Parco degli Scipioni in der Nähe der Porta Latina.
- Städtisches Rosarium (Roseto comunale), beim Circus Maximus, an den Hängen des Aventin.
- Villa Albani, im Stadtteil Nomentano-Trieste.
- Villa Aldobrandini, an der Via Nazionale.
- Villa Balestra, im Stadtteil Parioli.
- Villa Bonelli, zwischen der Via della Magliana und der Via Portuense.
- Villa Borghese
- Villa Carpegna, oberhalb der Via Gregorio VII Stadtteil Aurelio.
- Villa Celimontana, am Caelius, nahe dem Kolosseum.
- Villa Chigi, im Stadtteil Trieste.
- Villa Corsini, beherbergt den Zoologischen Garten Roms, den Bioparco Rom.
- Villa Farnesina in Trastevere (Via della Lungara), beherbergt die Accademia Nazionale dei Lincei.
- Villa Fiorelli, in der Nähe der Via Montepulciano
- Villa Giulia, in der Nähe des Piazzale delle Belle Arti, beherbergt das Museo Nazionale Etrusco di Villa Giulia
- Villa Glori, auch bekannt als Parco della Rimembranza, in unmittelbarer Nähe der della Villa Ada.
- Villa Gordiani, in der Nähe der Via Prenestina.
- Villa Lazzaroni, in der Nähe der Via Appia Nuova.
- Villa Leopardi, in der Nähe der Via Nomentana.
- Villa Medici, bei der Dreieinigkeitskirche (Trinità dei Monti), Sitz der Accademia di Francia.
- Villa Mercede, in der Nähe der Via Tiburtina, in der Nähe des Stadtteils San Lorenzo.
- Villa Paganini, kürzlich restauriert, in der Nähe der Via Nomentana.
- Villa Sciarra, an der Via Calandrelli.
- Villa Stuart, im Stadtteil Monte Mario.
- Villa Torlonia (errichtet von Giuseppe Valadier), in der Nähe der Via Nomentana.

### Museen

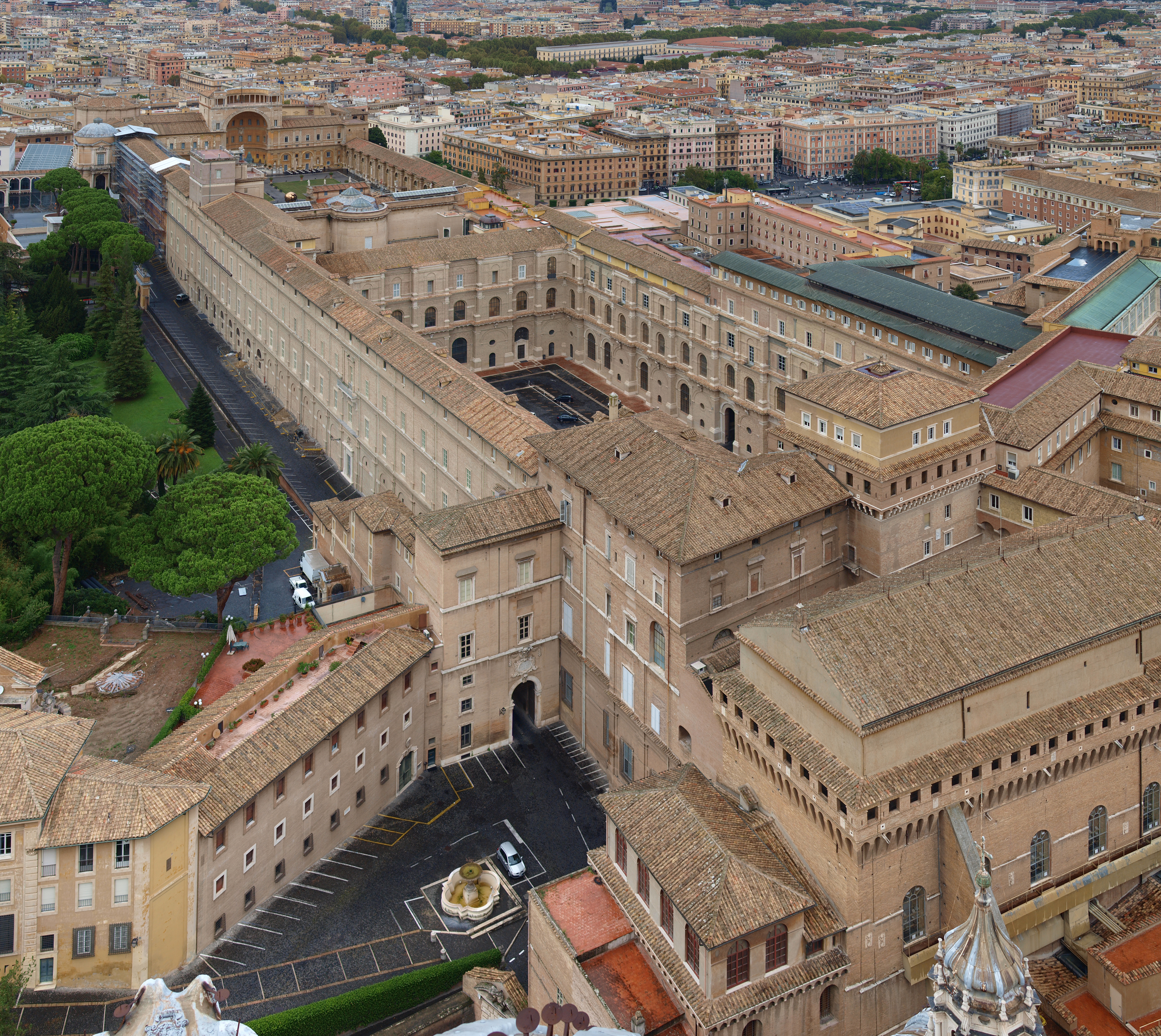
Blick auf die Vatikanischen Museen

Das älteste Museum Roms sind die 1471 eingerichteten Kapitolinischen Museen, die neben den wesentlich größeren Vatikanischen Museen zu den bedeutendsten Kunstkollektionen Roms gehören.
In der Villa Giulia, dem Landhaus von Papst Julius III., welches Mitte des 16. Jahrhunderts errichtet wurde, ist eine herausragende Sammlung etruskischer und antik-römischer Kunst untergebracht. Die Kunstsammlung der Familie Borghese wird in deren Palast aus dem frühen 17. Jahrhundert ausgestellt. Sie trägt den Namen Galleria Borghese und besteht vor allem aus Gemälden und Plastiken.
Die weltweit herausragende archäologische Sammlung des Museo Nazionale Romano verteilt sich auf fünf Standorte und ist im Palazzo Massimo alle Terme, der Aula Ottagona, dem Palazzo Altemps, den Diokletiansthermen und dem Theater des Balbus untergebracht. Ebenfalls bedeutend sind die Gemäldegalerien im Palazzo Doria-Pamphilj, im Palazzo Colonna und im Palazzo Corsini, die Renaissance-Bronzensammlung im Palazzo Venezia und die Gemäldesammlung im Palazzo Barberini.
Die Moderne ist durch das MAXXI – Museo nazionale delle arti del XXI secolo repräsentiert. Das futuristisch gestaltete Gebäude der Architektin Zaha Hadid wurde im Jahr 2009 eröffnet und versteht sich als kreativer Ort und Labor für zeitgenössische Kunst und Architektur.

### Theater

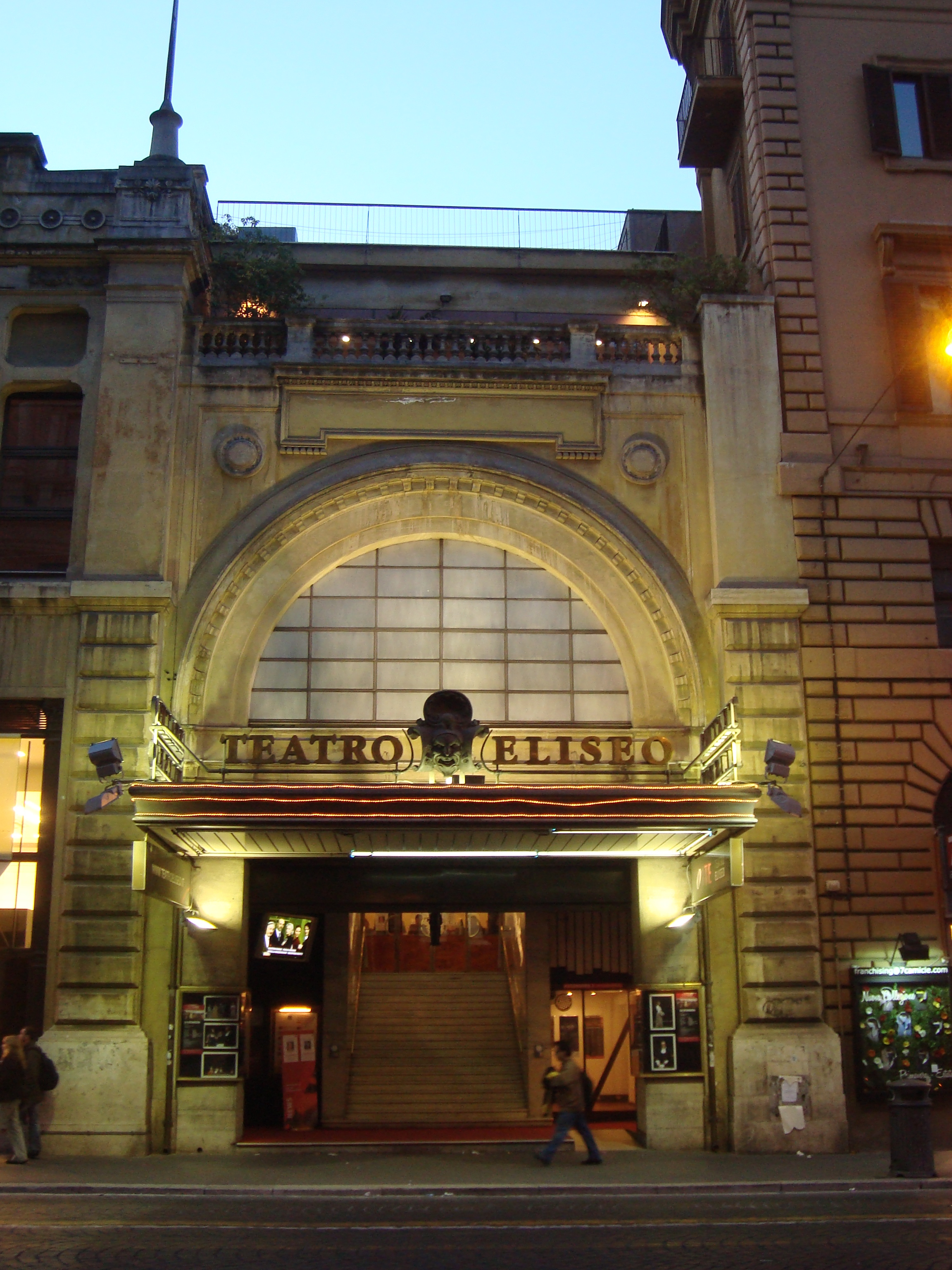
Teatro Eliseo

Rom spielt eine führende Rolle im italienischen Kulturleben. Im Opernhaus der Stadt, dem Teatro dell’Opera di Roma, das zu den größten in Italien zählt, werden im Stagionebetrieb Opernaufführungen und Ballette geboten; im Sommer finden die Aufführungen in den Caracalla-Thermen statt. Außerdem gibt es in Rom etwa 150 Theater und sechs Konzertsäle, die außerhalb der Sommermonate mit einem abwechslungsreichen Programm aufwarten.
Eines der ältesten Theater Roms ist das Teatro Argentina, das auf das Jahr 1732 zurückgeht. Das Teatro Eliseo wurde 1900 eröffnet und bietet im großen Theatersaal 760 und im kleineren Saal 265 Gästen Platz. Im April 2002 wurde im nördlichen Teil der Stadt der Konzertpark Auditorium Parco della Musica eröffnet; das rund 50.000 Quadratmeter große Areal umfasst unter anderem drei Konzerthallen mit 700, 1200 und 2700 Plätzen, die nach Plänen des Genueser Architekten Renzo Piano erbaut wurden.

### Musik

#### Kunstmusik
Angesichts der bedeutenden Rolle, die Rom im Laufe der Jahrhunderte spielte, verwundert es kaum, dass es in Renaissance und Barock auch zu den wichtigsten Zentren der Musik gehörte. Nicht nur in der Kapelle des Vatikans, sondern auch in den zahlreichen Kirchen in Rom selber wirkten viele bedeutende Musiker. Dabei waren die führenden Positionen im 15. und in der ersten Hälfte des 16. Jahrhunderts meist in der Hand von „Niederländern“ (das heißt im zeitgenössischen Sinne von Meistern der franko-flämischen Polyphonie), Franzosen, und vor allem in der Sixtinischen Kapelle auch von Spaniern. So waren die bedeutendsten Musiker der Renaissance in Rom: Josquin Desprez (ca. 1455–1521), der etwa von 1486 bis 1495 in der päpstlichen Kapelle sang, und Cristóbal de Morales (1500–1553), der von 1535 bis 1545 Mitglied der päpstlichen Kapelle war und mehrere Messbücher in Rom publizierte; kurzfristig (1553–1554) wirkte auch der jugendliche Orlando di Lasso (1532–1594) hier als Kapellmeister von San Giovanni in Laterano; Tomás Luis de Victoria (ca. 1548–1611) lebte 20 Jahre von 1565 bis 1585 in Rom, und war ab 1571 Kapellmeister des Seminario Romano.

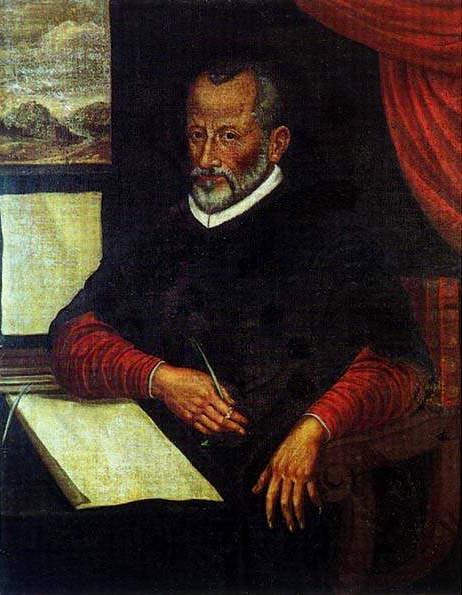
Giovanni Pierluigi da Palestrina

Der erste wichtige einheimische Komponist in Rom war Costanzo Festa (1490–1545), doch der einflussreichste und berühmteste von allen war der große Vokalpolyphonist Giovanni Pierluigi da Palestrina (1525–1594), der die strengen Forderungen der Gegenreformation nach größerer Textverständlichkeit gekonnt umsetzte, und daher jahrhundertelang als Erneuerer und „Retter“ der Kirchenmusik galt. Er war nicht nur Kapellmeister des Papstes im Vatikan, sondern auch zeitweise im Lateran, in Santa Maria Maggiore, und am Seminario Romano. Ihm folgte eine ganze Schule von römischen Kirchenkomponisten, darunter Gregorio Allegri (1582–1652), dessen in der Karwoche in der Capella Sistina gesungenes Miserere bis weit ins 19. Jahrhundert hinein einen geradezu mystischen Ruf hatte und das von Mozart 1770 nach dem Gehör aufgeschrieben wurde. Im 17. Jahrhundert begründete der jahrzehntelang am Collegium Germanicum wirkende Giacomo Carissimi (1605–1674) das Oratorium als religiöse Alternative zur Oper. In Rom lebte und wirkte außerdem der deutsche Jesuit und Schriftsteller Athanasius Kircher, dessen 1650 veröffentlichte Musurgia Universalis – sein bekanntestes Werk – auch Einblicke in das zeitgenössische römische Musikleben gewährt.

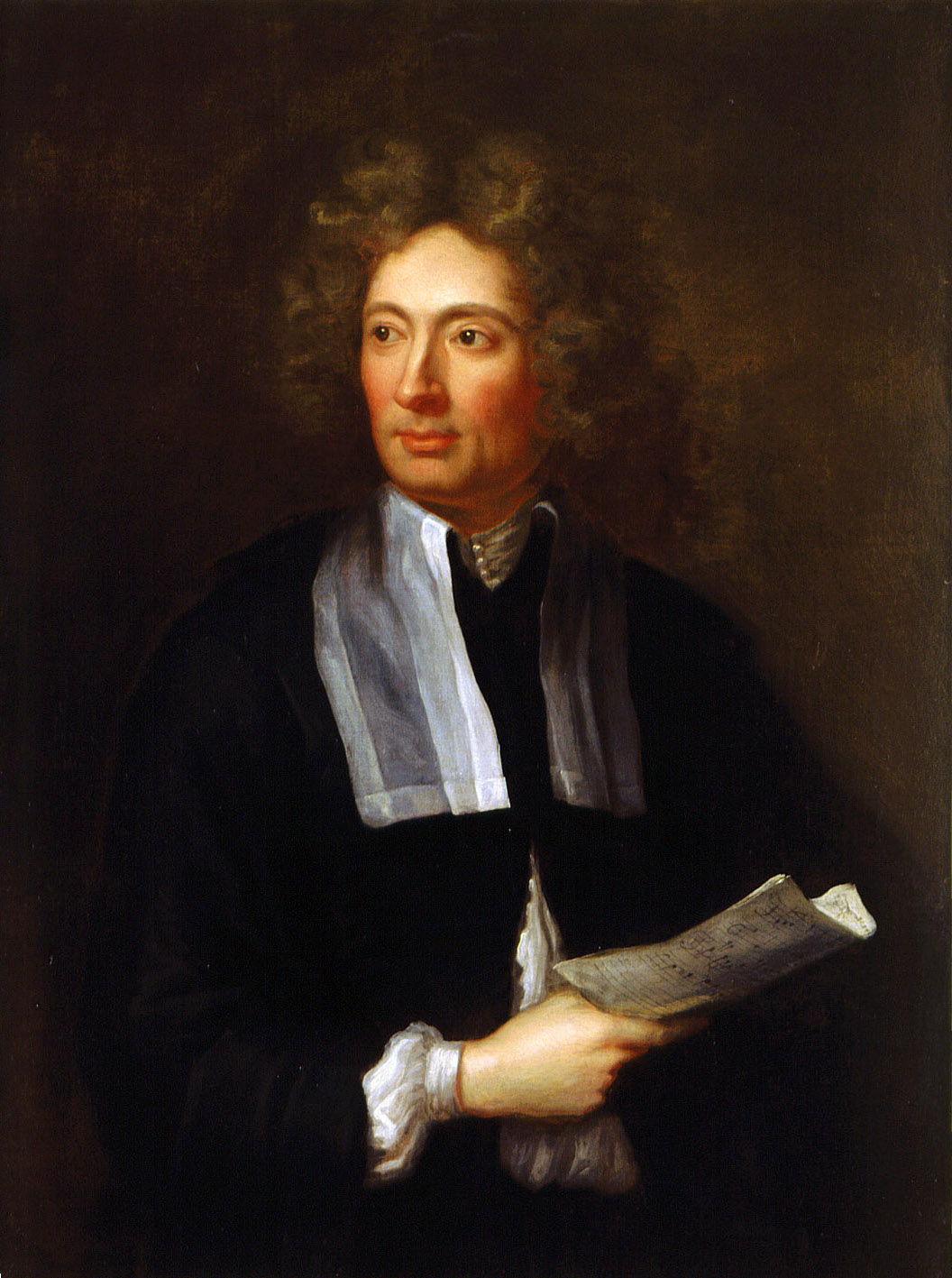
Arcangelo Corelli

Auf dem Gebiet der Instrumentalmusik stechen hervor: die Organisten und Cembalisten Girolamo Frescobaldi (1583–1643) und Bernardo Pasquini (1637–1710), und der Violinist Archangelo Corelli (1653–1713), dessen Sonaten und Concerti grossi einen erheblichen Einfluss auf die Musik seiner Zeit hatten, unter anderem auch auf Johann Sebastian Bach (1685–1750) und Georg Friedrich Händel (1685–1759). Dieser war Anfang des 18. Jahrhunderts bei seiner Italienreise vorübergehend auch in Rom, schuf einige bedeutende Jugendwerke, die hier ihre Uraufführung erlebten, darunter das spektakuläre Dixit Dominus (HWV 232) und das Oratorium Il trionfo del Tempo e del Disinganno.
Die römische Oper war im 17. und 18. Jahrhundert durch ein päpstlich verhängtes Auftrittsverbot für Frauen geprägt, was letztlich einer der ausschlaggebenden Gründe für den Erfolg der Kastraten war, die auch in der päpstlichen Kapelle und den hunderten römischen Kirchen sangen. Zeitweise versuchten einige Päpste im 17. und Anfang des 18. Jahrhunderts auch, die Oper ganz zu unterdrücken, was dem Oratorium als Ersatz besonderen Vorschub leistete. Solch musikfeindlichen Tendenzen standen jedoch viele und bedeutende Musikliebhaber und Mäzene gegenüber, wie die Kardinäle Pietro Ottoboni und Benedetto Pamphilj, die nicht nur Aufführungen in ihren eigenen Palästen veranstalteten, sondern sogar selber Texte für Kantaten, Oratorien und Opern schrieben; zu den berühmten Musikmäzenen Roms gehören auch die Exköniginnen Christina von Schweden und Maria Casimira von Polen sowie diverse Adelige, wie Fürst Francesco Maria Ruspoli. Zu den wichtigsten Musikern, die in Rom als Opern- und Oratorienkomponisten wirkten, gehören: Luigi Rossi (um 1598–1653), Alessandro Stradella (1639–1682), Bernardo Pasquini (1637–1710), Alessandro Scarlatti (1660–1725), Antonio Caldara (1670–1736) und Domenico Scarlatti (1685–1757).
Obwohl Rom im Vergleich mit Venedig, Neapel und Mailand für die Geschichte der Oper vor allem im 18. und 19. Jahrhundert weniger bedeutend war, erlebten einige der berühmtesten Opern an römischen Theatern ihre Uraufführung, darunter Rossinis Il barbiere di Siviglia (im Teatro Argentina 1816), Verdis Il trovatore (Teatro Apollo, 1853) und Un ballo in maschera (Teatro Apollo, 1859) und Giacomo Puccinis Tosca (Teatro Costanzi, 1900) – die Handlung der letzteren spielt auch in Rom, unter anderem in der Engelsburg.
Im 20. Jahrhundert wirkte Ottorino Respighi (1879–1936) in Rom, der der ewigen Stadt mit seinen sinfonischen Dichtungen Fontane di Roma (1916), Pini di Roma (1924) und Feste Romane (1928) ein musikalisches Denkmal setzte.
Für Klassische Musik wurde 2002 das Auditorium Parco della Musica in der Nähe des Parks der Villa Glori, im nördlichen Teil der Stadt, errichtet. Es ist über die Straßenbahnlinie 2 an der Station Apollodoro zu erreichen.

#### Volksmusik

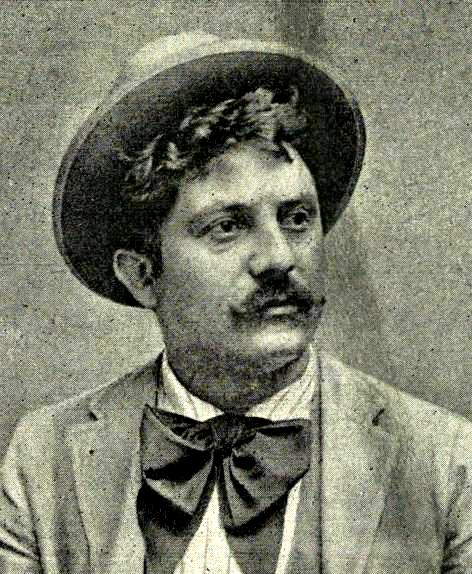
Giggi Zanazzo, der „Vater“ des römischen Liedes

Erste Spuren der römischen Volksmusik stammen aus dem 13. Jahrhundert, mit dem Lied Sonetto (auch bekannt als Bella quanno te fece mamma tua), das später im Volksmund namensgebend für die römische Musiktradition wurde. Die melodischen Charakteristika dieser Lieder blieben laut dem Komponisten Alessandro Parisotti im Lauf der Jahrhunderte praktisch unverändert.
Das Jahr 1890 gilt gemeinhin als Geburtsjahr des modernen römischen Liedes, mit der Veröffentlichung des Liedes Feste di maggio (mit einem Text von Giggi Zanazzo, dem „Vater“ des modernen römischen Liedes, und Musik von Antonio Cosattini), das für einen Schönheitswettbewerb in Rom anlässlich des 20-jährigen Jubiläums des Hauptstadtstatus geschrieben wurde. Der Erfolg des Titels weckte das Interesse der römischen Künstlerszene, woraufhin 1891 die Verleger Pietro Cristiano und Edoardo Perino die ersten Musikwettbewerbe für römische Lieder initiierten. Die Wettbewerbstradition fasste auch hier schnell Fuß und wurde mit den Feierlichkeiten zum Johannistag verbunden; sie hielt sich bis zum Ausbruch des Zweiten Weltkriegs.

### Kulinarische Spezialitäten

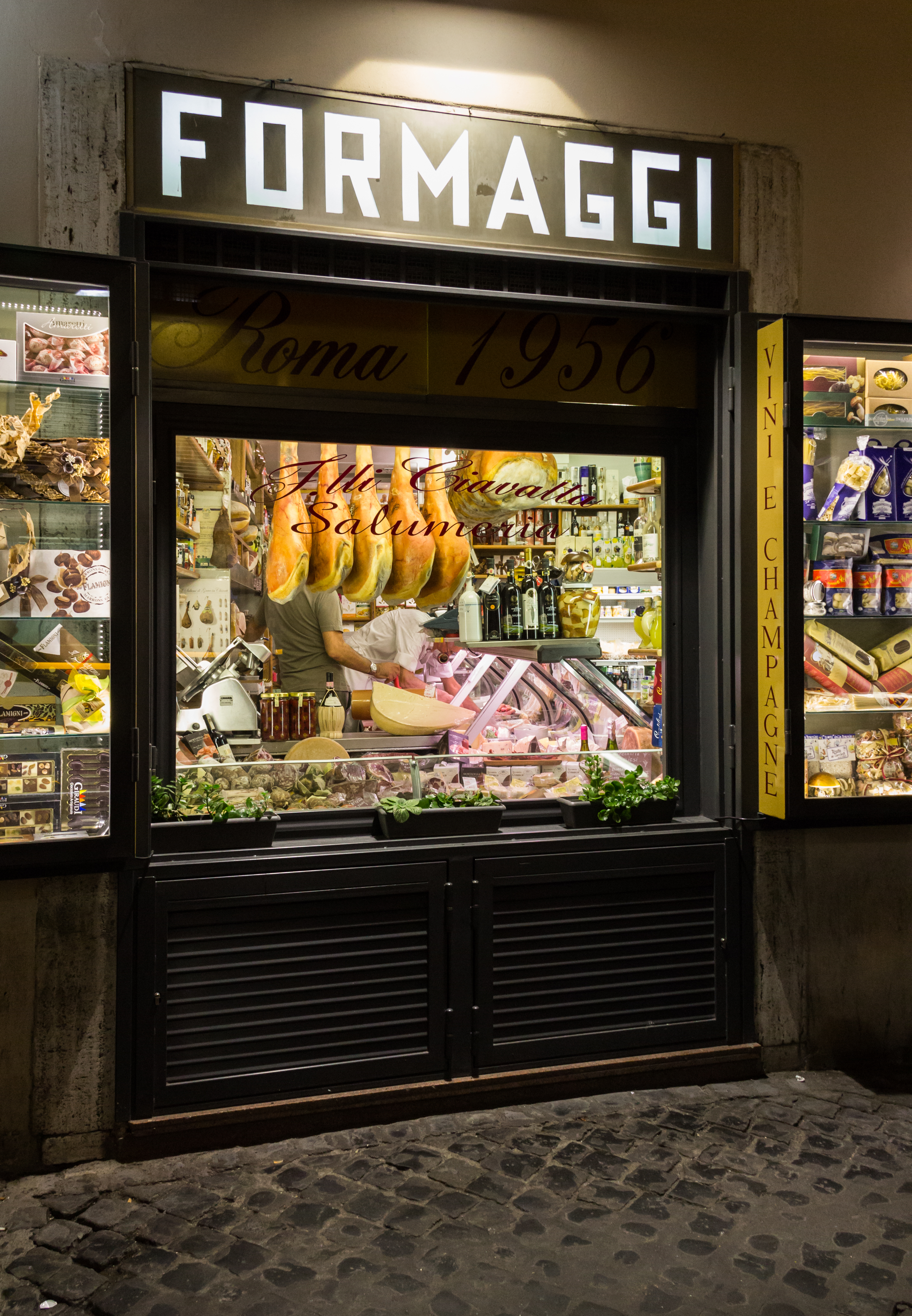
Lebensmittelladen in der Altstadt

Das kulinarische Angebot in Rom ist abwechslungsreich und reicht von der Küche berühmter Köche wie Heinz Beck bis zur typisch römischen Küche mit Einflüssen der jüdischen Küche zur Zubereitung von Schalentieren über Spezialitäten aus Latium bis hin zu Fischgerichten.
Typische Gerichte der römischen Küche sind die coda alla vaccinara, Ochsenschwanz in Wein mit Tomaten und Pfefferschoten gekocht, die pajata, gefüllter Kalbsdarm mit Tomatensoße, das abbacchio alla scottadito (Milchlammkoteletts), oder die trippa alla romana (Kutteln in Tomaten-Minzsoße), die mit der Zeit immer weiter verfeinert wurden und heute Spezialitäten sind. Schmackhaft sind auch die Supplì, frittierte Reisklößchen gefüllt mit Mozzarella, gefüllte Zucchiniblüten und Bruschette, geröstete Brotscheiben mit Öl und Knoblauch oder auch in vielen anderen Varianten, beispielsweise mit Tomaten. Eine weitere römische Spezialität sind verschiedene Zubereitungsarten von jungen Artischocken, beispielsweise alla Romana mit Knoblauch und Minze im Ofen gedünstet oder frittiert alla Giudea, und aus der jüdisch-römischen Küche kommt das beliebte Baccalà, frittierte Kabeljaufilets, die oft als Imbiss zwischendurch gegessen werden. Ein weiterer beliebter Imbiss der Stadt und der Umgebung ist porchetta, ein großer Rollbraten aus entbeintem jungem Schwein.
Auch zwei der berühmtesten Nudelgerichte kommen aus Rom, die Bucatini all’amatriciana und die Spaghetti alla carbonara. Sie zählen zu vier typischen, miteinander verwandten Nudelzubereitungen der römischen Küche: cacio e pepe (nur mit Pecorino und Pfeffer), alla gricia (Pecorino, Pfeffer, Guanciale) all’amatriciana (Pecorino, Pfeffer und/oder Peperoncini, Guanciale, Tomaten) und alla carbonara (Pecorino, Pfeffer, Guanciale, Ei). Letztere wurde einer Legende nach in der Besatzungszeit für amerikanische Soldaten als Ersatz für deren typisches Frühstück mit Speck und Ei erfunden. Tatsache ist, dass sich erst seit der Nachkriegszeit Belege für Namen und Rezept finden lassen.
Die römische Pizza ist im Gegensatz zur neapolitanischen oft eine Pizza bianca ohne passierte Tomaten; sowohl Pizza bianca als auch Pizza rossa gibt es in verschiedenen Zubereitungsarten.

### Sport

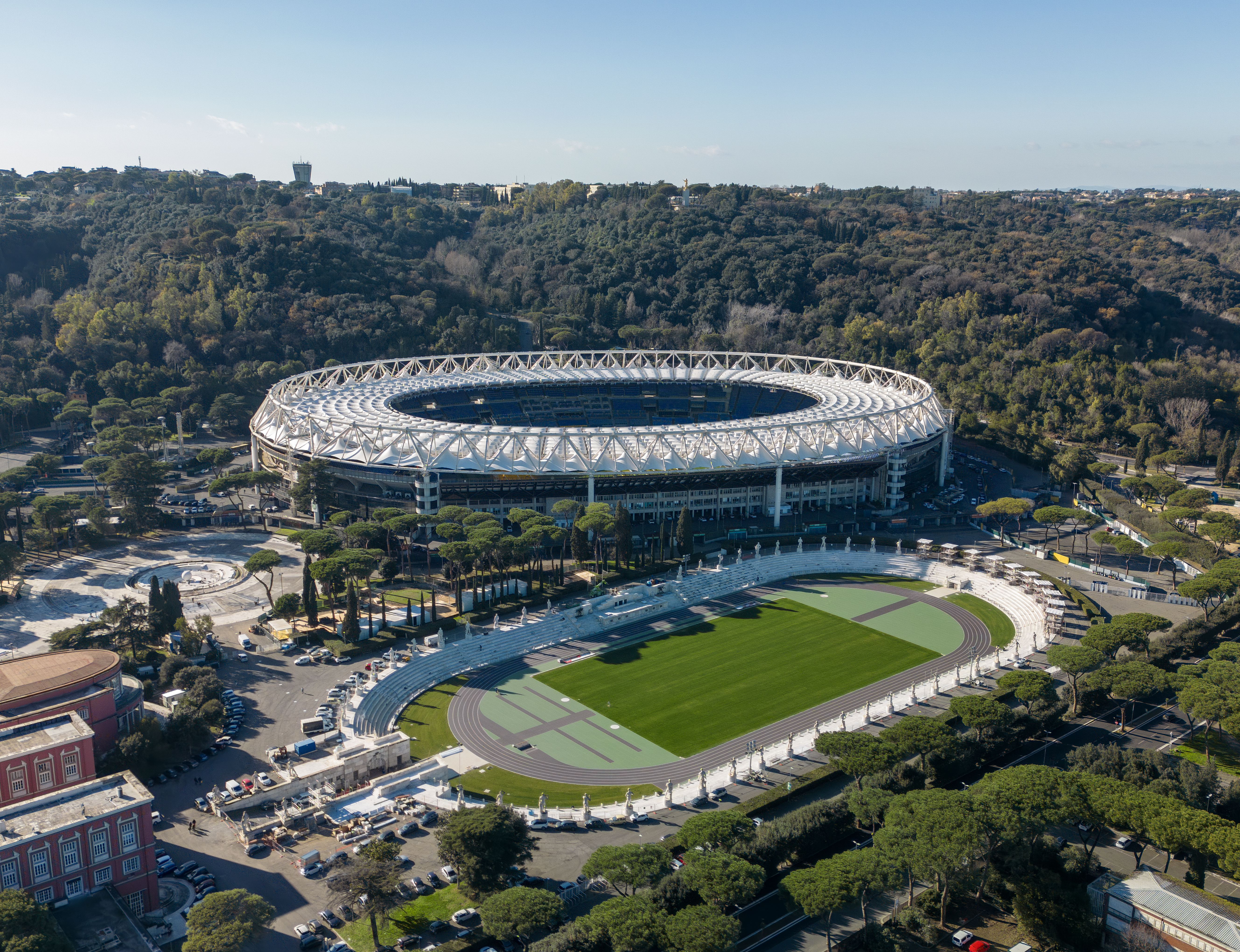
Das Olympiastadion im Foro Italico am Tiber

In der Stadt gibt es mit dem 1900 gegründeten Lazio Rom und der 1927 gegründeten AS Rom zwei national und international bedeutende Fußballvereine. Beide Vereine tragen ihre Heimspiele im rund 73.000 Zuschauer fassenden Olympiastadion aus. Das Stadion liegt im Norden der Stadt.
Die AS Rom wurde dreimal Italienischer Meister, neunmal Italienischer Pokalsieger und gewann einmal die UEFA Conference League. Lazio Rom wurde zweimal Meister, sechsmal Pokalsieger und gewann einmal den Europapokal der Pokalsieger.
Rom war Austragungsort der Olympischen Sommerspiele 1960 und der ersten Paralympics überhaupt.
Die Italienische Rugby-Union-Nationalmannschaft bestreitet während den jährlichen Six Nations ihre Heimspiele im Olympiastadion.
An einem Sonntag im März wird jedes Jahr der Rom-Marathon ausgetragen. Einige Wochen zuvor findet der Halbmarathon Roma – Ostia statt.

## Wirtschaft und Infrastruktur

### Wirtschaft
Laut einer Studie aus dem Jahr 2014 erwirtschafte der Großraum Rom ein Bruttoinlandsprodukt von 163,2 Milliarden US-Dollar (KKB). In der Rangliste der wirtschaftsstärksten Metropolregionen weltweit belegte er damit den 76. Platz. Das BIP pro Kopf lag bei 38.025 US-Dollar gegenüber 41.147 im Großraum Mailand. Insgesamt sind hier ca. 2 Millionen Personen beschäftigt.
Rom ist seit dem Zweiten Weltkrieg der dynamischste Wirtschaftsstandort in Italien. Seine Wirtschaft basiert auf Dienstleistungsbranchen, profitiert speziell von ansässigen Staatsbetrieben und Großkonzernen (Eni, Enel, Leonardo S.p.A., Poste Italiane, Rai – Radiotelevisione Italiana, TIM, Unicredit) sowie dem Fremdenverkehr. Daneben dominieren besonders der Groß- und Einzelhandel.
Als Industriestandort produziert Rom vor allem die traditionellen Industrieerzeugnisse Textilien und Souvenirs für Touristen sowie die neueren Erzeugnisse wie Lebensmittel, pharmazeutische Produkte, Maschinen, Papier- und Metallwaren. Daneben ist Rom wegen des Klimas und der Monumente auch für die Filmindustrie ein wichtiger Standort (Cinecittà).

### Tourismus
Rom ist ein bedeutendes Zentrum des internationalen Tourismus und verzeichnet jährlich eine hohe Anzahl an Besuchern. Im Jahr 2024 erreichte Rom mit 51,4 Millionen Übernachtungen und 22,2 Millionen Touristen einen historischen Höchststand.
Die Attraktivität der Stadt gründet sich primär auf ihr reiches historisches und kulturelles Erbe. Zu den prominentesten Anziehungspunkten zählen das Kolosseum und das Forum Romanum als Zeugnisse der Antike, der Petersdom und die Vatikanischen Museen mit der Sixtinischen Kapelle als religiöse und künstlerische Zentren sowie das Pantheon und der Trevi-Brunnen als bedeutende architektonische und kulturelle Monumente.
Neben diesen international bekannten Sehenswürdigkeiten verfügt Rom über eine Vielzahl weiterer Museen, Galerien und historischer Plätze. Das Viertel Trastevere ist beispielsweise für seine pittoreske Atmosphäre und sein traditionelles römisches Flair bekannt. Die römische Küche stellt ebenfalls einen Faktor für den Tourismus dar.
Der Tourismus stellt einen wesentlichen Wirtschaftsfaktor für Rom und Italien dar. Italienweit beliefen sich die Einnahmen aus dem Tourismus im Jahr 2022 auf rund 41,5 Milliarden Euro.
Genaue Zahlen für die Einnahmen speziell in Rom sind schwieriger zu quantifizieren, aber der Tourismus trägt signifikant zum lokalen Bruttoinlandsprodukt bei und schafft zahlreiche Arbeitsplätze in den Bereichen Unterkunft, Gastronomie, Einzelhandel und Dienstleistungen.
Die touristische Infrastruktur Roms ist umfassend und beinhaltet ein breites Spektrum an Unterkünften sowie ein ausgebautes öffentliches Verkehrsnetz mit Bussen, Straßenbahnen und U-Bahnen. Die hohe Anzahl an Besuchern führt insbesondere in der Hauptsaison und an frequentierten Orten zu einer hohen Dichte an Menschen und potenziellen Wartezeiten.
Der Massentourismus in Italien birgt insbesondere auch in Rom Herausforderungen hinsichtlich der Bewältigung großer Besucherströme, des Schutzes historischer Bausubstanz und der Balance mit den Bedürfnissen der lokalen Bevölkerung. Es werden zunehmend Ansätze zur Förderung eines nachhaltigeren Tourismus diskutiert und implementiert.

### Verkehr

#### Flugverkehr

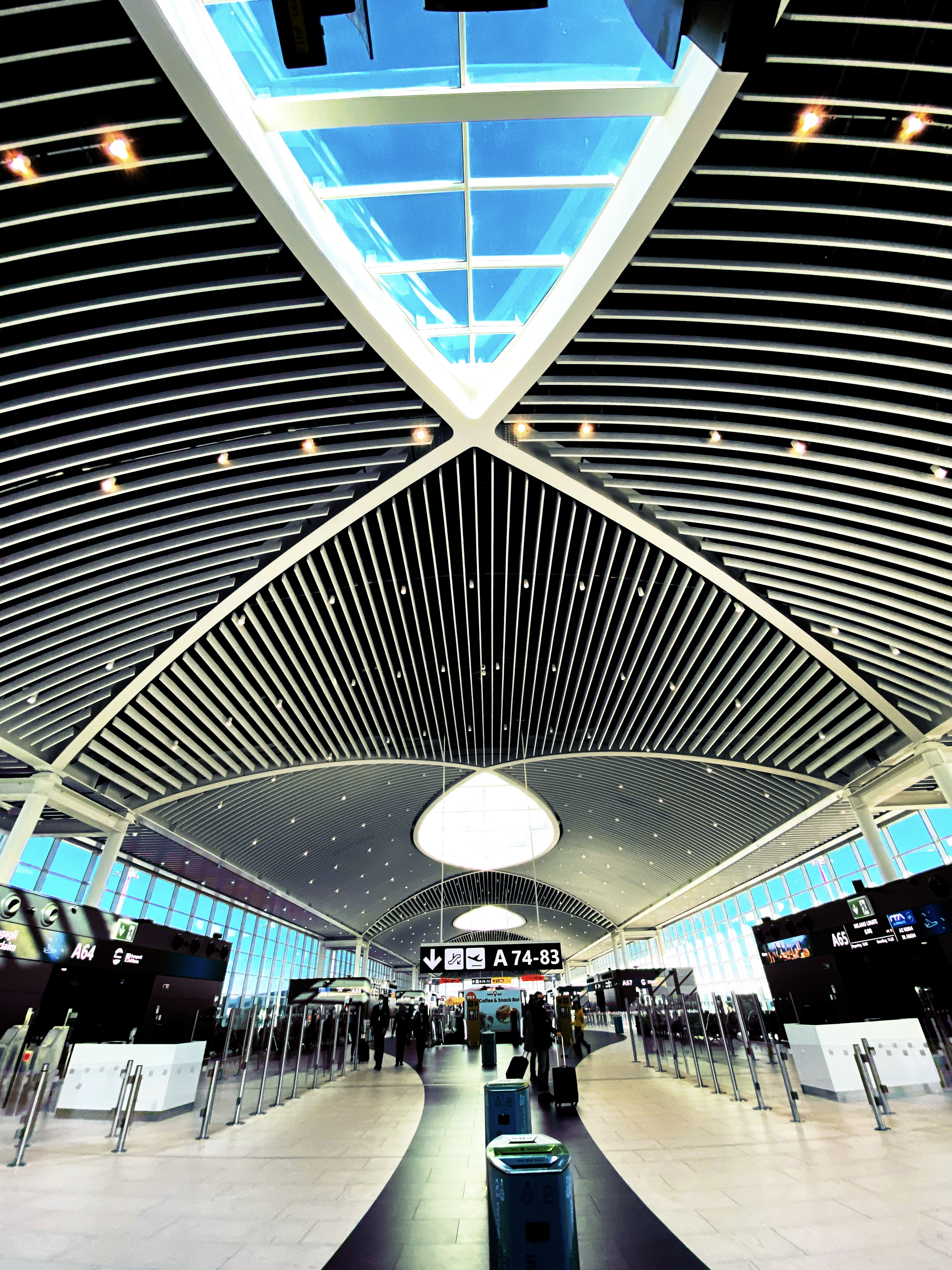
Flughafen Rom-Fiumicino (FCO), Terminal 1

Rom ist mit drei Flughäfen ausgestattet. Der an der Küste gelegene interkontinentale Flughafen Roma-Fiumicino “Leonardo da Vinci” ist das wichtigste Luftfahrtdrehkreuz des italienischen Luftverkehrs und Italiens Hauptflughafen sowie Hauptdrehkreuz der größten italienischen Fluggesellschaft ITA Airways. Er ist allgemein als Fiumicino Airport bekannt, da er sich in der Gemeinde Fiumicino südwestlich von Rom befindet. Der ältere Flughafen Rom-Ciampino ist ein gemischter Verkehrs- und Militärflughafen. Er wird häufig als Ciampino Airport bezeichnet, da er in Ciampino südöstlich der Stadt liegt. Der kleine Flugplatz Rom-Urbe ist vorwiegend für die Allgemeine Luftfahrt vorgesehen und befindet sich ungefähr 6 km nördlich des Stadtzentrums.

#### Eisenbahn
Als einer der zentralen Knotenpunkte des italienischen Eisenbahnsystems verfügt Rom über die Bahnhöfe Roma Tiburtina, Roma Ostiense, Roma Tuscolana, Roma Trastevere, Roma San Pietro, Roma Aurelia sowie den Hauptbahnhof Roma Termini. Termini ist einer der größten Bahnhöfe Europas und mit ungefähr 400.000 Reisenden täglich einer der am häufigsten benutzten Italiens. Mit der Inbetriebnahme der neuen Hochgeschwindigkeitsbahnstrecke nach Neapel und dem Ausbau des Bahnhofs Roma Tiburtina werden Züge, die Rom nur als Durchgangsstation durchfahren, nicht mehr den Hauptbahnhof Termini anfahren. Der im Norden der Stadt gelegene Rangierbahnhof Roma Smistamento (italienisch: ‚Rangierbahnhof‘) wird nach seiner Stilllegung in dieser Funktion noch weiterhin als Güterbahnhof genutzt.
Ferner befindet sich in Rom die vom Bahnhof Roma San Pietro abzweigende kurze, nur dem Schienengüterverkehr dienende Strecke der Vatikanischen Staatsbahn, welche 1856 unter Papst Pius IX. eröffnet wurde.

#### Straßenverkehr

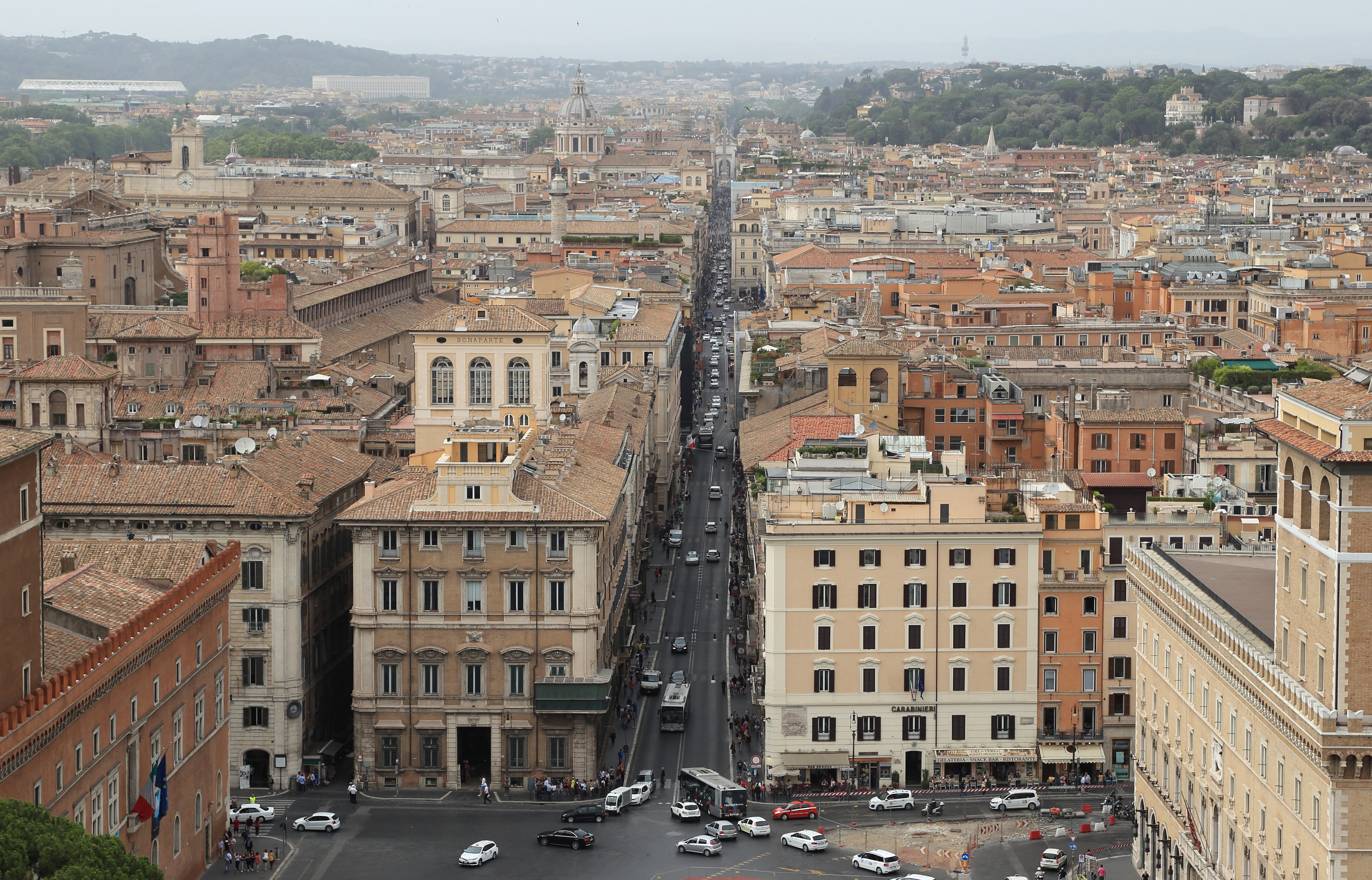
Via del Corso

Rom befindet sich im Zentrum eines sternförmigen Straßennetzes, das ausgehend vom kapitolinischen Hügel dem antiken Straßenverlauf folgt und damals Rom mit seinem Reich verband. Heute wird Rom von dem Autostrada A90 umschlossen (dem Grande Raccordo Anulare oder GRA), der sich etwa zehn Kilometer vom Stadtzentrum entfernt befindet.
Die Stadt hat mit schweren Verkehrsproblemen zu kämpfen, da das sternförmige Straßensystem den Einwohnern nur die Fahrt durch das historische Zentrum oder auf der vollgestopften Ringautobahn zur Wahl lässt. Auch das Metrosystem, das im Vergleich zu anderen Städten gleicher Größe recht klein ausfällt, verschafft keine Abhilfe. Darüber hinaus kommen in Rom auf 10.000 Einwohner nur 21 Taxis, weit weniger als in anderen europäischen Großstädten. Die Kfz-Besitzquote ist dagegen überdurchschnittlich hoch. Auf zehn Einwohner kommen sieben Autos, mehr als doppelt so viel wie in Berlin.
In einigen als verkehrsberuhigte Zone (ZTL) (Zona a Traffico Limitato) ausgezeichneten Bereichen der Innenstadt ist zu Tagesstunden nur eingeschränkter Fahrzeugverkehr möglich. Das heißt, Privatautos dürfen sie tagsüber zwischen 6 und 18 Uhr nur mit einer speziellen Ausnahmegenehmigung befahren. Die Zonen wurden wegen der chronischen Überlastung des Straßenverkehrs während der 1970er und 1980er Jahre eingerichtet. In den beiden Stadtteilen Trastevere und San Lorenzo ist hingegen der Nachtverkehr so stark, dass dort entsprechende ZTLs während der Nachtzeit eingerichtet wurden. In Testaccio ist ebenfalls eine Nachtzeit-ZTL geplant. Allerdings hat eine großzügige Praxis der Ausnahmegenehmigungen den Effekt verwässert. Ausländische Reisebusse werden in Rom mit Einfuhrgebühren bis 210 Euro (Stand 2009) zur Kasse gebeten und dürfen dann nur zeitlich befristet oder überhaupt nicht parken.

#### Öffentlicher Nahverkehr

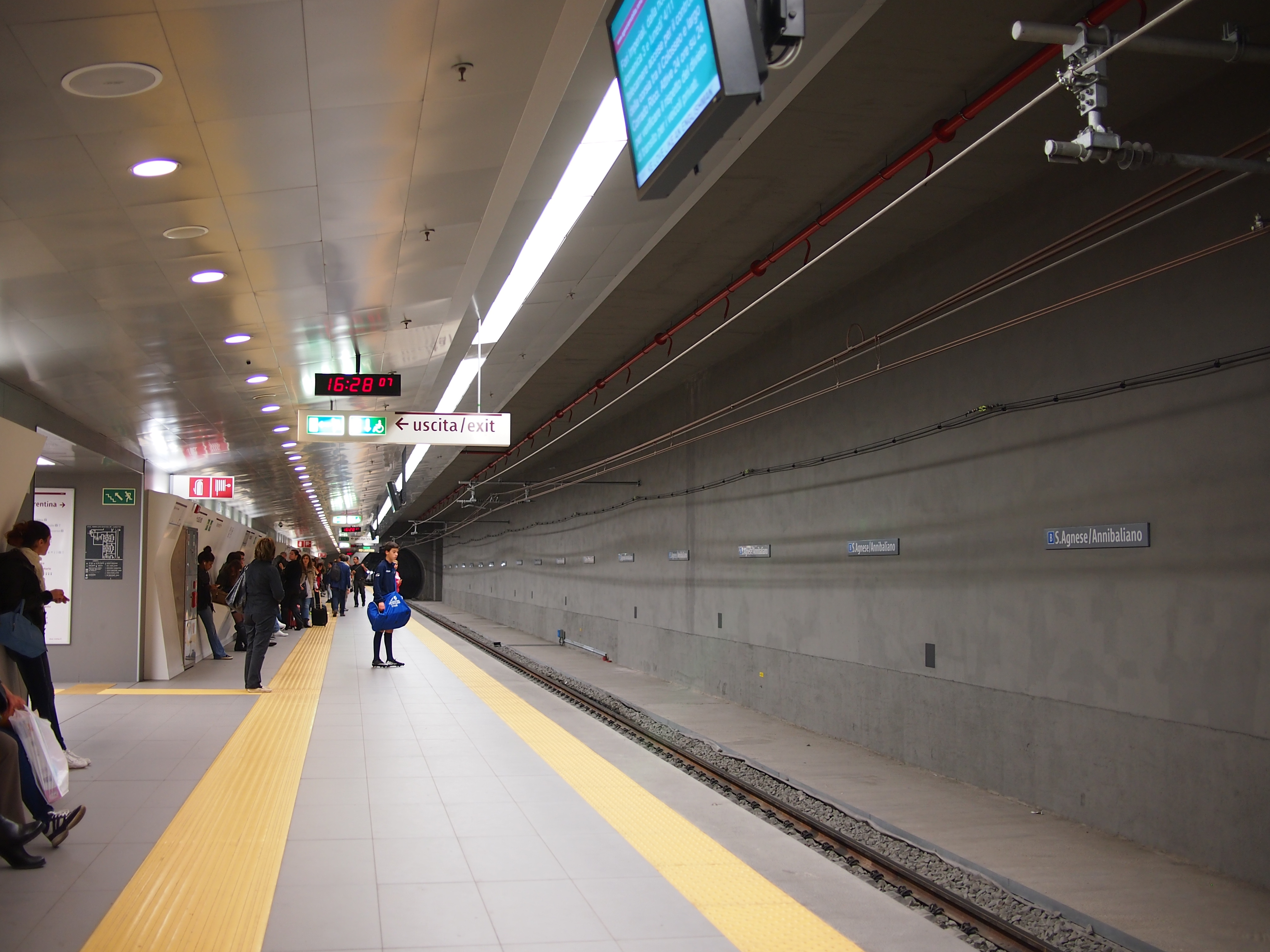
Metropolitana di Roma

Der öffentliche Personennahverkehr in Rom wird weitestgehend von dem städtischen Verkehrsunternehmen Azienda per i Trasporti Autoferrotranviari del Comune di Roma (ATAC) betrieben. Das Nahverkehrssystem der ATAC umfasst Busse, Oberleitungsbusse, Straßen-, Vorort- und U-Bahnen. Hinzu kommen die S-Bahn-ähnlichen FL-Linien der Trenitalia und das Regionalbusnetz von COTRAL und anderen Anbietern. Diese Verkehrsmittel sind in den Tarifverbund Metrebus integriert.
Das Busnetz umfasst 350 Buslinien mit mehr als 8000 Stationen. Die Straßenbahn von Rom nahm am 2. August 1877 den Betrieb auf. Sie verkehrt in sechs Linien auf einem 51,31 Kilometer langen Streckennetz und fährt 192 Haltestellen an. Nachdem zwischen dem 8. Januar 1937 und dem 2. Juli 1972 schon einmal Oberleitungsbusse in Rom gefahren waren, wurde das System auf einer Linie von 11,3 km nach einer Unterbrechung von 33 Jahren am 23. März 2005 wieder eingeführt.
Das U-Bahn-System (Metropolitana di Roma) verfügt über die drei Linien A, B und C mit insgesamt 74 Stationen auf 60 km Länge (Stand Mai 2016). Die beiden U-Bahn-Linien A und B kreuzen sich in Termini. Der Ausbau des U-Bahn-Netzes verlief nur schleppend, da eine Beschädigung vieler historischer Gebäude und Anlagen durch den Bau weiterer Tunnel befürchtet wurde. Bürokratische und finanzielle Probleme stellten weitere Hindernisse dar.
Die erste Strecke wurde 1954 eröffnet und verband Termini mit dem Stadtviertel Eur, in dem 1942 die geplante Weltausstellung stattfinden sollte. Auf dieser Strecke verkehrt heute die Linie B. Die Linie A wurde 1980 eröffnet und verband die Bahnhöfe Ottaviano und Anagnina. Von 1999 bis 2000 dauerte der Ausbau nach Battistini. In den 1990ern wurde die Linie B von Termini nach Rebibbia erweitert. 2012 wurde die Linie B um eine 3,9 km lange Zweigstrecke mit fünf Stationen erweitert (B1), die vom Bahnhof Piazza Bologna bis zur neuen Endhaltestelle Jonio führt. Der erste Abschnitt der Linie C wurde Ende 2014 auf Teilen der umgebauten Regionalbahnstrecke Termini-Pantano im Südosten von Rom eröffnet. Die Linie sollte in den kommenden Jahren unter der Altstadt Roms nach Norden weitergeführt werden. Dieser Ausbau musste wegen finanzieller Probleme, archäologischer Funde und weiterer Unwägbarkeiten bei den geplanten Arbeiten in der Stadtmitte mehrmals verschoben und schließlich eingestellt werden. Sie hätte voraussichtlich 3 Milliarden € gekostet, 25,5 km lang sein und 30 Bahnhöfe anfahren sollen. Die Linie C wird vollautomatisch mit fahrerlosen Zügen befahren. Darüber hinaus ist noch eine vierte Strecke Linie D mit 22 Stationen geplant. Die Vorortbahnen zum Lido di Ostia, nach Viterbo und nach Giardinetti sollen unter Umständen ganz oder teilweise in das U-Bahn-Netz integriert werden (Linien E, F und G).

#### Seehäfen
Obwohl Rom nicht direkt am Meer liegt, hat die Stadt eine bedeutende maritime Geschichte, die eng mit der nahegelegenen Hafenstadt Ostia verbunden ist. Ostia Antica, etwa 25 Kilometer westlich von Rom gelegen, war in der Antike der Hauptseehafen der Stadt und spielte eine entscheidende Rolle im Handel sowie in der Versorgung der Bevölkerung mit Lebensmitteln und anderen Gütern. Im Laufe der Jahrhunderte hat sich Ostia von einem blühenden Hafen zu einer archäologischen Stätte entwickelt, die heute als Ostia Antica bekannt ist.
Heute ist der Hafen Civitavecchia (Porto di Civitavecchia) der wichtigste Hafen für Rom. Er liegt am Tyrrhenischen Meer, etwa 70 Kilometer nordwestlich der Hauptstadt. Civitavecchia wird zusammen mit den kleineren Häfen von Fiumicino und Gaeta von der Hafenbehörde Porti di Roma e del Lazio verwaltet. Der Hafen Civitavecchia ist der führende Kreuzfahrthafen Italiens und dient als wichtiger Zugangspunkt für Reisende, die Rom besuchen. Der Hafen ist gut mit dem Zug und der Autobahn an die Hauptstadt angebunden.

### Wissenschaft und Bildung

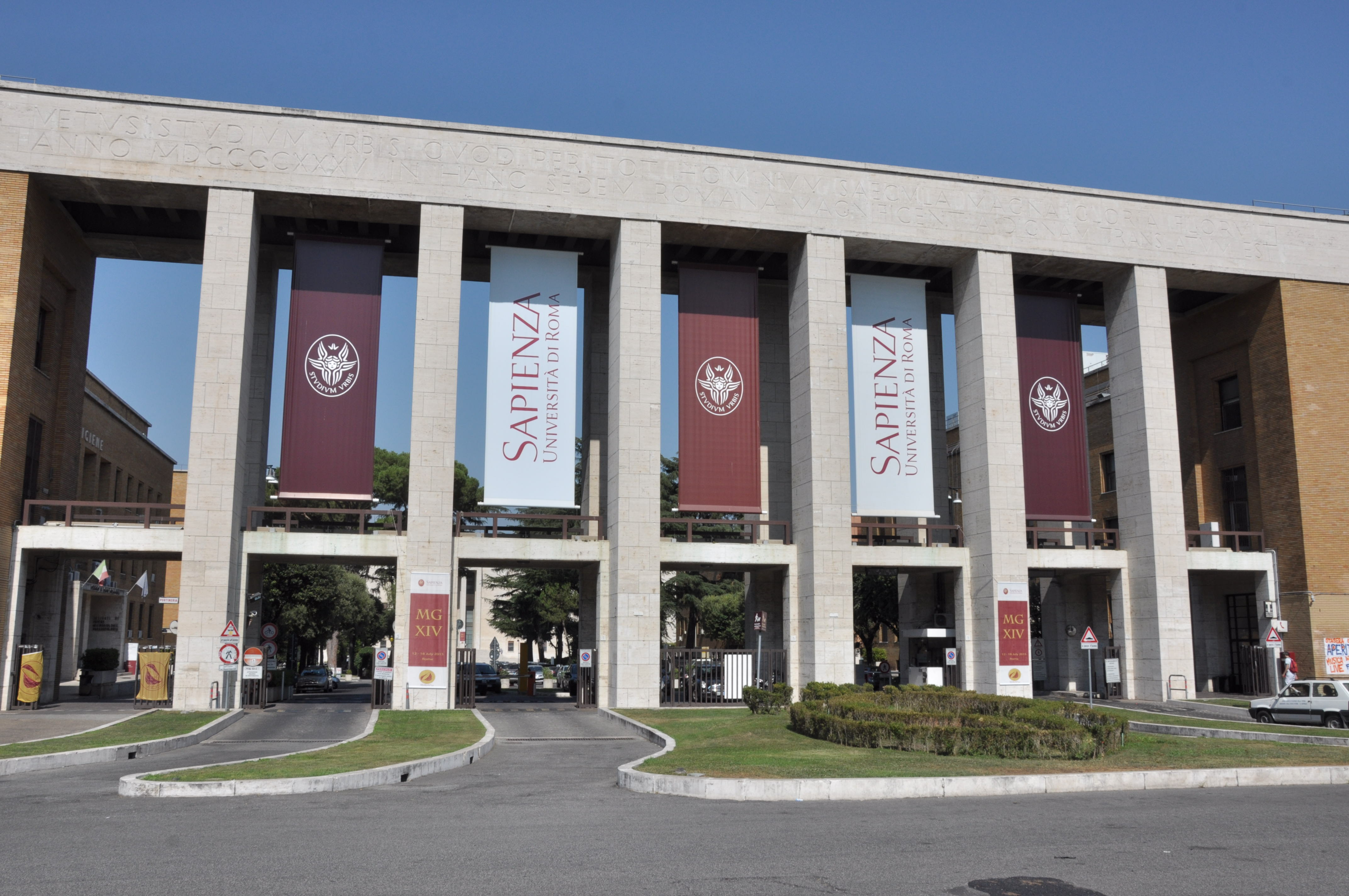
Universität La Sapienza, eine der größten und ältesten Universitäten Europas

Rom hat drei staatliche Universitäten: Die Università degli Studi di Roma La Sapienza ist eine der ältesten (Gründung: 1303) und mit 147.000 Studenten eine der größten Universitäten Europas. Die beiden anderen Universitäten sind die Tor Vergata und Roma Tre. Daneben bestehen mehrere katholische Universitäten als Einrichtungen des Heiligen Stuhls bzw. einzelner geistlicher Orden. Im Stadtteil Trastevere befindet sich die private Amerikanische Universität.
Außerdem ist Rom der Sitz der Nationalen Akademie der Wissenschaften (Accademia Nazionale dei Lincei), der Päpstlichen Akademien, der Accademia di San Luca, der Nationalen Akademie für Tanz, der Nationalen Akademie für dramatische Kunst, des Musikkonservatoriums und des Zentralinstituts für die Restaurierung von Kunstwerken.

### Medien
In Rom werden mehrere Tages- und Wochenzeitungen herausgegeben: La Repubblica, Il Messaggero, Il Tempo, Il Foglio, Il manifesto, liberazione.
Weiter ist die Filmstadt Cinecittà sehr bekannt für erfolgreiche Produktionen.
Die Rundfunkanstalt Rai – Radiotelevisione Italiana hat ebenfalls ihren Hauptsitz in Rom.

### Internationale Organisationen
Die Hauptverwaltungen zahlreicher internationaler Unternehmen und Organisationen haben ihren Sitz in Rom. Hierzu zählen unter anderem die Ernährungs- und Landwirtschaftsorganisation der Vereinten Nationen (FAO), der Internationale Fonds für landwirtschaftliche Entwicklung (IFAD), der Welternährungsrat (WFC) und das Welternährungsprogramm der Vereinten Nationen (WFP).

## Filmproduktionen

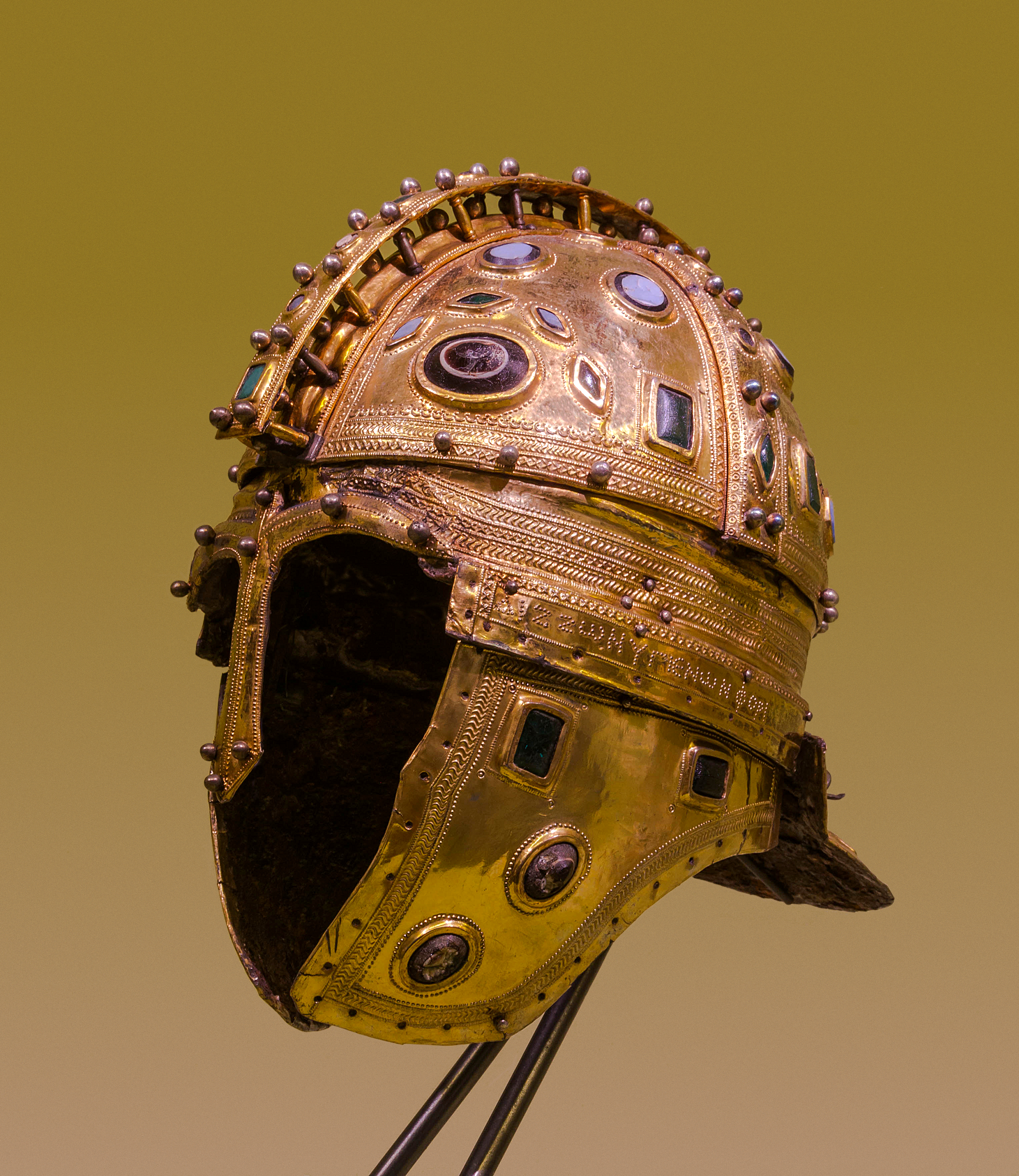
Spätrömischer Offiziershelm

Die folgende Liste zeigt eine Auswahl von komplett oder teilweise in Rom gedrehten Filmen und Serien:
- Rom, offene Stadt (Roma, città aperta), Regie: Roberto Rossellini, 1945
- Paisà, Regie: Roberto Rossellini, 1946
- Fahrraddiebe (Ladri di biciclette) von Vittorio De Sica nach einem Roman von Luigi Bartolini, 1948
- Quo vadis?, Regie: Mervyn LeRoy, 1951 (in den Cinecittà-Studios)
- Ein Herz und eine Krone (Roman Holiday), Regie: William Wyler, 1953
- Drei Münzen im Brunnen (Three Coins in the Fountain), Regie: Jean Negulesco, 1954
- Die Nächte der Cabiria (Le notti di Cabiria), Regie: Federico Fellini, 1957
- Das süße Leben (La dolce vita), Regie: Federico Fellini, 1960
- Accattone – Wer nie sein Brot mit Tränen aß (Accattone), Regie: Pier Paolo Pasolini, 1961
- Mamma Roma, Regie: Pier Paolo Pasolini, 1962
- Liebe 1962 (L’eclisse), Regie: Michelangelo Antonioni, 1962
- So reisen und so lieben wir (If It’s Tuesday, This Must Be Belgium), Regie: Mel Stuart, 1969
- Fellinis Roma (Roma), Regie: Federico Fellini, 1972
- Liebes Tagebuch… (Caro diario), Regie: Nanni Moretti, 1993
- Der talentierte Mr. Ripley, Regie: Anthony Minghella, 1999
- Menschen in Rom (Gente di Roma), Regie: Ettore Scola, 2003
- Die besten Jahre (La meglio gioventù), Regie: Marco Tullio Giordana, 2003
- Ocean’s 12 (Ocean’s Twelve), Regie: Steven Soderbergh, 2004
- Rom (Fernsehserie) (Rome), 2005–2007
- Mission: Impossible III, Regie: J. J. Abrams, 2006
- Il Divo, Regie: Paolo Sorrentino, 2008
- Illuminati (Angels and Demons), Regie: Ron Howard, 2009
- Habemus Papam – Ein Papst büxt aus, Regie: Nanni Moretti, 2011
- Cäsar muss sterben (Cesare deve morire), Regie: Paolo und Vittorio Taviani, 2012
- To Rome with Love, Regie: Woody Allen, 2012
- Das andere Rom (Sacro GRA), Regie: Gianfranco Rosi, 2013
- La Grande Bellezza – Die große Schönheit, Regie: Paolo Sorrentino, 2013
- James Bond 007: Spectre, Regie: Sam Mendes, 2015
- The Young Pope, Regie: Paolo Sorrentino, 2016
- Suburra: Blood on Rome, Regie: Giuseppe Capotondi, Michele Placido, 2017
- John Wick: Kapitel 2 (John Wick: Chapter 2), Regie: Chad Stahelski, 2017
- Loro – Die Verführten, Regie: Paolo Sorrentino, 2018
- Dogman, Regie: Matteo Garrone, 2018
- Die zwei Päpste (The Two Popes), Regie: Fernando Meirelles, 2019
- The New Pope, Regie: Paolo Sorrentino, 2020
- Mission: Impossible – Dead Reckoning Teil Eins, Regie: Christopher McQuarrie, 2023
- M. Il figlio del secolo, Regie: Joe Wright, 2024

## Literatur

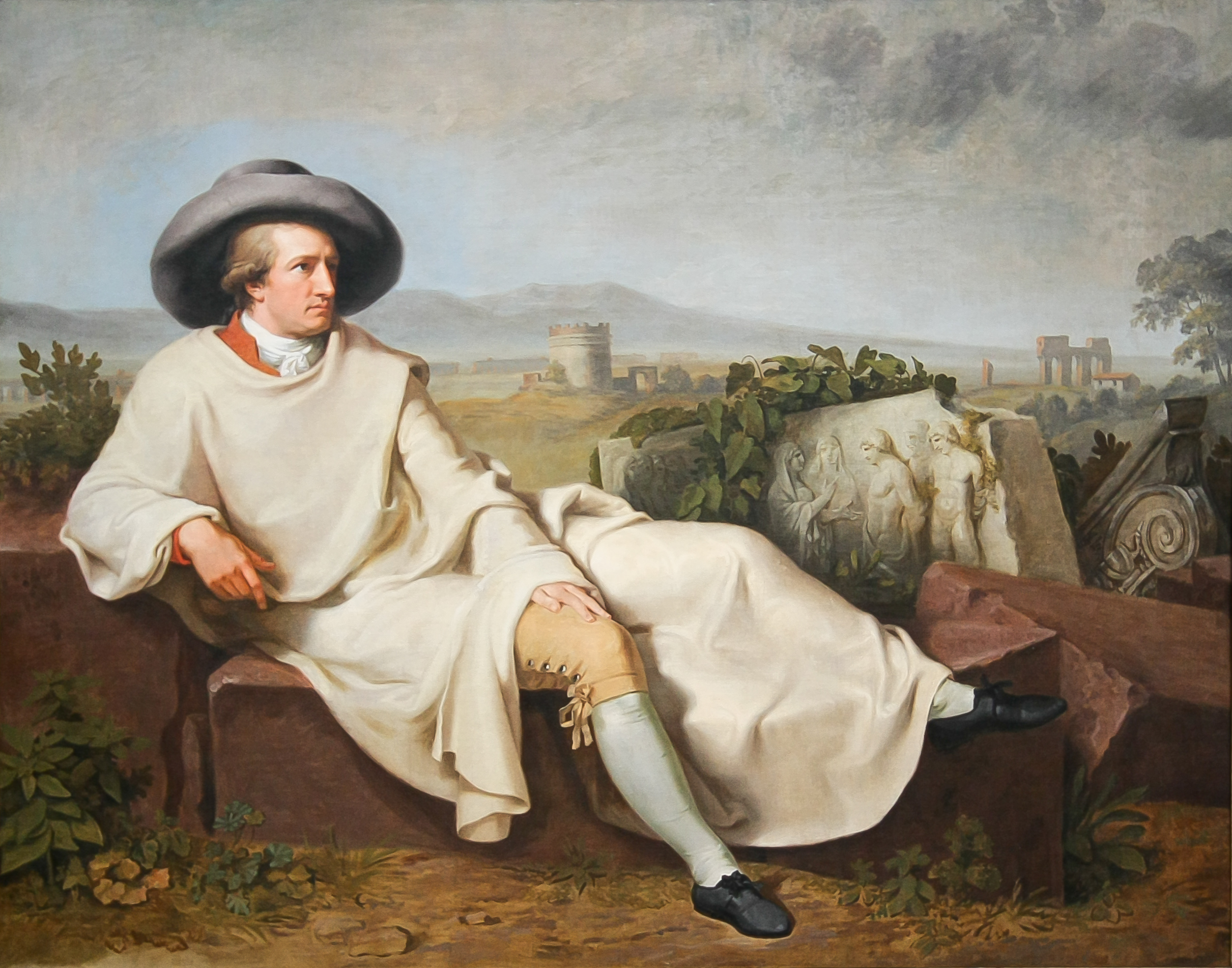
Goethe in der Campagna, Johann Heinrich Wilhelm Tischbein, 1787